# Elezioni provinciali in Italia del 1999
Le elezioni provinciali in Italia del 1999 si tennero il 13 giugno (primo turno) e il 27 giugno (ballottaggio).
Sono di seguito indicati i risultati ufficiali, parzialmente diversi da quelli inizialmente pubblicati dallo stesso ministero dell'interno.

### Piemonte

#### Provincia di Alessandria
| Candidati                          | Candidati                                 | Voti                           | %     | Liste                                | Voti    | %     | Seggi |
| ---------------------------------- | ----------------------------------------- | ------------------------------ | ----- | ------------------------------------ | ------- | ----- | ----- |
|                                    | Fabrizio Palenzona Accede al ballottaggio | 103.513                        | 40,45 | Democratici di Sinistra              | 43.748  | 19,16 | 9     |
| Partito Popolare Italiano          | Fabrizio Palenzona Accede al ballottaggio | 103.513                        | 40,45 | 18.258                               | 8,00    | 4     |       |
| I Democratici                      | Fabrizio Palenzona Accede al ballottaggio | 103.513                        | 40,45 | 12.206                               | 5,35    | 2     |       |
| Socialisti Democratici Italiani    | Fabrizio Palenzona Accede al ballottaggio | 103.513                        | 40,45 | 10.632                               | 4,66    | 2     |       |
| Partito dei Comunisti Italiani     | Fabrizio Palenzona Accede al ballottaggio | 103.513                        | 40,45 | 7.490                                | 3,28    | 1     |       |
|                                    | Ugo Cavallera Accede al ballottaggio      | 97.359                         | 38,05 | Forza Italia                         | 57.323  | 25,10 | 6     |
| Alleanza Nazionale                 | Ugo Cavallera Accede al ballottaggio      | 97.359                         | 38,05 | 18.927                               | 8,29    | 1     |       |
| CCD - CDU                          | Ugo Cavallera Accede al ballottaggio      | 97.359                         | 38,05 | 11.214                               | 4,91    | 1     |       |
| Seggio al candidato presidente     | Seggio al candidato presidente            | Seggio al candidato presidente | 38,05 | 1                                    |         |       |       |
|                                    | Oreste Rossi                              | 32.688                         | 12,77 | Lega Nord (A)                        | 22.737  | 9,96  | 1     |
| Alessandria Provincia Autonoma (B) | Oreste Rossi                              | 32.688                         | 12,77 | 2.243                                | 0,98    | -     |       |
| Nuova Proposta (C)                 | Oreste Rossi                              | 32.688                         | 12,77 | 1.431                                | 0,63    | -     |       |
| Lavoratori e Pensionati Padani     | Oreste Rossi                              | 32.688                         | 12,77 | 1.230                                | 0,54    | -     |       |
| Cattolici Padani                   | Oreste Rossi                              | 32.688                         | 12,77 | 360                                  | 0,16    | -     |       |
| Seggio al candidato presidente     | Seggio al candidato presidente            | Seggio al candidato presidente | 12,77 | 1                                    |         |       |       |
|                                    | Domenico Priota                           | 13.207                         | 5,16  | Partito della Rifondazione Comunista | 12.356  | 5,41  | 1     |
|                                    | Pasquale Cavaliere                        | 5.462                          | 2,13  | Federazione dei Verdi                | 4.843   | 2,12  | -     |
|                                    | Quintilio Benvenuto                       | 3.670                          | 1,43  | Partito Pensionati (D)               | 3.361   | 1,47  | -     |
| Totale                             | Totale                                    | 255.899                        |       |                                      | 228.359 |       | 30    |

- Le liste contrassegnate con le lettere A, B, C e D sono apparentate al secondo turno con il candidato presidente Ugo Cavallera.

Ballottaggio
| Candidati | Candidati                        | Voti   | %      |
| --------- | -------------------------------- | ------ | ------ |
|           | Fabrizio Palenzona ✔️ Presidente | 86.557 | 50,76  |
|           | Ugo Cavallera                    | 83.961 | 49,24  |
| Totale    | Totale                           |        | 100,00 |

Fonti: Risultati I turno Risultati II turno

#### Provincia di Asti
| Candidati                            | Candidati                             | Voti                           | %    | Liste                                | Voti    | %    | Seggi |
| ------------------------------------ | ------------------------------------- | ------------------------------ | ---- | ------------------------------------ | ------- | ---- | ----- |
|                                      | Roberto Marmo Accede al ballottaggio  | 57.169                         | 47,6 | Forza Italia                         | 38.116  | 37,1 | 12    |
| Alleanza Nazionale                   | Roberto Marmo Accede al ballottaggio  | 57.169                         | 47,6 | 9.250                                | 9,0     | 2    |       |
| Patto Segni                          | Roberto Marmo Accede al ballottaggio  | 57.169                         | 47,6 | 1.699                                | 1,6     | -    |       |
| Partito Socialista                   | Roberto Marmo Accede al ballottaggio  | 57.169                         | 47,6 | 1.004                                | 1,0     | -    |       |
|                                      | Giuseppe Goria Accede al ballottaggio | 39.612                         | 33,0 | Lista civica                         | 17.920  | 17,5 | 4     |
| Partito della Rifondazione Comunista | Giuseppe Goria Accede al ballottaggio | 39.612                         | 33,0 | 6.585                                | 6,4     | 1    |       |
| Partito dei Comunisti Italiani       | Giuseppe Goria Accede al ballottaggio | 39.612                         | 33,0 | 4.207                                | 4,1     | 1    |       |
| Socialisti Democratici Italiani      | Giuseppe Goria Accede al ballottaggio | 39.612                         | 33,0 | 2.833                                | 2,8     | -    |       |
| Seggio al candidato presidente       | Seggio al candidato presidente        | Seggio al candidato presidente | 33,0 | 1                                    |         |      |       |
|                                      | Sebastiano Fogliato                   | 16.116                         | 13,4 | Lega Nord                            | 13.473  | 13,1 | 2     |
| Obiettivo Sviluppo                   | Sebastiano Fogliato                   | 16.116                         | 13,4 | 1.249                                | 1,2     | -    |       |
| Seggio al candidato presidente       | Seggio al candidato presidente        | Seggio al candidato presidente | 13,4 | 1                                    |         |      |       |
|                                      | Angelo Aizzi                          | 4.080                          | 3,4  | Partito Pensionati                   | 3.857   | 3,8  | -     |
|                                      | Renato Longo                          | 3.185                          | 2,6  | Antiproibizionisti Referendari Verdi | 1.412   | 1,4  | -     |
| Artigiani Commercianti               | Renato Longo                          | 3.185                          | 2,6  | 1.030                                | 1,0     | -    |       |
| Totale                               | Totale                                | 120.162                        |      |                                      | 102.635 |      | 24    |

Ballottaggio
| Candidati | Candidati                   | Voti   | %      |
| --------- | --------------------------- | ------ | ------ |
|           | Roberto Marmo ✔️ Presidente | 46.226 | 57,8   |
|           | Giuseppe Goria              | 33.704 | 42,2   |
| Totale    | Totale                      |        | 100,00 |

Fonti: Risultati I turno Risultati II turno

#### Provincia di Biella
| Candidati                              | Candidati                             | Voti                           | %    | Liste                                | Voti    | %    | Seggi |
| -------------------------------------- | ------------------------------------- | ------------------------------ | ---- | ------------------------------------ | ------- | ---- | ----- |
|                                        | Orazio Scanzio Accede al ballottaggio | 52.195                         | 45,3 | Forza Italia                         | 33.779  | 32,9 | 9     |
| Alleanza Nazionale                     | Orazio Scanzio Accede al ballottaggio | 52.195                         | 45,3 | 10.142                               | 9,9     | 3    |       |
| Centro Cristiano Democratico           | Orazio Scanzio Accede al ballottaggio | 52.195                         | 45,3 | 2.806                                | 2,7     | -    |       |
|                                        | Silvia Marsoni Accede al ballottaggio | 43.721                         | 37,9 | Democratici di Sinistra              | 20.970  | 20,4 | 5     |
| Lista locale                           | Silvia Marsoni Accede al ballottaggio | 43.721                         | 37,9 | 9.712                                | 9,4     | 2    |       |
| Partito dei Comunisti Italiani - Verdi | Silvia Marsoni Accede al ballottaggio | 43.721                         | 37,9 | 4.415                                | 4,3     | 1    |       |
| Socialisti Democratici Italiani        | Silvia Marsoni Accede al ballottaggio | 43.721                         | 37,9 | 2.752                                | 2,7     | -    |       |
| Seggio al candidato presidente         | Seggio al candidato presidente        | Seggio al candidato presidente | 37,9 | 1                                    |         |      |       |
|                                        | Roberto Simonetti                     | 9.753                          | 8,5  | Lega Nord (A)                        | 9.109   | 8,9  | 2     |
|                                        | Renato Nuccio                         | 7.872                          | 6,8  | Partito della Rifondazione Comunista | 7.464   | 7,3  | 1     |
|                                        | Giancarlo Ferrari                     | 1.724                          | 1,7  | Movimento Indipendente Biellese      | 1.568   | 1,5  | -     |
| Totale                                 | Totale                                | 115.265                        |      |                                      | 102.717 |      | 24    |

- La lista contrassegnata con la lettera A è apparentata al secondo turno con il candidato presidente Orazio Scanzio.

Ballottaggio
| Candidati | Candidati                    | Voti   | %      |
| --------- | ---------------------------- | ------ | ------ |
|           | Orazio Scanzio ✔️ Presidente | 41.627 | 52,3   |
|           | Silvia Marsoni               | 37.966 | 47,7   |
| Totale    | Totale                       |        | 100,00 |

Fonti: Risultati I turno Risultati II turno

#### Provincia di Cuneo
| Candidati                                  | Candidati                               | Voti                           | %    | Liste                                | Voti    | %    | Seggi |
| ------------------------------------------ | --------------------------------------- | ------------------------------ | ---- | ------------------------------------ | ------- | ---- | ----- |
|                                            | Giovanni Quaglia Accede al ballottaggio | 141.130                        | 44,1 | Insieme a Quaglia                    | 49.712  | 17,9 | 8     |
| Democratici di Sinistra                    | Giovanni Quaglia Accede al ballottaggio | 141.130                        | 44,1 | 33.790                               | 12,1    | 5    |       |
| PPI - I Democratici - Centro per la Granda | Giovanni Quaglia Accede al ballottaggio | 141.130                        | 44,1 | 28.016                               | 10,1    | 4    |       |
| Laici e Riformisti per la Granda           | Giovanni Quaglia Accede al ballottaggio | 141.130                        | 44,1 | 6.873                                | 2,5     | 1    |       |
|                                            | Guido Crosetto Accede al ballottaggio   | 107.496                        | 33,6 | Forza Italia                         | 65.804  | 23,7 | 6     |
| Alleanza Nazionale - Federalisti Liberali  | Guido Crosetto Accede al ballottaggio   | 107.496                        | 33,6 | 19.106                               | 6,9     | 1    |       |
| Centro Cristiano Democratico               | Guido Crosetto Accede al ballottaggio   | 107.496                        | 33,6 | 8.272                                | 3,0     | -    |       |
| Piemonte Nazione d'Europa                  | Guido Crosetto Accede al ballottaggio   | 107.496                        | 33,6 | 2.913                                | 1,0     | -    |       |
| Seggio al candidato presidente             | Seggio al candidato presidente          | Seggio al candidato presidente | 33,6 | 1                                    |         |      |       |
|                                            | Paolo Gazzola                           | 54.908                         | 17,1 | Lega Nord (A)                        | 38.854  | 14,0 | 3     |
| Granda Autonoma (B)                        | Paolo Gazzola                           | 54.908                         | 17,1 | 7.466                                | 2,7     | -    |       |
| Granda che Lavora (C)                      | Paolo Gazzola                           | 54.908                         | 17,1 | 2.510                                | 0,9     | -    |       |
| Seggio al candidato presidente             | Seggio al candidato presidente          | Seggio al candidato presidente | 17,1 | 1                                    |         |      |       |
|                                            | Michele Baracco                         | 11.779                         | 3,7  | Partito della Rifondazione Comunista | 10.735  | 3,8  | -     |
|                                            | Marco Bertone                           | 4.719                          | 1,5  | Connubio Giovanile                   | 3.936   | 1,4  | -     |
| Totale                                     | Totale                                  | 320.032                        |      |                                      | 320.032 |      | 30    |

- Le liste contrassegnate con le lettere A, B e C sono apparentate al secondo turno con il candidato presidente Guido Crosetto.

Ballottaggio
| Candidati | Candidati                      | Voti    | %      |
| --------- | ------------------------------ | ------- | ------ |
|           | Giovanni Quaglia ✔️ Presidente | 112.606 | 54,7   |
|           | Guido Crosetto                 | 93.370  | 45,3   |
| Totale    | Totale                         |         | 100,00 |

Fonti: Risultati I turno Risultati II turno

#### Provincia di Novara
| Candidati                       | Candidati                              | Voti                           | %    | Liste                                | Voti    | %    | Seggi |
| ------------------------------- | -------------------------------------- | ------------------------------ | ---- | ------------------------------------ | ------- | ---- | ----- |
|                                 | Maurizio Pagani Accede al ballottaggio | 90.823                         | 45,8 | Forza Italia                         | 56.526  | 31,7 | 13    |
| Alleanza Nazionale              | Maurizio Pagani Accede al ballottaggio | 90.823                         | 45,8 | 18.200                               | 10,2    | 4    |       |
| Centro Cristiano Democratico    | Maurizio Pagani Accede al ballottaggio | 90.823                         | 45,8 | 4.764                                | 2,7     | 1    |       |
| Partito Socialista              | Maurizio Pagani Accede al ballottaggio | 90.823                         | 45,8 | 2.765                                | 1,5     | -    |       |
|                                 | Paolo Cattaneo Accede al ballottaggio  | 74.691                         | 37,6 | Democratici di Sinistra              | 25.756  | 14,5 | 4     |
| I Democratici                   | Paolo Cattaneo Accede al ballottaggio  | 74.691                         | 37,6 | 12.378                               | 7,0     | 2    |       |
| Partito Popolare Italiano       | Paolo Cattaneo Accede al ballottaggio  | 74.691                         | 37,6 | 11.906                               | 6,7     | 2    |       |
| Partito dei Comunisti Italiani  | Paolo Cattaneo Accede al ballottaggio  | 74.691                         | 37,6 | 5.261                                | 3,0     | -    |       |
| Federazione dei Verdi           | Paolo Cattaneo Accede al ballottaggio  | 74.691                         | 37,6 | 5.165                                | 2,9     | -    |       |
| Socialisti Democratici Italiani | Paolo Cattaneo Accede al ballottaggio  | 74.691                         | 37,6 | 4.551                                | 2,6     | -    |       |
| Seggio al candidato presidente  | Seggio al candidato presidente         | Seggio al candidato presidente | 37,6 | 1                                    |         |      |       |
|                                 | Emilio Zenoni                          | 19.367                         | 9,8  | Lega Nord                            | 18.329  | 10,3 | 2     |
|                                 | Giovanni Lucini                        | 11.030                         | 5,6  | Partito della Rifondazione Comunista | 10.230  | 5,7  | 1     |
|                                 | Danilo Ramazzotti                      | 2.439                          | 1,2  | Unione Democratici per l'Europa      | 2.190   | 1,2  | -     |
| Totale                          | Totale                                 | 320.032                        |      |                                      | 320.032 |      | 30    |

Ballottaggio
| Candidati | Candidati                     | Voti   | %      |
| --------- | ----------------------------- | ------ | ------ |
|           | Maurizio Pagani ✔️ Presidente | 55.226 | 53,5   |
|           | Paolo Cattaneo                | 47.919 | 46,5   |
| Totale    | Totale                        |        | 100,00 |

Fonti: Risultati I turno Risultati II turno

#### Provincia di Torino
| Candidati                          | Candidati                              | Voti                           | %    | Liste                                | Voti      | %    | Seggi |
| ---------------------------------- | -------------------------------------- | ------------------------------ | ---- | ------------------------------------ | --------- | ---- | ----- |
|                                    | Mercedes Bresso Accede al ballottaggio | 510.889                        | 42,9 | Democratici di Sinistra              | 196.073   | 18,3 | 13    |
| I Democratici                      | Mercedes Bresso Accede al ballottaggio | 510.889                        | 42,9 | 83.862                               | 7,8       | 5    |       |
| Partito dei Comunisti Italiani     | Mercedes Bresso Accede al ballottaggio | 510.889                        | 42,9 | 55.979                               | 5,2       | 3    |       |
| Partito Popolare Italiano          | Mercedes Bresso Accede al ballottaggio | 510.889                        | 42,9 | 42.755                               | 4,0       | 3    |       |
| Federazione dei Verdi              | Mercedes Bresso Accede al ballottaggio | 510.889                        | 42,9 | 26.960                               | 2,5       | 1    |       |
| Socialisti Democratici Italiani    | Mercedes Bresso Accede al ballottaggio | 510.889                        | 42,9 | 24.775                               | 2,3       | 1    |       |
| Rinnovamento Italiano              | Mercedes Bresso Accede al ballottaggio | 510.889                        | 42,9 | 19.361                               | 1,8       | 1    |       |
|                                    | Alberto Ferrero Accede al ballottaggio | 452.586                        | 38,0 | Forza Italia                         | 259.295   | 24,2 | 9     |
| Alleanza Nazionale                 | Alberto Ferrero Accede al ballottaggio | 452.586                        | 38,0 | 124.986                              | 11,7      | 4    |       |
| Centro Cristiano Democratico       | Alberto Ferrero Accede al ballottaggio | 452.586                        | 38,0 | 27.450                               | 2,6       | -    |       |
| Partito Socialista                 | Alberto Ferrero Accede al ballottaggio | 452.586                        | 38,0 | 5.990                                | 0,6       | -    |       |
| Piemonte Nazione d'Europa          | Alberto Ferrero Accede al ballottaggio | 452.586                        | 38,0 | 3.736                                | 0,3       | -    |       |
| Seggio al candidato presidente     | Seggio al candidato presidente         | Seggio al candidato presidente | 38,0 | 1                                    |           |      |       |
|                                    | Mario Borghezio                        | 80.554                         | 6,8  | Lega Nord (A)                        | 64.467    | 6,0  | 1     |
| Lavoratori e Pensionati Padani (B) | Mario Borghezio                        | 80.554                         | 6,8  | 3.874                                | 0,4       | -    |       |
| Seggio al candidato presidente     | Seggio al candidato presidente         | Seggio al candidato presidente | 6,8  | 1                                    |           |      |       |
|                                    | Elio Marchiaro                         | 62.009                         | 5,2  | Partito della Rifondazione Comunista | 58.382    | 5,5  | 2     |
|                                    | Alessandro Lupi                        | 23.665                         | 2,0  | I Liberal Sgarbi                     | 10.936    | 1,0  | -     |
| Verdi Verdi                        | Alessandro Lupi                        | 23.665                         | 2,0  | 8.944                                | 0,8       |      |       |
|                                    | Liliana Cavallo                        | 19.487                         | 1,6  | Pensionati Europa (C)                | 17.903    | 1,7  | -     |
|                                    | Rosa Anna Costa                        | 17.309                         | 1,4  | UDEUR - CDU                          | 15.997    | 1,5  | -     |
|                                    | Bruna Bonino                           | 16.844                         | 1,4  | Movimento Federalista Italiano       | 11.571    | 1,1  | -     |
|                                    | Alessandro Meluzzi                     | 5.851                          | 0,5  | Centro Liberaldemocratico            | 5.110     | 0,5  | -     |
|                                    | Antonio Tevere                         | 2.698                          | 0,2  | Partito Umanista                     | 2.466     | 0,2  | -     |
| Totale                             | Totale                                 | 1.191.892                      |      |                                      | 1.070.872 |      | 45    |

- Le liste contrassegnate con le lettere A, B e C sono apparentate al secondo turno con il candidato presidente Alberto Ferrero.

Ballottaggio
| Candidati | Candidati                     | Voti    | %      |
| --------- | ----------------------------- | ------- | ------ |
|           | Mercedes Bresso ✔️ Presidente | 364.370 | 55,3   |
|           | Alberto Ferrero               | 295.022 | 44,7   |
| Totale    | Totale                        |         | 100,00 |

Fonti: Risultati I turno Risultati II turno

#### Provincia del Verbano-Cusio-Ossola
| Candidati                       | Candidati                             | Voti                           | %    | Liste                                | Voti   | %    | Seggi |
| ------------------------------- | ------------------------------------- | ------------------------------ | ---- | ------------------------------------ | ------ | ---- | ----- |
|                                 | Ivan Guarducci Accede al ballottaggio | 42.118                         | 43,5 | Forza Italia                         | 23.613 | 27,9 | 8     |
| Alleanza Nazionale              | Ivan Guarducci Accede al ballottaggio | 42.118                         | 43,5 | 9.147                                | 10,8   | 3    |       |
| CCD - CDU                       | Ivan Guarducci Accede al ballottaggio | 42.118                         | 43,5 | 3.794                                | 4,5    | 1    |       |
|                                 | Enrico Borghi Accede al ballottaggio  | 33.532                         | 34,6 | Democratici di Sinistra              | 14.913 | 17,6 | 5     |
| Partito Popolare Italiano       | Enrico Borghi Accede al ballottaggio  | 33.532                         | 34,6 | 5.408                                | 6,4    | 1    |       |
| Socialisti Democratici Italiani | Enrico Borghi Accede al ballottaggio  | 33.532                         | 34,6 | 3.227                                | 3,8    | 1    |       |
| Federazione dei Verdi           | Enrico Borghi Accede al ballottaggio  | 33.532                         | 34,6 | 2.889                                | 3,4    | -    |       |
| Partito dei Comunisti Italiani  | Enrico Borghi Accede al ballottaggio  | 33.532                         | 34,6 | 1.787                                | 2,1    | -    |       |
| Seggio al candidato presidente  | Seggio al candidato presidente        | Seggio al candidato presidente | 34,6 | 1                                    |        |      |       |
|                                 | Pierangelo Paracchini                 | 8.379                          | 8,7  | Lega Nord (A)                        | 8.039  | 9,5  | 2     |
|                                 | Claudio Cottini                       | 5.703                          | 5,9  | Rinnovamento Socialista              | 5.194  | 6,1  | 1     |
|                                 | Carluccio Alberganti                  | 4.923                          | 5,1  | Partito della Rifondazione Comunista | 4.726  | 5,6  | 1     |
|                                 | Adriano Rebecchi                      | 2.105                          | 2,2  | Movimento Sociale Fiamma Tricolore   | 1.975  | 2,3  | -     |
| Totale                          | Totale                                | 96.760                         |      |                                      | 84.712 |      | 24    |

- La lista contrassegnata con la lettera A è apparentata al secondo turno con il candidato presidente Ivan Guarducci.

Ballottaggio
| Candidati | Candidati                    | Voti   | %      |
| --------- | ---------------------------- | ------ | ------ |
|           | Ivan Guarducci ✔️ Presidente | 32.945 | 51,3   |
|           | Enrico Borghi                | 31.322 | 48,7   |
| Totale    | Totale                       |        | 100,00 |

Fonti: Risultati I turno Risultati II turno

#### Provincia di Vercelli
| Candidati                          | Candidati                              | Voti                           | %    | Liste                                            | Voti    | %      | Seggi |
| ---------------------------------- | -------------------------------------- | ------------------------------ | ---- | ------------------------------------------------ | ------- | ------ | ----- |
|                                    | Giulio Baltaro Accede al ballottaggio  | 46.803                         | 43,2 | Forza Italia                                     | 29.339  | 29,3   | 9     |
| Alleanza Nazionale                 | Giulio Baltaro Accede al ballottaggio  | 46.803                         | 43,2 | 11.263                                           | 11,2    | 3      |       |
| Movimento Sociale Fiamma Tricolore | Giulio Baltaro Accede al ballottaggio  | 46.803                         | 43,2 | 1.746                                            | 1,7     | -      |       |
| Pensionati Europa                  | Giulio Baltaro Accede al ballottaggio  | 46.803                         | 43,2 | 904                                              | 0,9     | -      |       |
| Piemonte Nazione d'Europa          | Giulio Baltaro Accede al ballottaggio  | 46.803                         | 43,2 | 447                                              | 0,4     | -      |       |
|                                    | Norberto Julini Accede al ballottaggio | 28.961                         | 26,8 | Democratici di Sinistra                          | 17,5    | 17.540 | 5     |
| Partito Popolare Italiano          | Norberto Julini Accede al ballottaggio | 28.961                         | 26,8 | 6.572                                            | 6,6     | 1      |       |
| Socialisti Democratici Italiani    | Norberto Julini Accede al ballottaggio | 28.961                         | 26,8 | 2.428                                            | 2,4     | -      |       |
| Seggio al candidato presidente     | Seggio al candidato presidente         | Seggio al candidato presidente | 26,8 | 1                                                |         |        |       |
|                                    | Ercole Fossale                         | 9.868                          | 9,1  | Lega Nord (A)                                    | 9.576   | 9,6    | 2     |
|                                    | Roberto Scheda                         | 8.542                          | 7,9  | Unione Provinciale di Centro                     | 7.786   | 7,8    | 1     |
|                                    | Domenico Ferraro                       | 5.440                          | 5,0  | I Democratici (B)                                | 5.143   | 5,1    | 1     |
|                                    | Bruno Poy                              | 4.593                          | 4,2  | Partito DC (C)                                   | 2.241   | 2,2    | -     |
| Centro Cristiano Democratico (D)   | Bruno Poy                              | 4.593                          | 4,2  | 1.887                                            | 1,9     | -      |       |
|                                    | Claudio Fecchio                        | 4.074                          | 3,8  | Partito della Rifondazione Comunista - Verdi (E) | 3.415   | 3,4    | 1     |
| Totale                             | Totale                                 | 108.281                        |      |                                                  | 100.287 |        | 24    |

- Le liste contrassegnate con le lettere A, C e D sono apparentate al secondo turno con il candidato presidente Giulio Baltaro.

- Le liste contrassegnate con le lettere B e E sono apparentate al secondo turno con il candidato presidente Norberto Julini.

Ballottaggio
| Candidati | Candidati                    | Voti   | %      |
| --------- | ---------------------------- | ------ | ------ |
|           | Giulio Baltaro ✔️ Presidente | 40.557 | 57,5   |
|           | Norberto Julini              | 30.032 | 42,5   |
| Totale    | Totale                       |        | 100,00 |

Fonti: Risultati I turno Risultati II turno

### Lombardia

#### Provincia di Bergamo
| Candidati                       | Candidati                                   | Voti                           | %    | Liste                                | Voti    | %    | Seggi |
| ------------------------------- | ------------------------------------------- | ------------------------------ | ---- | ------------------------------------ | ------- | ---- | ----- |
|                                 | Valerio Bettoni Accede al ballottaggio      | 193.136                        | 33,6 | Forza Italia                         | 113.279 | 21,0 | 15    |
| Alleanza Nazionale              | Valerio Bettoni Accede al ballottaggio      | 193.136                        | 33,6 | 31.389                               | 5,8     | 4    |       |
| Democrazia Cristiana            | Valerio Bettoni Accede al ballottaggio      | 193.136                        | 33,6 | 22.237                               | 4,1     | 2    |       |
| Centro Cristiano Democratico    | Valerio Bettoni Accede al ballottaggio      | 193.136                        | 33,6 | 8.816                                | 1,6     | 1    |       |
| Unione Cacciatori Lombardi      | Valerio Bettoni Accede al ballottaggio      | 193.136                        | 33,6 | 6.205                                | 1,2     | -    |       |
|                                 | Giovanni Cappelluzzo Accede al ballottaggio | 170.821                        | 29,7 | Lega Nord                            | 164.874 | 30,5 | 7     |
|                                 | Luigi Minuti                                | 169.568                        | 29,5 | Democratici di Sinistra              | 50.765  | 9,4  | 3     |
| I Democratici                   | Luigi Minuti                                | 169.568                        | 29,5 | 34.074                               | 6,3     | 2    |       |
| Partito Popolare Italiano       | Luigi Minuti                                | 169.568                        | 29,5 | 32.986                               | 6,1     | 1    |       |
| Federazione dei Verdi           | Luigi Minuti                                | 169.568                        | 29,5 | 16.219                               | 3,0     | -    |       |
| Partito dei Comunisti Italiani  | Luigi Minuti                                | 169.568                        | 29,5 | 9.658                                | 1,8     | -    |       |
| Socialisti Democratici Italiani | Luigi Minuti                                | 169.568                        | 29,5 | 8.985                                | 1,7     | -    |       |
| Seggio al candidato presidente  | Seggio al candidato presidente              | Seggio al candidato presidente | 29,5 | 1                                    |         |      |       |
|                                 | Vittorio Armanni                            | 19.441                         | 3,4  | Partito della Rifondazione Comunista | 18.707  | 3,5  | 1     |
|                                 | Silvano Donadoni                            | 12.951                         | 2,2  | La Provincia delle Comunità (A)      | 12.521  | 2,3  | -     |
|                                 | Roberto Lamura                              | 6.647                          | 1,1  | Movimento Sociale Fiamma Tricolore   | 6.286   | 1,2  | -     |
|                                 | Piergiorgio Goisis                          | 3.007                          | 0,5  | Movimento Federalista Italiano       | 2.728   | 0,5  | -     |
| Totale                          | Totale                                      | 539.729                        |      |                                      | 539.729 |      | 36    |

- La lista contrassegnata con la lettera A è apparentata al secondo turno con il candidato presidente Valerio Bettoni.

Ballottaggio
| Candidati | Candidati                     | Voti    | %      |
| --------- | ----------------------------- | ------- | ------ |
|           | Valerio Bettoni ✔️ Presidente | 153.969 | 50,2   |
|           | Giovanni Cappelluzzo          | 152.456 | 49,8   |
| Totale    | Totale                        |         | 100,00 |

Fonti: Risultati I turno Risultati II turno

#### Provincia di Brescia
| Candidati                                         | Candidati                              | Voti                           | %    | Liste                                    | Voti    | %    | Seggi |
| ------------------------------------------------- | -------------------------------------- | ------------------------------ | ---- | ---------------------------------------- | ------- | ---- | ----- |
|                                                   | Alberto Cavalli Accede al ballottaggio | 236.514                        | 36,8 | Forza Italia                             | 138.549 | 23,1 | 15    |
| Alleanza Nazionale                                | Alberto Cavalli Accede al ballottaggio | 236.514                        | 36,8 | 40.716                                   | 6,8     | 4    |       |
| Centro Cristiano Democratico                      | Alberto Cavalli Accede al ballottaggio | 236.514                        | 36,8 | 22.039                                   | 3,7     | 2    |       |
| Unione Cacciatori Lombardi                        | Alberto Cavalli Accede al ballottaggio | 236.514                        | 36,8 | 12.632                                   | 2,1     | 1    |       |
| Partito Socialista                                | Alberto Cavalli Accede al ballottaggio | 236.514                        | 36,8 | 4.794                                    | 0,8     | -    |       |
| Patto Segni                                       | Alberto Cavalli Accede al ballottaggio | 236.514                        | 36,8 | 3.279                                    | 0,6     | -    |       |
|                                                   | Guido Galperti Accede al ballottaggio  | 220.942                        | 34,4 | Democratici di Sinistra                  | 78.521  | 13,1 | 4     |
| Partito Popolare Italiano - Rinnovamento Italiano | Guido Galperti Accede al ballottaggio  | 220.942                        | 34,4 | 51.836                                   | 8,7     | 3    |       |
| I Democratici                                     | Guido Galperti Accede al ballottaggio  | 220.942                        | 34,4 | 32.902                                   | 5,5     | 1    |       |
| Socialisti Democratici Italiani                   | Guido Galperti Accede al ballottaggio  | 220.942                        | 34,4 | 15.232                                   | 2,5     | -    |       |
| Federazione dei Verdi                             | Guido Galperti Accede al ballottaggio  | 220.942                        | 34,4 | 12.166                                   | 2,0     | -    |       |
| Partito dei Comunisti Italiani                    | Guido Galperti Accede al ballottaggio  | 220.942                        | 34,4 | 10.447                                   | 1,7     | -    |       |
| Seggio al candidato presidente                    | Seggio al candidato presidente         | Seggio al candidato presidente | 34,4 | 1                                        |         |      |       |
|                                                   | Daniele Molgora                        | 107.590                        | 16,7 | Lega Nord                                | 102.875 | 17,2 | 4     |
|                                                   | Elidio De Paoli                        | 37.696                         | 5,9  | Lega per l'Autonomia - Alleanza Lombarda | 22.695  | 3,8  | -     |
| Lega Pensionati                                   | Elidio De Paoli                        | 37.696                         | 5,9  | 11.834                                   | 2,0     | -    |       |
| Seggio al candidato presidente                    | Seggio al candidato presidente         | Seggio al candidato presidente | 5,9  | 1                                        |         |      |       |
|                                                   | Roberto Lorenzi                        | 22.971                         | 3,6  | Partito della Rifondazione Comunista     | 22.067  | 3,7  | -     |
|                                                   | Maria Comensoli                        | 8.744                          | 1,3  | Italia Unita                             | 8.274   | 1,4  | -     |
|                                                   | Adriano Bosio                          | 8.539                          | 1,3  | Movimento Sociale Fiamma Tricolore       | 7.742   | 1,3  | -     |
| Totale                                            | Totale                                 | 642.996                        |      |                                          | 598.600 |      | 36    |

Ballottaggio
| Candidati | Candidati                     | Voti    | %      |
| --------- | ----------------------------- | ------- | ------ |
|           | Alberto Cavalli ✔️ Presidente | 158.976 | 50,3   |
|           | Guido Galperti                | 157.003 | 49,7   |
| Totale    | Totale                        |         | 100,00 |

Fonti: Risultati I turno Risultati II turno

#### Provincia di Cremona
| Candidati                       | Candidati                                | Voti                           | %    | Liste                                | Voti    | %    | Seggi |
| ------------------------------- | ---------------------------------------- | ------------------------------ | ---- | ------------------------------------ | ------- | ---- | ----- |
|                                 | Gian Carlo Corada Accede al ballottaggio | 78.749                         | 38,6 | Democratici di Sinistra              | 31.250  | 17,3 | 9     |
| Partito Popolare Italiano       | Gian Carlo Corada Accede al ballottaggio | 78.749                         | 38,6 | 13.850                               | 7,7     | 4    |       |
| I Democratici                   | Gian Carlo Corada Accede al ballottaggio | 78.749                         | 38,6 | 8.220                                | 4,6     | 2    |       |
| Partito dei Comunisti Italiani  | Gian Carlo Corada Accede al ballottaggio | 78.749                         | 38,6 | 5.056                                | 2,8     | 1    |       |
| Socialisti Democratici Italiani | Gian Carlo Corada Accede al ballottaggio | 78.749                         | 38,6 | 4.264                                | 2,4     | 1    |       |
| Federazione dei Verdi           | Gian Carlo Corada Accede al ballottaggio | 78.749                         | 38,6 | 3.793                                | 2,1     | 1    |       |
|                                 | Giovanni Jacini Accede al ballottaggio   | 77.017                         | 37,8 | Forza Italia                         | 46.139  | 25,6 | 6     |
| Alleanza Nazionale              | Giovanni Jacini Accede al ballottaggio   | 77.017                         | 37,8 | 13.466                               | 7,5     | 1    |       |
| Centro                          | Giovanni Jacini Accede al ballottaggio   | 77.017                         | 37,8 | 7.547                                | 4,2     | 1    |       |
| Centro Cristiano Democratico    | Giovanni Jacini Accede al ballottaggio   | 77.017                         | 37,8 | 2.253                                | 1,2     | -    |       |
| Seggio al candidato presidente  | Seggio al candidato presidente           | Seggio al candidato presidente | 37,8 | 1                                    |         |      |       |
|                                 | Giovanni Robusti                         | 26.717                         | 13,1 | Lega Nord                            | 21.368  | 11,9 | 1     |
| A.P.C.A. Terra                  | Giovanni Robusti                         | 26.717                         | 13,1 | 2.071                                | 1,1     | -    |       |
| Seggio al candidato presidente  | Seggio al candidato presidente           | Seggio al candidato presidente | 13,1 | 1                                    |         |      |       |
|                                 | Piergiuseppe Bettenzoli                  | 10.776                         | 5,3  | Partito della Rifondazione Comunista | 10.538  | 5,8  | 1     |
|                                 | Franco Ranzenigo                         | 6.583                          | 3,2  | Partito Pensionati (A)               | 6.583   | 3,6  | -     |
|                                 | Elia Paolo Sciacca                       | 3.215                          | 1,6  | I Liberal Sgarbi (B)                 | 3.078   | 1,7  | -     |
|                                 | Domenico Compagnini                      | 875                            | 0,4  | Alternativa per l'Italia             | 820     | 0,5  | -     |
| Totale                          | Totale                                   | 203.932                        |      |                                      | 203.932 |      | 30    |

- Le liste contrassegnate con le lettere A e B sono apparentate al secondo turno con il candidato presidente Giovanni Jacini.

Ballottaggio
| Candidati | Candidati                       | Voti   | %      |
| --------- | ------------------------------- | ------ | ------ |
|           | Gian Carlo Corada ✔️ Presidente | 75.354 | 55,5   |
|           | Giovanni Jacini                 | 60.527 | 44,5   |
| Totale    | Totale                          |        | 100,00 |

Fonti: Risultati I turno Risultati II turno

#### Provincia di Lecco
| Candidati                                                | Candidati                              | Voti                           | %    | Liste                                | Voti    | %    | Seggi |
| -------------------------------------------------------- | -------------------------------------- | ------------------------------ | ---- | ------------------------------------ | ------- | ---- | ----- |
|                                                          | Mario Anghileri Accede al ballottaggio | 70.557                         | 39,3 | Democratici di Sinistra              | 22.642  | 13,5 | 6     |
| Partito Popolare Italiano                                | Mario Anghileri Accede al ballottaggio | 70.557                         | 39,3 | 16.837                               | 10,0    | 4    |       |
| I Democratici                                            | Mario Anghileri Accede al ballottaggio | 70.557                         | 39,3 | 9.906                                | 5,9     | 2    |       |
| Rinnovamento Italiano                                    | Mario Anghileri Accede al ballottaggio | 70.557                         | 39,3 | 1.644                                | 1,0     | -    |       |
| Socialisti Democratici Italiani                          | Mario Anghileri Accede al ballottaggio | 70.557                         | 39,3 | 5.649                                | 3,4     | 1    |       |
| Federazione dei Verdi                                    | Mario Anghileri Accede al ballottaggio | 70.557                         | 39,3 | 5.996                                | 3,6     | 1    |       |
| Unione Democratici per l'Europa                          | Mario Anghileri Accede al ballottaggio | 70.557                         | 39,3 | 1.062                                | 0,6     | -    |       |
| Partito Repubblicano Italiano - Federazione dei Liberali | Mario Anghileri Accede al ballottaggio | 70.557                         | 39,3 | 1.233                                | 0,7     | -    |       |
|                                                          | Guido Puccio Accede al ballottaggio    | 58.686                         | 32,7 | Forza Italia                         | 42.704  | 25,4 | 4     |
| Alleanza Nazionale - Patto Segni                         | Guido Puccio Accede al ballottaggio    | 58.686                         | 32,7 | 8.544                                | 5,1     | 1    |       |
| Centro Cristiano Democratico                             | Guido Puccio Accede al ballottaggio    | 58.686                         | 32,7 | 3.853                                | 2,3     | -    |       |
| Seggio al candidato presidente                           | Seggio al candidato presidente         | Seggio al candidato presidente | 32,7 | 1                                    |         |      |       |
|                                                          | Carlo Invernizzi                       | 38.811                         | 21,6 | Lega Nord                            | 37.016  | 22,0 | 4     |
|                                                          | Claudia Valsecchi                      | 9.336                          | 5,2  | Partito della Rifondazione Comunista | 8.973   | 5,3  | -     |
|                                                          | Paolo Bussola                          | 2.165                          | 1,2  | Movimento Sociale Fiamma Tricolore   | 2.028   | 1,2  | -     |
| Totale                                                   | Totale                                 | 179.555                        |      |                                      | 168.087 |      | 24    |

Ballottaggio
| Candidati | Candidati                     | Voti   | %      |
| --------- | ----------------------------- | ------ | ------ |
|           | Mario Anghileri ✔️ Presidente | 53.380 | 57,9   |
|           | Guido Puccio                  | 38.754 | 42,1   |
| Totale    | Totale                        |        | 100,00 |

Fonti: Risultati I turno Risultati II turno

#### Provincia di Lodi
| Candidati                        | Candidati                              | Voti                           | %    | Liste                                | Voti    | %    | Seggi |
| -------------------------------- | -------------------------------------- | ------------------------------ | ---- | ------------------------------------ | ------- | ---- | ----- |
|                                  | Lorenzo Guerini Accede al ballottaggio | 48.323                         | 40,7 | Democratici di Sinistra              | 18.514  | 17,1 | 7     |
| Partito Popolare Italiano        | Lorenzo Guerini Accede al ballottaggio | 48.323                         | 40,7 | 8.921                                | 8,2     | 3    |       |
| I Democratici                    | Lorenzo Guerini Accede al ballottaggio | 48.323                         | 40,7 | 5.061                                | 4,7     | 1    |       |
| Cento Paesi                      | Lorenzo Guerini Accede al ballottaggio | 48.323                         | 40,7 | 4.432                                | 4,1     | 1    |       |
| Socialisti Democratici Italiani  | Lorenzo Guerini Accede al ballottaggio | 48.323                         | 40,7 | 2.728                                | 2,5     | 1    |       |
| Partito dei Comunisti Italiani   | Lorenzo Guerini Accede al ballottaggio | 48.323                         | 40,7 | 2.617                                | 2,4     | 1    |       |
|                                  | Mariano Peviani Accede al ballottaggio | 46.984                         | 39,5 | Forza Italia                         | 30.874  | 28,4 | 5     |
| Alleanza Nazionale - Patto Segni | Mariano Peviani Accede al ballottaggio | 46.984                         | 39,5 | 7.042                                | 6,5     | 1    |       |
| Amministratori per la Provincia  | Mariano Peviani Accede al ballottaggio | 46.984                         | 39,5 | 3.741                                | 3,4     | -    |       |
| Centro Cristiano Democratico     | Mariano Peviani Accede al ballottaggio | 46.984                         | 39,5 | 2.332                                | 2,2     | -    |       |
| Seggio al candidato presidente   | Seggio al candidato presidente         | Seggio al candidato presidente | 39,5 | 1                                    |         |      |       |
|                                  | Mauro Rossi                            | 14.461                         | 12,2 | Lega Nord                            | 13.601  | 12,5 | 2     |
|                                  | Giovanni Malabarba                     | 7.142                          | 6,0  | Partito della Rifondazione Comunista | 6.936   | 6,4  | 1     |
|                                  | Gianmario Invernizzi                   | 1.882                          | 1,6  | Forza Nuova                          | 1.730   | 1,6  | -     |
| Totale                           | Totale                                 | 118.792                        |      |                                      | 108.529 |      | 24    |

Ballottaggio
| Candidati | Candidati                     | Voti   | %      |
| --------- | ----------------------------- | ------ | ------ |
|           | Lorenzo Guerini ✔️ Presidente | 41.591 | 56,1   |
|           | Mariano Peviani               | 32.502 | 43,9   |
| Totale    | Totale                        |        | 100,00 |

Fonti: Risultati I turno Risultati II turno

#### Provincia di Milano
| Candidati                              | Candidati                             | Voti                           | %    | Liste                              | Voti      | %    | Seggi |
| -------------------------------------- | ------------------------------------- | ------------------------------ | ---- | ---------------------------------- | --------- | ---- | ----- |
|                                        | Ombretta Colli Accede al ballottaggio | 914.313                        | 44,6 | Forza Italia                       | 626.616   | 33,4 | 22    |
| Alleanza Nazionale                     | Ombretta Colli Accede al ballottaggio | 914.313                        | 44,6 | 145.450                            | 7,7       | 5    |       |
| I Liberal Sgarbi                       | Ombretta Colli Accede al ballottaggio | 914.313                        | 44,6 | 27.222                             | 1,5       | -    |       |
| Centro Cristiano Democratico           | Ombretta Colli Accede al ballottaggio | 914.313                        | 44,6 | 24.528                             | 1,3       | -    |       |
| Patto Segni                            | Ombretta Colli Accede al ballottaggio | 914.313                        | 44,6 | 12.671                             | 0,7       | -    |       |
|                                        | Livio Tamberi Accede al ballottaggio  | 811.827                        | 39,6 | Democratici di Sinistra            | 314.311   | 16,7 | 6     |
| Partito della Rifondazione Comunista   | Livio Tamberi Accede al ballottaggio  | 811.827                        | 39,6 | 101.801                            | 5,4       | 2    |       |
| I Democratici                          | Livio Tamberi Accede al ballottaggio  | 811.827                        | 39,6 | 94.289                             | 5,0       | 2    |       |
| Partito Popolare Italiano              | Livio Tamberi Accede al ballottaggio  | 811.827                        | 39,6 | 60.514                             | 3,2       | 1    |       |
| Federazione dei Verdi                  | Livio Tamberi Accede al ballottaggio  | 811.827                        | 39,6 | 60.223                             | 3,2       | 1    |       |
| Partito dei Comunisti Italiani         | Livio Tamberi Accede al ballottaggio  | 811.827                        | 39,6 | 54.829                             | 2,9       | 1    |       |
| Socialisti Democratici Italiani        | Livio Tamberi Accede al ballottaggio  | 811.827                        | 39,6 | 29.730                             | 1,6       | -    |       |
| Rinnovamento Italiano                  | Livio Tamberi Accede al ballottaggio  | 811.827                        | 39,6 | 12.746                             | 0,7       | -    |       |
| Partito Repubblicano Italiano          | Livio Tamberi Accede al ballottaggio  | 811.827                        | 39,6 | 10.123                             | 0,5       | -    |       |
| Seggio al candidato presidente         | Seggio al candidato presidente        | Seggio al candidato presidente | 39,6 | 1                                  |           |      |       |
|                                        | Marco Formentini                      | 226.786                        | 11,1 | Lega Nord                          | 212.370   | 11,3 | 4     |
|                                        | Roberto Jonghi Lavarini               | 38.085                         | 1,9  | Movimento Sociale Fiamma Tricolore | 21.100    | 1,1  | -     |
| Lega Nazionale d'Istria Fiume Dalmazia | Roberto Jonghi Lavarini               | 38.085                         | 1,9  | 12.123                             | 0,7       | -    |       |
| Lega d'Azione Meridionale              | Roberto Jonghi Lavarini               | 38.085                         | 1,9  | 3.022                              | 0,2       | -    |       |
|                                        | Aldo Maggis                           | 33.352                         | 1,6  | Cristiani Democratici Uniti (A)    | 32.391    | 1,7  | -     |
|                                        | Stefania Cristina Brocchi             | 9.975                          | 0,5  | Partito Umanista                   | 8.931     | 0,5  | -     |
|                                        | Eugenio Filograna                     | 8.356                          | 0,4  | Unione Democratici per l'Europa    | 7.816     | 0,4  | -     |
|                                        | Cristiano Tinazzi                     | 6.903                          | 0,3  | Fronte Nazionale                   | 6.367     | 0,3  | -     |
| Totale                                 | Totale                                | 2.049.597                      |      |                                    | 1.879.173 |      | 45    |

- La lista contrassegnata con la lettera A è apparentata al secondo turno con il candidato presidente Ombretta Colli.

Ballottaggio
| Candidati | Candidati                    | Voti    | %      |
| --------- | ---------------------------- | ------- | ------ |
|           | Ombretta Colli ✔️ Presidente | 158.976 | 50,3   |
|           | Livio Tamberi                | 157.003 | 49,7   |
| Totale    | Totale                       |         | 100,00 |

Fonti: Risultati I turno Risultati II turno Candidati Presidenti

#### Provincia di Sondrio
| Candidati                            | Candidati                               | Voti                           | %    | Liste                             | Voti   | %    | Seggi |
| ------------------------------------ | --------------------------------------- | ------------------------------ | ---- | --------------------------------- | ------ | ---- | ----- |
|                                      | Eugenio Tarabini Accede al ballottaggio | 44.139                         | 43,5 | Forza Italia                      | 19.464 | 22,3 | 7     |
| Popolari Retici                      | Eugenio Tarabini Accede al ballottaggio | 44.139                         | 43,5 | 10.707                            | 12,2   | 4    |       |
| Alleanza Nazionale - CCD             | Eugenio Tarabini Accede al ballottaggio | 44.139                         | 43,5 | 8.708                             | 10,0   | 3    |       |
|                                      | Enrico Dioli Accede al ballottaggio     | 37.563                         | 37,0 | Partito Popolare Italiano - altri | 9.955  | 11,4 | 2     |
| Progetto Democratico                 | Enrico Dioli Accede al ballottaggio     | 37.563                         | 37,0 | 9.090                             | 10,4   | 1    |       |
| Socialisti Democratici Italiani      | Enrico Dioli Accede al ballottaggio     | 37.563                         | 37,0 | 6.178                             | 7,1    | 1    |       |
| Partito della Rifondazione Comunista | Enrico Dioli Accede al ballottaggio     | 37.563                         | 37,0 | 5.392                             | 6,2    | 1    |       |
| Seggio al candidato presidente       | Seggio al candidato presidente          | Seggio al candidato presidente | 37,0 | 1                                 |        |      |       |
|                                      | Pierluigi Zeli                          | 19.787                         | 19,5 | Lega Nord                         | 14.846 | 17,0 | 3     |
| Lista autonomista                    | Pierluigi Zeli                          | 19.787                         | 19,5 | 2.993                             | 3,4    | -    |       |
| Seggio al candidato presidente       | Seggio al candidato presidente          | Seggio al candidato presidente | 19,5 | 1                                 |        |      |       |
| Totale                               | Totale                                  | 101.489                        |      |                                   | 87.333 |      | 24    |

Ballottaggio
| Candidati | Candidati                      | Voti   | %      |
| --------- | ------------------------------ | ------ | ------ |
|           | Eugenio Tarabini ✔️ Presidente | 32.070 | 52,8   |
|           | Enrico Dioli                   | 28.687 | 47,2   |
| Totale    | Totale                         |        | 100,00 |

Fonti: Risultati I turno Risultati II turno

### Veneto

#### Provincia di Belluno
| Candidati                       | Candidati                             | Voti                           | %    | Liste                                | Voti   | %    | Seggi |
| ------------------------------- | ------------------------------------- | ------------------------------ | ---- | ------------------------------------ | ------ | ---- | ----- |
|                                 | Oscar De Bona Accede al ballottaggio  | 43.850                         | 38,4 | L'Intesa Dolomitica                  | 12.212 | 12,9 | 6     |
| Socialisti Democratici Italiani | Oscar De Bona Accede al ballottaggio  | 43.850                         | 38,4 | 7.706                                | 8,2    | 3    |       |
| Partito Popolare Italiano       | Oscar De Bona Accede al ballottaggio  | 43.850                         | 38,4 | 6.212                                | 6,6    | 3    |       |
| Liga Veneta Repubblica          | Oscar De Bona Accede al ballottaggio  | 43.850                         | 38,4 | 5.820                                | 6,2    | 2    |       |
|                                 | Angelo Costola Accede al ballottaggio | 26.849                         | 23,5 | Forza Italia                         | 17.660 | 18,7 | 3     |
| Alleanza Nazionale              | Angelo Costola Accede al ballottaggio | 26.849                         | 23,5 | 6.413                                | 6,8    | 1    |       |
| Seggio al candidato presidente  | Seggio al candidato presidente        | Seggio al candidato presidente | 23,5 | 1                                    |        |      |       |
|                                 | Livio Viel                            | 16.171                         | 14,2 | Democratici di Sinistra              | 10.730 | 11,4 | 1     |
| Federazione dei Verdi           | Livio Viel                            | 16.171                         | 14,2 | 1.460                                | 1,6    | -    |       |
| Partito dei Comunisti Italiani  | Livio Viel                            | 16.171                         | 14,2 | 1.362                                | 1,4    | -    |       |
| Seggio al candidato presidente  | Seggio al candidato presidente        | Seggio al candidato presidente | 14,2 | 1                                    |        |      |       |
|                                 | Andrea Dall'O'                        | 12.813                         | 11,2 | Lega Nord                            | 11.798 | 12,5 | 2     |
|                                 | Giuseppe Fascina                      | 8.373                          | 7,3  | I Democratici                        | 7.680  | 8,1  | 1     |
|                                 | Gino Sperandio                        | 3.039                          | 2,7  | Partito della Rifondazione Comunista | 2.779  | 2,9  | -     |
|                                 | Marisa Dalla Gasperina                | 3.042                          | 2,7  | Autonomia Veneta                     | 2.593  | 2,7  | -     |
| Totale                          | Totale                                | 114.137                        |      |                                      | 94.425 |      | 24    |

Ballottaggio
| Candidati | Candidati                   | Voti   | %      |
| --------- | --------------------------- | ------ | ------ |
|           | Oscar De Bona ✔️ Presidente | 38.706 | 65,5   |
|           | Angelo Costola              | 20.407 | 34,5   |
| Totale    | Totale                      |        | 100,00 |

Fonti: Risultati I turno Risultati II turno

#### Provincia di Padova
| Candidati                            | Candidati                               | Voti                           | %    | Liste                           | Voti | %    | Seggi |
| ------------------------------------ | --------------------------------------- | ------------------------------ | ---- | ------------------------------- | ---- | ---- | ----- |
|                                      | Vittorio Casarin Accede al ballottaggio |                                | 43,1 | Forza Italia                    |      | 31,0 | 17    |
| Alleanza Nazionale                   | Vittorio Casarin Accede al ballottaggio |                                | 43,1 | 5,3                             | 2    |      |       |
| Centro Cristiano Democratico         | Vittorio Casarin Accede al ballottaggio |                                | 43,1 | 4,5                             | 2    |      |       |
| Insieme Provincia                    | Vittorio Casarin Accede al ballottaggio |                                | 43,1 | 1,4                             | -    |      |       |
|                                      | Antonino Ziglio Accede al ballottaggio  |                                | 39,9 | Democratici di Sinistra         |      | 14,6 | 5     |
| I Democratici                        | Antonino Ziglio Accede al ballottaggio  |                                | 39,9 | 9,4                             | 3    |      |       |
| Partito Popolare Italiano            | Antonino Ziglio Accede al ballottaggio  |                                | 39,9 | 9,3                             | 3    |      |       |
| Partito della Rifondazione Comunista | Antonino Ziglio Accede al ballottaggio  |                                | 39,9 | 2,5                             | -    |      |       |
| Federazione dei Verdi                | Antonino Ziglio Accede al ballottaggio  |                                | 39,9 | 2,2                             | -    |      |       |
| Partito dei Comunisti Italiani       | Antonino Ziglio Accede al ballottaggio  |                                | 39,9 | 1,7                             | -    |      |       |
| Seggio al candidato presidente       | Seggio al candidato presidente          | Seggio al candidato presidente | 39,9 | 1                               |      |      |       |
|                                      | Flavio Manzolini                        |                                | 7,3  | Lega Nord                       |      | 6,5  | 1     |
| Lista autonomista                    | Flavio Manzolini                        |                                | 7,3  | 0,6                             | -    |      |       |
| Cattolici Padani - Lavoratori Padani | Flavio Manzolini                        |                                | 7,3  | 0,3                             | -    |      |       |
| Seggio al candidato presidente       | Seggio al candidato presidente          | Seggio al candidato presidente | 7,3  | 1                               |      |      |       |
|                                      | Ignazio Sidoti                          |                                | 3,8  | Cristiani Democratici Uniti     |      | 3,1  | -     |
| Partito Socialista                   | Ignazio Sidoti                          |                                | 3,8  | 0,6                             | -    |      |       |
| Veneto Nord Est                      | Ignazio Sidoti                          |                                | 3,8  | 0,5                             | -    |      |       |
| Seggio al candidato presidente       | Seggio al candidato presidente          | Seggio al candidato presidente | 3,8  | 1                               |      |      |       |
|                                      | Francesco Pellegatti                    |                                | 2,6  | Liga Veneta Repubblica          |      | 2,8  | -     |
|                                      | Domenico Zanon                          |                                | 1,1  | Socialisti Democratici Italiani |      | 1,2  | -     |
|                                      | Ruggero Agostini                        |                                | 0,9  | Centro                          |      | 1,1  | -     |
|                                      | Luca Nicolussi                          |                                | 0,9  | Non Solo Verdi                  |      | 1,0  | -     |
|                                      | Nicola Ramundo                          |                                | 0,4  | Veneto Libero                   |      | 0,4  | -     |
| Totale                               | Totale                                  |                                |      |                                 |      |      | 36    |

Ballottaggio
| Candidati | Candidati                      | Voti | %      |
| --------- | ------------------------------ | ---- | ------ |
|           | Vittorio Casarin ✔️ Presidente |      | 55,3   |
|           | Antonino Ziglio                |      | 44,7   |
| Totale    | Totale                         |      | 100,00 |

#### Provincia di Rovigo
| Candidati                            | Candidati                                 | Voti                           | %    | Liste                            | Voti    | %    | Seggi |
| ------------------------------------ | ----------------------------------------- | ------------------------------ | ---- | -------------------------------- | ------- | ---- | ----- |
|                                      | Federico Saccardin Accede al ballottaggio | 72.242                         | 48,4 | Democratici di Sinistra          | 29.790  | 20,7 | 8     |
| Partito Popolare Italiano            | Federico Saccardin Accede al ballottaggio | 72.242                         | 48,4 | 10.308                           | 7,2     | 2    |       |
| Partito della Rifondazione Comunista | Federico Saccardin Accede al ballottaggio | 72.242                         | 48,4 | 7.554                            | 5,3     | 2    |       |
| Socialisti Democratici Italiani      | Federico Saccardin Accede al ballottaggio | 72.242                         | 48,4 | 6.791                            | 4,7     | 1    |       |
| I Democratici                        | Federico Saccardin Accede al ballottaggio | 72.242                         | 48,4 | 6.161                            | 4,3     | 1    |       |
| Partito dei Comunisti Italiani       | Federico Saccardin Accede al ballottaggio | 72.242                         | 48,4 | 3.673                            | 2,6     | -    |       |
| Federazione dei Verdi                | Federico Saccardin Accede al ballottaggio | 72.242                         | 48,4 | 3.316                            | 2,3     | -    |       |
| Nord Est                             | Federico Saccardin Accede al ballottaggio | 72.242                         | 48,4 | 2.255                            | 1,6     | -    |       |
|                                      | Alberto Brigo Accede al ballottaggio      | 40.066                         | 26,9 | Forza Italia                     | 32.796  | 22,8 | 5     |
| Lista civica                         | Alberto Brigo Accede al ballottaggio      | 40.066                         | 26,9 | 5.223                            | 3,6     | -    |       |
| Seggio al candidato presidente       | Seggio al candidato presidente            | Seggio al candidato presidente | 26,9 | 1                                |         |      |       |
|                                      | Andrea Previati                           | 17.103                         | 11,5 | Alleanza Nazionale (A)           | 16.522  | 11,5 | 3     |
|                                      | Andrea Astolfi                            | 7.911                          | 5,3  | Lega Nord                        | 7.692   | 5,4  | 1     |
|                                      | Onofrio Donzelli                          | 4.969                          | 3,3  | Cristiano Democratici            | 4.909   | 3,4  | -     |
|                                      | Ermenegildo Ghezzo                        | 4.229                          | 2,8  | Centro Cristiano Democratico (B) | 4.091   | 2,8  | -     |
|                                      | Wander Furlan                             | 2.733                          | 1,8  | Liga Veneta Repubblica           | 2.656   | 1,8  | -     |
| Totale                               | Totale                                    | 149.253                        |      |                                  | 143.737 |      | 24    |

- Le liste contrassegnate con le lettere A e B sono apparentate al secondo turno con il candidato presidente Alberto Brigo.

Ballottaggio
| Candidati | Candidati                        | Voti   | %      |
| --------- | -------------------------------- | ------ | ------ |
|           | Federico Saccardin ✔️ Presidente | 50.564 | 58,3   |
|           | Alberto Brigo                    | 36.239 | 41,7   |
| Totale    | Totale                           |        | 100,00 |

Fonti: Risultati I turno Risultati II turno

#### Provincia di Venezia
| Candidati                            | Candidati                              | Voti                           | %    | Liste                              | Voti    | %    | Seggi |
| ------------------------------------ | -------------------------------------- | ------------------------------ | ---- | ---------------------------------- | ------- | ---- | ----- |
|                                      | Luigino Busatto Accede al ballottaggio | 173.007                        | 39,6 | Democratici di Sinistra            | 78.631  | 19,1 | 10    |
| Partito della Rifondazione Comunista | Luigino Busatto Accede al ballottaggio | 173.007                        | 39,6 | 23.672                             | 5,7     | 3    |       |
| Partito Popolare Italiano            | Luigino Busatto Accede al ballottaggio | 173.007                        | 39,6 | 20.343                             | 4,9     | 2    |       |
| Federazione dei Verdi                | Luigino Busatto Accede al ballottaggio | 173.007                        | 39,6 | 15.109                             | 3,7     | 1    |       |
| Socialisti Democratici Italiani      | Luigino Busatto Accede al ballottaggio | 173.007                        | 39,6 | 12.834                             | 3,1     | 1    |       |
| Partito dei Comunisti Italiani       | Luigino Busatto Accede al ballottaggio | 173.007                        | 39,6 | 8.626                              | 2,1     | 1    |       |
| Rinnovamento Italiano                | Luigino Busatto Accede al ballottaggio | 173.007                        | 39,6 | 4.628                              | 1,1     | -    |       |
|                                      | Luciano Falcier Accede al ballottaggio | 156.533                        | 35,8 | Forza Italia                       | 94.118  | 22,8 | 7     |
| Alleanza Nazionale                   | Luciano Falcier Accede al ballottaggio | 156.533                        | 35,8 | 37.420                             | 9,1     | 2    |       |
| Centro Cristiano Democratico         | Luciano Falcier Accede al ballottaggio | 156.533                        | 35,8 | 15.015                             | 3,6     | 1    |       |
| Seggio al candidato presidente       | Seggio al candidato presidente         | Seggio al candidato presidente | 35,8 | 1                                  |         |      |       |
|                                      | Maria Luisa Semi                       | 35.831                         | 8,2  | I Democratici (A)                  | 33.849  | 8,2  | 4     |
|                                      | Alberto Mazzonetto                     | 33.923                         | 7,8  | Lega Nord                          | 32.685  | 7,9  | 2     |
|                                      | Giorgio Bazzi                          | 15.997                         | 3,7  | Liga Veneta Repubblica (B)         | 15.409  | 3,7  | 1     |
|                                      | Nereo Laroni                           | 7.493                          | 1,7  | Partito Socialista                 | 7.126   | 1,7  | -     |
|                                      | Piero Fontanin                         | 7.150                          | 1,6  | Movimento Sociale Fiamma Tricolore | 6.984   | 1,7  | -     |
|                                      | Mario Bonaventura                      | 7.015                          | 1,6  | Veneto Nord Est                    | 6.571   | 1,6  | -     |
| Totale                               | Totale                                 | 436.949                        |      |                                    | 413.020 |      | 36    |

- La lista contrassegnata con la lettera A è apparentata al secondo turno con il candidato presidente Luigino Busatto.

- La lista contrassegnata con la lettera B è apparentata al secondo turno con il candidato presidente Luciano Falcier.

Ballottaggio
| Candidati | Candidati                     | Voti    | %      |
| --------- | ----------------------------- | ------- | ------ |
|           | Luigino Busatto ✔️ Presidente | 126.672 | 56,3   |
|           | Luciano Falcier               | 98.266  | 43,7   |
| Totale    | Totale                        |         | 100,00 |

Fonti: Risultati I turno Risultati II turno

#### Provincia di Verona
| Candidati                       | Candidati                              | Voti                           | %    | Liste                                | Voti    | %    | Seggi |
| ------------------------------- | -------------------------------------- | ------------------------------ | ---- | ------------------------------------ | ------- | ---- | ----- |
|                                 | Aleardo Merlin Accede al ballottaggio  | 189.893                        | 41,5 | Forza Italia                         | 111.226 | 26,0 | 15    |
| Alleanza Nazionale              | Aleardo Merlin Accede al ballottaggio  | 189.893                        | 41,5 | 43.686                               | 10,2    | 5    |       |
| Centro Cristiano Democratico    | Aleardo Merlin Accede al ballottaggio  | 189.893                        | 41,5 | 20.135                               | 4,7     | 2    |       |
| Veneto Nord Est                 | Aleardo Merlin Accede al ballottaggio  | 189.893                        | 41,5 | 5.064                                | 1,2     | -    |       |
|                                 | Franco Bonfante Accede al ballottaggio | 136.199                        | 29,8 | Democratici di Sinistra              | 40.480  | 9,5  | 3     |
| Partito Popolare Italiano       | Franco Bonfante Accede al ballottaggio | 136.199                        | 29,8 | 28.884                               | 6,7     | 2    |       |
| I Democratici                   | Franco Bonfante Accede al ballottaggio | 136.199                        | 29,8 | 26.660                               | 6,2     | 2    |       |
| Federazione dei Verdi           | Franco Bonfante Accede al ballottaggio | 136.199                        | 29,8 | 10.992                               | 2,6     | -    |       |
| Lista locale                    | Franco Bonfante Accede al ballottaggio | 136.199                        | 29,8 | 10.217                               | 2,4     | -    |       |
| Socialisti Democratici Italiani | Franco Bonfante Accede al ballottaggio | 136.199                        | 29,8 | 7.481                                | 1,8     | -    |       |
| Seggio al candidato presidente  | Seggio al candidato presidente         | Seggio al candidato presidente | 29,8 | 1                                    |         |      |       |
|                                 | Stefano Zaninelli                      | 68.476                         | 15,0 | Lega Nord                            | 40.741  | 9,5  | 3     |
| Lega Veneta                     | Stefano Zaninelli                      | 68.476                         | 15,0 | 9.488                                | 2,2     | -    |       |
| Rinnovamento di Centro          | Stefano Zaninelli                      | 68.476                         | 15,0 | 5.586                                | 1,3     | -    |       |
| Lista autonomista               | Stefano Zaninelli                      | 68.476                         | 15,0 | 3.602                                | 0,8     | -    |       |
| Cattolici Federalisti Europei   | Stefano Zaninelli                      | 68.476                         | 15,0 | 2.514                                | 0,6     | -    |       |
| A.P.C.A. Terra                  | Stefano Zaninelli                      | 68.476                         | 15,0 | 2.161                                | 0,5     | -    |       |
| Seggio al candidato presidente  | Seggio al candidato presidente         | Seggio al candidato presidente | 15,0 | 1                                    |         |      |       |
|                                 | Antonio Borghesi                       | 25.254                         | 5,5  | Liga Veneta Repubblica               | 23.445  | 5,5  | 1     |
|                                 | Luciano Venturi                        | 15.047                         | 3,3  | Partito della Rifondazione Comunista | 14.553  | 3,4  | 1     |
|                                 | Carlo Arduini                          | 10.087                         | 2,2  | Progetto Verona                      | 9.613   | 2,2  |       |
|                                 | Roberto Bussinello                     | 7.252                          | 1,6  | Movimento Sociale Fiamma Tricolore   | 6.799   | 1,6  | -     |
|                                 | Alessandro Testini                     | 4.195                          | 0,9  | Partito Socialista                   | 3.877   | 0,9  | -     |
|                                 | Elideo Attrezzi                        | 1.068                          | 0,2  | Liberalitalia                        | 1.007   | 0,2  | -     |
| Totale                          | Totale                                 | 457.471                        |      |                                      | 428.211 |      | 36    |

Ballottaggio
| Candidati | Candidati                    | Voti    | %      |
| --------- | ---------------------------- | ------- | ------ |
|           | Aleardo Merlin ✔️ Presidente | 115.760 | 53,0   |
|           | Franco Bonfante              | 102.606 | 47,0   |
| Totale    | Totale                       |         | 100,00 |

Fonti: Risultati I turno Risultati II turno

### Friuli-Venezia Giulia

#### Provincia di Pordenone
| Candidati                       | Candidati                            | Voti                           | %    | Liste                                | Voti | %    | Seggi |
| ------------------------------- | ------------------------------------ | ------------------------------ | ---- | ------------------------------------ | ---- | ---- | ----- |
|                                 | Elio De Anna Accede al ballottaggio  |                                | 37,8 | Forza Italia                         |      | 24,5 | 10    |
| Alleanza Nazionale              | Elio De Anna Accede al ballottaggio  |                                | 37,8 | 9,4                                  | 3    |      |       |
| Centro Cristiano Democratico    | Elio De Anna Accede al ballottaggio  |                                | 37,8 | 4,0                                  | 1    |      |       |
|                                 | Alberto Rossi Accede al ballottaggio |                                | 29,1 | Democratici di Sinistra              |      | 13,8 | 3     |
| Per Rossi                       | Alberto Rossi Accede al ballottaggio |                                | 29,1 | 12,2                                 | 2    |      |       |
| Socialisti Democratici Italiani | Alberto Rossi Accede al ballottaggio |                                | 29,1 | 2,8                                  | -    |      |       |
| Seggio al candidato presidente  | Seggio al candidato presidente       | Seggio al candidato presidente | 29,1 | 1                                    |      |      |       |
|                                 | Corrado Della Mattia                 |                                | 18,9 | Lega Nord                            |      | 17,7 | 2     |
| Movimento Friuli                | Corrado Della Mattia                 |                                | 18,9 | 2,3                                  | -    |      |       |
| Seggio al candidato presidente  | Seggio al candidato presidente       | Seggio al candidato presidente | 18,9 | 1                                    |      |      |       |
|                                 | Marco Marchi                         |                                | 7,5  | I Democratici                        |      | 4,8  | -     |
| Verdi Colomba                   | Marco Marchi                         |                                | 7,5  | 2,3                                  | -    |      |       |
| Seggio al candidato presidente  | Seggio al candidato presidente       | Seggio al candidato presidente | 7,5  | 1                                    |      |      |       |
|                                 | Pio De Angelis                       |                                | 4,4  | Partito della Rifondazione Comunista |      | 4,7  | -     |
|                                 | Mario Delle Vedove                   |                                | 2,3  | Lega Autonomia Friuli                |      | 1,5  | -     |
| Totale                          | Totale                               |                                |      |                                      |      |      | 24    |

Ballottaggio
| Candidati | Candidati                  | Voti | %      |
| --------- | -------------------------- | ---- | ------ |
|           | Elio De Anna ✔️ Presidente |      | 50,1   |
|           | Alberto Rossi              |      | 49,9   |
| Totale    | Totale                     |      | 100,00 |

#### Provincia di Udine
| Candidati                       | Candidati                              | Voti                           | %     | Liste                                | Voti   | %     | Seggi |
| ------------------------------- | -------------------------------------- | ------------------------------ | ----- | ------------------------------------ | ------ | ----- | ----- |
|                                 | Carlo Melzi Accede al ballottaggio     | 101.683                        | 34,07 | Forza Italia                         | 54.289 | 20,74 | 12    |
| Alleanza Nazionale              | Carlo Melzi Accede al ballottaggio     | 101.683                        | 34,07 | 25.988                               | 9,93   | 5     |       |
| Centro Cristiano Democratico    | Carlo Melzi Accede al ballottaggio     | 101.683                        | 34,07 | 6.419                                | 2,45   | 1     |       |
| I Liberal                       | Carlo Melzi Accede al ballottaggio     | 101.683                        | 34,07 | 2.354                                | 0,90   | -     |       |
|                                 | Ivano Strizzolo Accede al ballottaggio | 84.703                         | 28,38 | Democratici di Sinistra              | 29.315 | 11,20 | 2     |
| I Democratici                   | Ivano Strizzolo Accede al ballottaggio | 84.703                         | 28,38 | 13.910                               | 5,31   | 1     |       |
| Partito Popolare Italiano       | Ivano Strizzolo Accede al ballottaggio | 84.703                         | 28,38 | 12.722                               | 4,86   | 1     |       |
| Socialisti Democratici Italiani | Ivano Strizzolo Accede al ballottaggio | 84.703                         | 28,38 | 10.384                               | 3,97   | 1     |       |
| Verdi Colomba                   | Ivano Strizzolo Accede al ballottaggio | 84.703                         | 28,38 | 6.409                                | 2,45   | -     |       |
| Partito dei Comunisti Italiani  | Ivano Strizzolo Accede al ballottaggio | 84.703                         | 28,38 | 3.989                                | 1,52   | -     |       |
| Seggio al candidato presidente  | Seggio al candidato presidente         | Seggio al candidato presidente | 28,38 | 1                                    |        |       |       |
|                                 | Pietro Fontanini                       | 59.914                         | 20,07 | Lega Nord                            | 40.626 | 15,52 | 3     |
| Movimento Friuli                | Pietro Fontanini                       | 59.914                         | 20,07 | 9.274                                | 3,54   | -     |       |
| Seggio al candidato presidente  | Seggio al candidato presidente         | Seggio al candidato presidente | 20,07 | 1                                    |        |       |       |
|                                 | Giovanni Pelizzo                       | 26.388                         | 8,84  | Lista Pelizzo                        | 22.617 | 8,64  | 2     |
|                                 | Michele Macoratti                      | 9.293                          | 3,11  | Partito della Rifondazione Comunista | 8.880  | 3,39  | -     |
|                                 | Marta Taverna Tesolin                  | 7.947                          | 2,66  | Democrazia Cristiana                 | 7.012  | 2,68  | -     |
|                                 | Ernesto Pezzetta                       | 4.807                          | 1,61  | Movimento Sociale Fiamma Tricolore   | 4.446  | 1,70  | -     |
|                                 | Sergio D'Orlando                       | 3.717                          | 1,25  | S.O.S. Italia                        | 3.136  | 1,20  | -     |
| Totale                          | Totale                                 |                                |       |                                      |        |       | 30    |

Ballottaggio
| Candidati | Candidati                 | Voti   | %      |
| --------- | ------------------------- | ------ | ------ |
|           | Carlo Melzi ✔️ Presidente | 87.348 | 50,36  |
|           | Ivano Strizzolo           | 86.109 | 49,64  |
| Totale    | Totale                    |        | 100,00 |

### Liguria

#### Provincia di Imperia
| Candidati                       | Candidati                       | Voti                           | %    | Liste                                | Voti    | %    | Seggi |
| ------------------------------- | ------------------------------- | ------------------------------ | ---- | ------------------------------------ | ------- | ---- | ----- |
|                                 | Gabriele Boscetto ✔️ Presidente | 69.656                         | 57,8 | Forza Italia                         | 39.387  | 35,9 | 10    |
| Alleanza Nazionale              | Gabriele Boscetto ✔️ Presidente | 69.656                         | 57,8 | 13.084                               | 11,9    | 3    |       |
| Centro Cristiano Democratico    | Gabriele Boscetto ✔️ Presidente | 69.656                         | 57,8 | 9.735                                | 8,9     | 2    |       |
| Rinnovamento Italiano           | Gabriele Boscetto ✔️ Presidente | 69.656                         | 57,8 | 1.068                                | 1,0     | -    |       |
|                                 | Eraldo Crespi                   | 31.042                         | 25,8 | Democratici di Sinistra              | 15.478  | 14,1 | 4     |
| Partito Popolare Italiano       | Eraldo Crespi                   | 31.042                         | 25,8 | 3.637                                | 3,3     | 1    |       |
| Federazione dei Verdi           | Eraldo Crespi                   | 31.042                         | 25,8 | 3.174                                | 2,9     | -    |       |
| Socialisti Democratici Italiani | Eraldo Crespi                   | 31.042                         | 25,8 | 3.371                                | 3,1     | -    |       |
| Partito dei Comunisti Italiani  | Eraldo Crespi                   | 31.042                         | 25,8 | 2.387                                | 2,2     | -    |       |
| Seggio al candidato presidente  | Seggio al candidato presidente  | Seggio al candidato presidente | 25,8 | 1                                    |         |      |       |
|                                 | Mariano Porro                   | 7.208                          | 6,0  | Lega Nord                            | 5.703   | 5,2  | -     |
| Lista autonomista               | Mariano Porro                   | 7.208                          | 6,0  | 631                                  | 0,6     | -    |       |
| Seggio al candidato presidente  | Seggio al candidato presidente  | Seggio al candidato presidente | 6,0  | 1                                    |         |      |       |
|                                 | Giovanni Gandolfo               | 7.167                          | 5,9  | I Democratici                        | 6.818   | 6,2  | 1     |
|                                 | Zefferino Ardissione            | 5.372                          | 4,5  | Partito della Rifondazione Comunista | 5.141   | 4,7  | 1     |
| Totale                          | Totale                          | 120.445                        |      |                                      | 109.614 |      | 24    |

Fonti: Risultati I turno

#### Provincia di Savona
| Candidati                       | Candidati                                   | Voti                           | %    | Liste                                | Voti    | %    | Seggi |
| ------------------------------- | ------------------------------------------- | ------------------------------ | ---- | ------------------------------------ | ------- | ---- | ----- |
|                                 | Alessandro Garassini Accede al ballottaggio | 74.636                         | 44,5 | Democratici di Sinistra              | 32.350  | 20,9 | 8     |
| Partito Popolare Italiano       | Alessandro Garassini Accede al ballottaggio | 74.636                         | 44,5 | 10.216                               | 6,6     | 2    |       |
| Socialisti Democratici Italiani | Alessandro Garassini Accede al ballottaggio | 74.636                         | 44,5 | 7.521                                | 4,9     | 1    |       |
| I Democratici                   | Alessandro Garassini Accede al ballottaggio | 74.636                         | 44,5 | 5.595                                | 3,6     | 1    |       |
| Partito dei Comunisti Italiani  | Alessandro Garassini Accede al ballottaggio | 74.636                         | 44,5 | 5.332                                | 3,4     | 1    |       |
| Federazione dei Verdi           | Alessandro Garassini Accede al ballottaggio | 74.636                         | 44,5 | 3.829                                | 2,5     | 1    |       |
| Rinnovamento Italiano           | Alessandro Garassini Accede al ballottaggio | 74.636                         | 44,5 | 3.317                                | 2,1     | -    |       |
|                                 | Sandro Piccardo Accede al ballottaggio      | 64.741                         | 38,6 | Forza Italia                         | 39.258  | 25,4 | 6     |
| Alleanza Nazionale              | Sandro Piccardo Accede al ballottaggio      | 64.741                         | 38,6 | 12.693                               | 8,2     | 1    |       |
| CCD - CDU                       | Sandro Piccardo Accede al ballottaggio      | 64.741                         | 38,6 | 4.572                                | 3,0     | -    |       |
| Partito Pensionati              | Sandro Piccardo Accede al ballottaggio      | 64.741                         | 38,6 | 2.544                                | 1,6     | -    |       |
| Partito Socialista              | Sandro Piccardo Accede al ballottaggio      | 64.741                         | 38,6 | 799                                  | 0,5     | -    |       |
| Seggio al candidato presidente  | Seggio al candidato presidente              | Seggio al candidato presidente | 38,6 | 1                                    |         |      |       |
|                                 | Marco Melgrati                              | 11.300                         | 6,7  | Lega Nord (A)                        | 10.614  | 6,9  | 1     |
|                                 | Bruno Marengo                               | 9.568                          | 5,7  | Partito della Rifondazione Comunista | 9.021   | 5,8  | 1     |
|                                 | Graziano Crepaldi                           | 3.383                          | 2,0  | Partito DC                           | 3.311   | 2,1  | -     |
|                                 | Gabriella Porta Valenti                     | 2.505                          | 1,5  | Partito Repubblicano Italiano        | 2.339   | 1,5  | -     |
|                                 | Erminio Raiteri                             | 1.663                          | 1,0  | Alpazur                              | 1.580   | 1,0  | -     |
| Totale                          | Totale                                      | 167.796                        |      |                                      | 154.891 |      | 24    |

- La lista contrassegnata con la lettera A è apparentata al secondo turno con il candidato presidente Sandro Piccardo.

Ballottaggio
| Candidati | Candidati                          | Voti   | %      |
| --------- | ---------------------------------- | ------ | ------ |
|           | Alessandro Garassini ✔️ Presidente | 56.083 | 52,7   |
|           | Sandro Piccardo                    | 50.327 | 47,3   |
| Totale    | Totale                             |        | 100,00 |

Fonti: Risultati I turno
Risultati II turno

### Emilia-Romagna

#### Provincia di Bologna
| Candidati                       | Candidati                      | Voti                           | %    | Liste                                | Voti    | %    | Seggi |
| ------------------------------- | ------------------------------ | ------------------------------ | ---- | ------------------------------------ | ------- | ---- | ----- |
|                                 | Vittorio Prodi ✔️ Presidente   | 338.878                        | 55,6 | Democratici di Sinistra              | 199.998 | 35,2 | 15    |
| I Democratici                   | Vittorio Prodi ✔️ Presidente   | 338.878                        | 55,6 | 55.111                               | 9,7     | 4    |       |
| Partito dei Comunisti Italiani  | Vittorio Prodi ✔️ Presidente   | 338.878                        | 55,6 | 25.708                               | 4,5     | 2    |       |
| Federazione dei Verdi           | Vittorio Prodi ✔️ Presidente   | 338.878                        | 55,6 | 15.545                               | 2,7     | 1    |       |
| Partito Popolare Italiano       | Vittorio Prodi ✔️ Presidente   | 338.878                        | 55,6 | 11.751                               | 2,1     | -    |       |
| Socialisti Democratici Italiani | Vittorio Prodi ✔️ Presidente   | 338.878                        | 55,6 | 8.155                                | 1,4     | -    |       |
| Rinnovamento Italiano           | Vittorio Prodi ✔️ Presidente   | 338.878                        | 55,6 | 3.464                                | 0,6     | -    |       |
|                                 | Fabrizio Davoli                | 192.327                        | 32,1 | Forza Italia                         | 102.474 | 18,0 | 7     |
| Alleanza Nazionale              | Fabrizio Davoli                | 192.327                        | 32,1 | 71.801                               | 12,6    | 4    |       |
| Centro Cristiano Democratico    | Fabrizio Davoli                | 192.327                        | 32,1 | 8.983                                | 1,6     | -    |       |
| Seggio al candidato presidente  | Seggio al candidato presidente | Seggio al candidato presidente | 32,1 | 1                                    |         |      |       |
|                                 | Giuseppina Tedde               | 30.339                         | 5,1  | Partito della Rifondazione Comunista | 29.809  | 5,3  | 2     |
|                                 | Marco Mignardi                 | 16.495                         | 2,8  | Lega Nord                            | 15.686  | 2,8  | -     |
|                                 | Giuseppe Nanni                 | 8.287                          | 1,4  | Socialisti Liberali                  | 7.744   | 1,4  | -     |
|                                 | Marco Gherardi                 | 7.227                          | 1,2  | Democrazia Cristiana                 | 7.052   | 1,3  | -     |
|                                 | Pier Luigi Musghi              | 4.826                          | 0,8  | Cristiani Democratici Uniti          | 4.713   | 0,8  | -     |
| Totale                          | Totale                         | 598.379                        |      |                                      | 567.994 |      | 36    |

Fonti: Risultati I turno

#### Provincia di Ferrara
| Candidati                            | Candidati                             | Voti                           | %    | Liste                   | Voti    | %    | Seggi |
| ------------------------------------ | ------------------------------------- | ------------------------------ | ---- | ----------------------- | ------- | ---- | ----- |
|                                      | Pier Giorgio Dall'Acqua ✔️ Presidente | 133.704                        | 57,9 | Democratici di Sinistra | 80.248  | 37,4 | 13    |
| Partito della Rifondazione Comunista | Pier Giorgio Dall'Acqua ✔️ Presidente | 133.704                        | 57,9 | 10.247                  | 4,8     | 1    |       |
| Partito Popolare Italiano            | Pier Giorgio Dall'Acqua ✔️ Presidente | 133.704                        | 57,9 | 9.077                   | 4,2     | 1    |       |
| I Democratici                        | Pier Giorgio Dall'Acqua ✔️ Presidente | 133.704                        | 57,9 | 8.592                   | 4,0     | 1    |       |
| Federazione dei Verdi                | Pier Giorgio Dall'Acqua ✔️ Presidente | 133.704                        | 57,9 | 7.292                   | 3,4     | 1    |       |
| Socialisti Democratici Italiani      | Pier Giorgio Dall'Acqua ✔️ Presidente | 133.704                        | 57,9 | 7.288                   | 3,4     | 1    |       |
| Partito dei Comunisti Italiani       | Pier Giorgio Dall'Acqua ✔️ Presidente | 133.704                        | 57,9 | 6.938                   | 3,2     | 1    |       |
|                                      | Paolo Fava                            | 47.830                         | 20,7 | Alleanza per Ferrara    | 39.528  | 18,4 | 5     |
|                                      | Rossano Scanavini                     | 42.402                         | 18,3 | Alleanza Nazionale      | 34.429  | 16,1 | 4     |
| Centro Cristiano Democratico         | Rossano Scanavini                     | 42.402                         | 18,3 | 4.173                   | 2,0     | -    |       |
| Seggio al candidato presidente       | Seggio al candidato presidente        | Seggio al candidato presidente | 18,3 | 1                       |         |      |       |
|                                      | Sergio Bottoni                        | 7.097                          | 3,1  | Lega Nord               | 6.606   | 3,1  | -     |
| Totale                               | Totale                                | 231.033                        |      |                         | 567.994 |      | 30    |

Fonti: Risultati I turno
1. ↑  Include candidati di Forza Italia, Lista Emma Bonino, Liberal Sgarbi e PRI.

#### Provincia di Forlì-Cesena
| Candidati                       | Candidati                   | Voti    | %    | Liste                                       | Voti    | %    | Seggi |
| ------------------------------- | --------------------------- | ------- | ---- | ------------------------------------------- | ------- | ---- | ----- |
|                                 | Piero Gallina ✔️ Presidente | 126.109 | 55,7 | Democratici di Sinistra                     | 73.067  | 33,5 | 12    |
| Partito Popolare Italiano       | Piero Gallina ✔️ Presidente | 126.109 | 55,7 | 13.394                                      | 6,1     | 2    |       |
| Partito Repubblicano Italiano   | Piero Gallina ✔️ Presidente | 126.109 | 55,7 | 13.333                                      | 6,1     | 2    |       |
| I Democratici                   | Piero Gallina ✔️ Presidente | 126.109 | 55,7 | 10.381                                      | 4,8     | 1    |       |
| Partito dei Comunisti Italiani  | Piero Gallina ✔️ Presidente | 126.109 | 55,7 | 5.657                                       | 2,6     | 1    |       |
| Socialisti Democratici Italiani | Piero Gallina ✔️ Presidente | 126.109 | 55,7 | 4.174                                       | 1,9     | -    |       |
|                                 | Antonio Nervegna            | 43.532  | 19,2 | Forza Italia - Centro Cristiano Democratico | 42.732  | 19,6 | 6     |
|                                 | Giovanni Fontana Elliot     | 26.053  | 11,5 | Alleanza Nazionale                          | 25.433  | 11,7 | 3     |
|                                 | Pier Giorgio Poeta          | 13.045  | 5,8  | Partito della Rifondazione Comunista        | 12.757  | 5,9  | 2     |
|                                 | Roberto Riguzzi             | 7.925   | 3,5  | Federazione dei Verdi                       | 7.666   | 3,5  | 1     |
|                                 | Gianluca Zanoni             | 5.058   | 2,2  | Lega Nord                                   | 4.906   | 2,2  | -     |
|                                 | Corrado Metri               | 2.701   | 1,2  | Unione per la Romagna                       | 2.544   | 1,2  | -     |
|                                 | Rotilio Biserna             | 2.072   | 0,9  | L'Intesa                                    | 2.002   | 0,9  | -     |
| Totale                          | Totale                      | 226.495 |      |                                             | 218.046 |      | 30    |

Fonti: Risultati I turno

#### Provincia di Modena
| Candidati                       | Candidati                       | Voti                           | %    | Liste                                | Voti    | %    | Seggi |
| ------------------------------- | ------------------------------- | ------------------------------ | ---- | ------------------------------------ | ------- | ---- | ----- |
|                                 | Graziano Pattuzzi ✔️ Presidente | 223.110                        | 56,9 | Democratici di Sinistra              | 146.688 | 38,9 | 14    |
| I Democratici                   | Graziano Pattuzzi ✔️ Presidente | 223.110                        | 56,9 | 26.934                               | 7,1     | 2    |       |
| Partito Popolare Italiano       | Graziano Pattuzzi ✔️ Presidente | 223.110                        | 56,9 | 17.768                               | 4,7     | 1    |       |
| Partito dei Comunisti Italiani  | Graziano Pattuzzi ✔️ Presidente | 223.110                        | 56,9 | 9.976                                | 2,6     | 1    |       |
| Socialisti Democratici Italiani | Graziano Pattuzzi ✔️ Presidente | 223.110                        | 56,9 | 7.649                                | 2,0     | -    |       |
| Verdi Liberi e Solidali         | Graziano Pattuzzi ✔️ Presidente | 223.110                        | 56,9 | 5.543                                | 1,5     | -    |       |
|                                 | Massimo Bertacchi               | 119.897                        | 30,5 | Forza Italia                         | 69.208  | 18,3 | 6     |
| Alleanza Nazionale              | Massimo Bertacchi               | 119.897                        | 30,5 | 33.996                               | 9,0     | 2    |       |
| Centro Cristiano Democratico    | Massimo Bertacchi               | 119.897                        | 30,5 | 11.763                               | 3,1     | 1    |       |
| Seggio al candidato presidente  | Seggio al candidato presidente  | Seggio al candidato presidente | 30,5 | 1                                    |         |      |       |
|                                 | Alfredo Silvestri               | 21.820                         | 5,6  | Partito della Rifondazione Comunista | 21.348  | 5,7  | 1     |
|                                 | Giorgio Barbieri                | 17.737                         | 4,5  | Lega Nord                            | 17.156  | 4,6  | 1     |
|                                 | Francesco Battaglia             | 7.327                          | 1,9  | Verdi per Modena                     | 7.088   | 1,9  | -     |
|                                 | Francesco Bruini                | 2.464                          | 0,6  | Partito Repubblicano Italiano        | 2.347   | 0,6  | -     |
| Totale                          | Totale                          | 392.355                        |      |                                      | 377.464 |      | 30    |

Fonti: Risultati I turno

#### Provincia di Parma
| Candidati                      | Candidati                           | Voti                           | %    | Liste                                | Voti    | %    | Seggi |
| ------------------------------ | ----------------------------------- | ------------------------------ | ---- | ------------------------------------ | ------- | ---- | ----- |
|                                | Andrea Borri Accede al ballottaggio | 105.503                        | 44,5 | Democratici di Sinistra              | 54.865  | 25,7 | 11    |
| I Democratici                  | Andrea Borri Accede al ballottaggio | 105.503                        | 44,5 | 14.154                               | 6,6     | 3    |       |
| Partito Popolare Italiano      | Andrea Borri Accede al ballottaggio | 105.503                        | 44,5 | 10.974                               | 5,1     | 2    |       |
| Partito dei Comunisti Italiani | Andrea Borri Accede al ballottaggio | 105.503                        | 44,5 | 7.424                                | 3,5     | 1    |       |
| Federazione dei Verdi          | Andrea Borri Accede al ballottaggio | 105.503                        | 44,5 | 6.857                                | 3,2     | 1    |       |
|                                | Paolo Paglia Accede al ballottaggio | 81.579                         | 34,4 | Forza Italia                         | 50.821  | 23,8 | 6     |
| Alleanza Nazionale             | Paolo Paglia Accede al ballottaggio | 81.579                         | 34,4 | 18.951                               | 8,9     | 2    |       |
| Partito Federalista            | Paolo Paglia Accede al ballottaggio | 81.579                         | 34,4 | 969                                  | 0,5     | -    |       |
| Nuove Idee                     | Paolo Paglia Accede al ballottaggio | 81.579                         | 34,4 | 865                                  | 0,4     | -    |       |
| Seggio al candidato presidente | Seggio al candidato presidente      | Seggio al candidato presidente | 34,4 | 1                                    |         |      |       |
|                                | Giorgio Cavitelli                   | 15.417                         | 6,5  | Lega Nord                            | 13.096  | 6,1  | -     |
| Lista autonomista              | Giorgio Cavitelli                   | 15.417                         | 6,5  | 930                                  | 0,4     | -    |       |
| Seggio al candidato presidente | Seggio al candidato presidente      | Seggio al candidato presidente | 6,5  | 1                                    |         |      |       |
|                                | Pier Paolo Novari                   | 14.905                         | 6,3  | Partito della Rifondazione Comunista | 14.429  | 6,8  | 2     |
|                                | Italo Berni                         | 4.824                          | 2,0  | Socialisti Democratici Italiani      | 4.607   | 2,2  | -     |
|                                | Salvatore Vignali                   | 4.672                          | 2,0  | Centro Cristiano Democratico (A)     | 4.623   | 2,2  | -     |
|                                | Bernardo Cinquetti                  | 3.323                          | 1,4  | Lista civica                         | 3.107   | 1,5  | -     |
|                                | Dario Menozzi                       | 2.980                          | 1,2  | A.P.C.A. Terra (B)                   | 2.736   | 1,3  | -     |
|                                | Pietro Somenzi                      | 2.596                          | 1,1  | Partito Socialista (C)               | 2.476   | 1,2  | -     |
|                                | Antonio Balzani                     | 1.330                          | 0,6  | Unione Democratici per l'Europa      | 1.239   | 0,6  | -     |
| Totale                         | Totale                              | 237.129                        |      |                                      | 213.123 |      | 30    |

- Le liste contrassegnate con le lettere A, B e C sono apparentate al secondo turno con il candidato presidente Paolo Paglia.

Ballottaggio
| Candidati | Candidati                  | Voti   | %      |
| --------- | -------------------------- | ------ | ------ |
|           | Andrea Borri ✔️ Presidente | 90.698 | 56,4   |
|           | Paolo Paglia               | 70.215 | 43,6   |
| Totale    | Totale                     |        | 100,00 |

Fonti: Risultati I turno
Risultati II turno

#### Provincia di Piacenza
| Candidati                      | Candidati                               | Voti                           | %    | Liste                                | Voti    | %    | Seggi |
| ------------------------------ | --------------------------------------- | ------------------------------ | ---- | ------------------------------------ | ------- | ---- | ----- |
|                                | Luciano Maccagni Accede al ballottaggio | 68.519                         | 41,6 | Forza Italia                         | 34.767  | 24,2 | 5     |
| Alleanza Nazionale             | Luciano Maccagni Accede al ballottaggio | 68.519                         | 41,6 | 19.426                               | 13,5    | 3    |       |
| Centro Cristiano Democratico   | Luciano Maccagni Accede al ballottaggio | 68.519                         | 41,6 | 5.479                                | 3,8     | -    |       |
| Seggio al candidato presidente | Seggio al candidato presidente          | Seggio al candidato presidente | 41,6 | 1                                    |         |      |       |
|                                | Dario Squeri Accede al ballottaggio     | 62.677                         | 38,0 | Democratici di Sinistra              | 26.129  | 18,2 | 6     |
| Con Squeri                     | Dario Squeri Accede al ballottaggio     | 62.677                         | 38,0 | 22.878                               | 15,9    | 5    |       |
| Partito dei Comunisti Italiani | Dario Squeri Accede al ballottaggio     | 62.677                         | 38,0 | 4.335                                | 3,0     | 1    |       |
|                                | Enrico Siboni                           | 18.397                         | 11,1 | Lega Nord (A)                        | 12.053  | 8,4  | 1     |
| Pensionati (B)                 | Enrico Siboni                           | 18.397                         | 11,1 | 2.308                                | 1,6     | -    |       |
| A.P.C.A. Terra (C)             | Enrico Siboni                           | 18.397                         | 11,1 | 1.951                                | 1,3     | -    |       |
| Seggio al candidato presidente | Seggio al candidato presidente          | Seggio al candidato presidente | 11,1 | 1                                    |         |      |       |
|                                | Fernando Tribi                          | 10.002                         | 6,1  | Partito della Rifondazione Comunista | 9.439   | 6,6  | 1     |
|                                | Pietro Spinelli                         | 5.274                          | 3,2  | Partito Pensionati (D)               | 5.018   | 3,5  | -     |
| Totale                         | Totale                                  | 164.869                        |      |                                      | 143.783 |      | 24    |

- Le liste contrassegnate con le lettere A, B e C sono apparentate al secondo turno con il candidato presidente Dario Squeri.

- La lista contrassegnata con la lettera D è apparentata al secondo turno con il candidato presidente Luciano Maccagni.

Ballottaggio
| Candidati | Candidati                  | Voti   | %      |
| --------- | -------------------------- | ------ | ------ |
|           | Dario Squeri ✔️ Presidente | 63.336 | 52,5   |
|           | Luciano Maccagni           | 57.313 | 47,5   |
| Totale    | Totale                     |        | 100,00 |

Fonti: Risultati I turno
Risultati II turno

#### Provincia di Reggio Emilia
| Candidati                       | Candidati                      | Voti                           | %    | Liste                                | Voti    | %    | Seggi |
| ------------------------------- | ------------------------------ | ------------------------------ | ---- | ------------------------------------ | ------- | ---- | ----- |
|                                 | Roberto Ruini ✔️ Presidente    | 178.590                        | 63,3 | Democratici di Sinistra              | 106.313 | 39,3 | 14    |
| I Democratici                   | Roberto Ruini ✔️ Presidente    | 178.590                        | 63,3 | 24.208                               | 9,0     | 3    |       |
| Partito Popolare Italiano       | Roberto Ruini ✔️ Presidente    | 178.590                        | 63,3 | 17.106                               | 6,3     | 2    |       |
| Partito dei Comunisti Italiani  | Roberto Ruini ✔️ Presidente    | 178.590                        | 63,3 | 9.095                                | 3,4     | 1    |       |
| Socialisti Democratici Italiani | Roberto Ruini ✔️ Presidente    | 178.590                        | 63,3 | 7.556                                | 2,8     | -    |       |
| Federazione dei Verdi           | Roberto Ruini ✔️ Presidente    | 178.590                        | 63,3 | 6.581                                | 2,4     | -    |       |
|                                 | Liborio Cataliotti             | 70.422                         | 25,0 | Forza Italia                         | 38.708  | 14,3 | 5     |
| Alleanza Nazionale              | Liborio Cataliotti             | 70.422                         | 25,0 | 22.203                               | 8,2     | 2    |       |
| CCD - CDU                       | Liborio Cataliotti             | 70.422                         | 25,0 | 6.032                                | 2,2     | -    |       |
| Seggio al candidato presidente  | Seggio al candidato presidente | Seggio al candidato presidente | 25,0 | 1                                    |         |      |       |
|                                 | Maurizio Camellini             | 16.982                         | 6,0  | Partito della Rifondazione Comunista | 16.666  | 6,2  | 1     |
|                                 | Angelo Alessandri              | 16.225                         | 5,7  | Lega Nord                            | 15.871  | 5,9  | 1     |
| Totale                          | Totale                         | 282.219                        |      |                                      | 270.339 |      | 30    |

Fonti: Risultati I turno

#### Provincia di Rimini
| Candidati                       | Candidati                       | Voti    | %    | Liste                                | Voti    | %    | Seggi |
| ------------------------------- | ------------------------------- | ------- | ---- | ------------------------------------ | ------- | ---- | ----- |
|                                 | Ferdinando Fabbri ✔️ Presidente | 86.298  | 51,7 | Democratici di Sinistra              | 53.379  | 33,3 | 11    |
| I Democratici                   | Ferdinando Fabbri ✔️ Presidente | 86.298  | 51,7 | 10.897                               | 6,8     | 2    |       |
| PPI - RI - PRI - CDU            | Ferdinando Fabbri ✔️ Presidente | 86.298  | 51,7 | 6.655                                | 4,2     | 1    |       |
| Federazione dei Verdi           | Ferdinando Fabbri ✔️ Presidente | 86.298  | 51,7 | 4.662                                | 2,9     | -    |       |
| Partito dei Comunisti Italiani  | Ferdinando Fabbri ✔️ Presidente | 86.298  | 51,7 | 4.602                                | 2,9     | -    |       |
| Socialisti Democratici Italiani | Ferdinando Fabbri ✔️ Presidente | 86.298  | 51,7 | 2.097                                | 1,3     | -    |       |
|                                 | Maria Flora Fabbri              | 39.938  | 24,0 | Forza Italia                         | 38.833  | 24,2 | 6     |
|                                 | Domenico Barletta               | 22.387  | 13,4 | Alleanza Nazionale                   | 21.715  | 13,5 | 3     |
|                                 | Giancarlo Rossi                 | 9.355   | 5,6  | Partito della Rifondazione Comunista | 9.100   | 5,7  | 1     |
|                                 | Giancarlo Diotalevi             | 4.533   | 2,7  | Lega Nord                            | 4.366   | 2,7  | -     |
|                                 | Giorgio Amedei                  | 1.719   | 1,0  | Lista ecologica                      | 1.580   | 1,0  | -     |
|                                 | Savino Frigiola                 | 1.410   | 0,9  | Unione per la Romagna                | 1.348   | 0,8  | -     |
|                                 | Giorgio Abbati                  | 1.199   | 0,7  | Unione Democratici per l'Europa      | 1.111   | 0,7  | -     |
| Totale                          | Totale                          | 166.839 |      |                                      | 160.345 |      | 24    |

Fonti: Risultati I turno

### Toscana

#### Provincia di Arezzo
| Candidati                           | Candidati                         | Voti                           | %    | Liste                                       | Voti    | %    | Seggi |
| ----------------------------------- | --------------------------------- | ------------------------------ | ---- | ------------------------------------------- | ------- | ---- | ----- |
|                                     | Vincenzo Ceccarelli ✔️ Presidente | 100.151                        | 53,6 | Democratici di Sinistra                     | 67.025  | 38,5 | 14    |
| Centro Democratico (PPI - CDU - RI) | Vincenzo Ceccarelli ✔️ Presidente | 100.151                        | 53,6 | 11.634                                      | 6,5     | 2    |       |
| Socialisti Democratici Italiani     | Vincenzo Ceccarelli ✔️ Presidente | 100.151                        | 53,6 | 7.036                                       | 3,9     | 1    |       |
| Partito dei Comunisti Italiani      | Vincenzo Ceccarelli ✔️ Presidente | 100.151                        | 53,6 | 6.711                                       | 3,8     | 1    |       |
| Federazione dei Verdi               | Vincenzo Ceccarelli ✔️ Presidente | 100.151                        | 53,6 | 3.993                                       | 2,2     | -    |       |
|                                     | Danilo Petri                      | 66.883                         | 35,8 | Forza Italia - Centro Cristiano Democratico | 33.470  | 18,7 | 5     |
| Alleanza Nazionale                  | Danilo Petri                      | 66.883                         | 35,8 | 27.874                                      | 15,6    | 4    |       |
| I Liberal Sgarbi                    | Danilo Petri                      | 66.883                         | 35,8 | 2.168                                       | 1,2     | -    |       |
| Seggio al candidato presidente      | Seggio al candidato presidente    | Seggio al candidato presidente | 35,8 | 1                                           |         |      |       |
|                                     | Laura Bottai                      | 15.015                         | 8,0  | Partito della Rifondazione Comunista        | 14.383  | 8,0  | 2     |
|                                     | Carlo Rossi De Vermandois         | 3.024                          | 1,6  | Lista locale                                | 2.806   | 1,6  | -     |
|                                     | Egiziano Andreani                 | 1.785                          | 1,0  | Lega Nord                                   | 1.721   | 1,0  | -     |
| Totale                              | Totale                            | 186.858                        |      |                                             | 178.821 |      | 30    |

Fonti: Risultati I turno

#### Provincia di Firenze
| Candidati                       | Candidati                      | Voti                           | %    | Liste                                | Voti    | %    | Seggi |
| ------------------------------- | ------------------------------ | ------------------------------ | ---- | ------------------------------------ | ------- | ---- | ----- |
|                                 | Michele Gesualdi ✔️ Presidente | 319.724                        | 58,6 | Democratici di Sinistra              | 200.614 | 38,6 | 16    |
| I Democratici                   | Michele Gesualdi ✔️ Presidente | 319.724                        | 58,6 | 26.115                               | 5,0     | 2    |       |
| Partito dei Comunisti Italiani  | Michele Gesualdi ✔️ Presidente | 319.724                        | 58,6 | 24.047                               | 4,6     | 2    |       |
| Partito Popolare Italiano       | Michele Gesualdi ✔️ Presidente | 319.724                        | 58,6 | 23.031                               | 4,4     | 1    |       |
| Federazione dei Verdi           | Michele Gesualdi ✔️ Presidente | 319.724                        | 58,6 | 13.554                               | 2,6     | 1    |       |
| Socialisti Democratici Italiani | Michele Gesualdi ✔️ Presidente | 319.724                        | 58,6 | 10.148                               | 2,0     | -    |       |
| Rinnovamento Italiano           | Michele Gesualdi ✔️ Presidente | 319.724                        | 58,6 | 6.924                                | 1,3     | -    |       |
|                                 | Alessandro Corsinovi           | 164.440                        | 30,1 | Forza Italia                         | 76.696  | 14,7 | 6     |
| Alleanza Nazionale              | Alessandro Corsinovi           | 164.440                        | 30,1 | 61.651                               | 11,9    | 4    |       |
| Centro Cristiano Democratico    | Alessandro Corsinovi           | 164.440                        | 30,1 | 12.146                               | 2,3     | -    |       |
| I Liberal Sgarbi                | Alessandro Corsinovi           | 164.440                        | 30,1 | 5.599                                | 1,1     | -    |       |
| Seggio al candidato presidente  | Seggio al candidato presidente | Seggio al candidato presidente | 30,1 | 1                                    |         |      |       |
|                                 | Eugenio D'Amico                | 42.607                         | 7,8  | Partito della Rifondazione Comunista | 41.393  | 8,0  | 3     |
|                                 | Romolo Paolinelli              | 6.839                          | 1,3  | Movimento Sociale Fiamma Tricolore   | 6.615   | 1,3  | -     |
|                                 | Leonello Mansani               | 4.601                          | 0,8  | Partito Socialista                   | 4.430   | 0,9  | -     |
|                                 | Antonio Lelli                  | 3.993                          | 0,7  | Lega Nord                            | 3.672   | 0,7  | -     |
|                                 | Franco Fedi                    | 3.644                          | 0,7  | Movimento Autonomista Toscano        | 3.311   | 0,6  | -     |
| Totale                          | Totale                         | 545.848                        |      |                                      | 519.946 |      | 36    |

Fonti: Risultati I turno

#### Provincia di Grosseto
| Candidati                            | Candidati                      | Voti                           | %    | Liste                        | Voti    | %    | Seggi |
| ------------------------------------ | ------------------------------ | ------------------------------ | ---- | ---------------------------- | ------- | ---- | ----- |
|                                      | Lio Scheggi ✔️ Presidente      | 70.196                         | 52,6 | Democratici di Sinistra      | 38.797  | 30,9 | 10    |
| Partito della Rifondazione Comunista | Lio Scheggi ✔️ Presidente      | 70.196                         | 52,6 | 6.852                        | 5,5     | 1    |       |
| Partito Popolare Italiano            | Lio Scheggi ✔️ Presidente      | 70.196                         | 52,6 | 5.794                        | 4,6     | 1    |       |
| Socialisti Democratici Italiani      | Lio Scheggi ✔️ Presidente      | 70.196                         | 52,6 | 4.589                        | 3,7     | 1    |       |
| Partito dei Comunisti Italiani       | Lio Scheggi ✔️ Presidente      | 70.196                         | 52,6 | 3.621                        | 2,9     | 1    |       |
| I Democratici                        | Lio Scheggi ✔️ Presidente      | 70.196                         | 52,6 | 3.516                        | 2,8     | -    |       |
| Partito Repubblicano Italiano        | Lio Scheggi ✔️ Presidente      | 70.196                         | 52,6 | 3.168                        | 2,5     | -    |       |
|                                      | Alessandro Carlotti            | 53.826                         | 40,3 | Forza Italia                 | 25.476  | 20,3 | 4     |
| Alleanza Nazionale                   | Alessandro Carlotti            | 53.826                         | 40,3 | 21.264                       | 16,9    | 4    |       |
| Cristiani Democratici Uniti          | Alessandro Carlotti            | 53.826                         | 40,3 | 2.015                        | 1,6     | -    |       |
| Movimento Autonomista Toscano        | Alessandro Carlotti            | 53.826                         | 40,3 | 1.575                        | 1,3     | -    |       |
| Seggio al candidato presidente       | Seggio al candidato presidente | Seggio al candidato presidente | 40,3 | 1                            |         |      |       |
|                                      | Hubert Corsi                   | 5.847                          | 4,4  | Centro Cristiano Democratico | 5.443   | 4,3  | 1     |
|                                      | Emilia Bausani                 | 2.115                          | 1,6  | Federazione dei Verdi        | 1.993   | 1,6  | -     |
|                                      | Antonio Benassi                | 809                            | 0,6  | Liste civiche federate       | 761     | 0,6  | -     |
|                                      | Moreno Menconi                 | 649                            | 0,5  | Lega Nord                    | 618     | 0,5  | -     |
| Totale                               | Totale                         | 133.442                        |      |                              | 125.482 |      | 24    |

Fonti: Risultati I turno

#### Provincia di Livorno
| Candidati                       | Candidati                      | Voti                           | %    | Liste                                       | Voti    | %    | Seggi |
| ------------------------------- | ------------------------------ | ------------------------------ | ---- | ------------------------------------------- | ------- | ---- | ----- |
|                                 | Claudio Frontera ✔️ Presidente | 116.677                        | 59,5 | Democratici di Sinistra                     | 76.744  | 40,6 | 14    |
| Partito Popolare Italiano       | Claudio Frontera ✔️ Presidente | 116.677                        | 59,5 | 8.784                                       | 4,7     | 1    |       |
| I Democratici                   | Claudio Frontera ✔️ Presidente | 116.677                        | 59,5 | 7.835                                       | 4,2     | 1    |       |
| Partito dei Comunisti Italiani  | Claudio Frontera ✔️ Presidente | 116.677                        | 59,5 | 6.738                                       | 3,6     | 1    |       |
| Federazione dei Verdi           | Claudio Frontera ✔️ Presidente | 116.677                        | 59,5 | 6.254                                       | 3,3     | 1    |       |
| Socialisti Democratici Italiani | Claudio Frontera ✔️ Presidente | 116.677                        | 59,5 | 5.153                                       | 2,7     | -    |       |
| Lista Amaranto (FdL-PRI-RI)     | Claudio Frontera ✔️ Presidente | 116.677                        | 59,5 | 1.784                                       | 0,9     | -    |       |
|                                 | Maurizio Zingoni               | 59.945                         | 30,5 | Forza Italia - Centro Cristiano Democratico | 30.078  | 15,9 | 4     |
| Alleanza Nazionale              | Maurizio Zingoni               | 59.945                         | 30,5 | 26.444                                      | 14,0    | 4    |       |
| Seggio al candidato presidente  | Seggio al candidato presidente | Seggio al candidato presidente | 30,5 | 1                                           |         |      |       |
|                                 | Luciano Giannoni               | 19.668                         | 10,0 | Partito della Rifondazione Comunista        | 19.020  | 10,1 | 3     |
| Totale                          | Totale                         | 196.290                        |      |                                             | 188.834 |      | 30    |

Fonti: Risultati I turno

#### Provincia di Pisa
| Candidati                                         | Candidati                      | Voti                           | %    | Liste                                | Voti    | %    | Seggi |
| ------------------------------------------------- | ------------------------------ | ------------------------------ | ---- | ------------------------------------ | ------- | ---- | ----- |
|                                                   | Gino Nunes ✔️ Presidente       | 120.668                        | 54,6 | Democratici di Sinistra              | 71.331  | 34,3 | 13    |
| Partito Popolare Italiano - Rinnovamento Italiano | Gino Nunes ✔️ Presidente       | 120.668                        | 54,6 | 10.289                               | 5,0     | 2    |       |
| I Democratici                                     | Gino Nunes ✔️ Presidente       | 120.668                        | 54,6 | 10.267                               | 4,9     | 1    |       |
| Partito dei Comunisti Italiani                    | Gino Nunes ✔️ Presidente       | 120.668                        | 54,6 | 9.330                                | 4,5     | 1    |       |
| Socialisti Democratici Italiani                   | Gino Nunes ✔️ Presidente       | 120.668                        | 54,6 | 8.113                                | 3,9     | 1    |       |
| Federazione dei Verdi                             | Gino Nunes ✔️ Presidente       | 120.668                        | 54,6 | 4.996                                | 2,4     | -    |       |
|                                                   | Alberto Rossi                  | 77.858                         | 35,2 | Forza Italia                         | 33.759  | 16,3 | 5     |
| Alleanza Nazionale                                | Alberto Rossi                  | 77.858                         | 35,2 | 32.696                               | 15,7    | 4    |       |
| Centro Cristiano Democratico                      | Alberto Rossi                  | 77.858                         | 35,2 | 5.126                                | 2,5     | -    |       |
| Seggio al candidato presidente                    | Seggio al candidato presidente | Seggio al candidato presidente | 35,2 | 1                                    |         |      |       |
|                                                   | Alessandro Frosini             | 19.980                         | 9,0  | Partito della Rifondazione Comunista | 19.420  | 9,3  | 2     |
|                                                   | Claudio Valleggi               | 2.686                          | 1,2  | Lega Nord                            | 2.462   | 1,2  | -     |
| Totale                                            | Totale                         | 221.192                        |      |                                      | 207.789 |      | 30    |

Fonti: Risultati I turno

#### Provincia di Pistoia
| Candidati                           | Candidati                        | Voti                           | %    | Liste                                       | Voti    | %    | Seggi |
| ----------------------------------- | -------------------------------- | ------------------------------ | ---- | ------------------------------------------- | ------- | ---- | ----- |
|                                     | Gianfranco Venturi ✔️ Presidente | 80.459                         | 52,6 | Democratici di Sinistra                     | 47.767  | 33,3 | 11    |
| I Democratici                       | Gianfranco Venturi ✔️ Presidente | 80.459                         | 52,6 | 8.134                                       | 5,7     | 1    |       |
| Partito Popolare Italiano           | Gianfranco Venturi ✔️ Presidente | 80.459                         | 52,6 | 5.954                                       | 4,1     | 1    |       |
| Partito dei Comunisti Italiani      | Gianfranco Venturi ✔️ Presidente | 80.459                         | 52,6 | 4.431                                       | 3,1     | 1    |       |
| Socialisti Repubblicani Democratici | Gianfranco Venturi ✔️ Presidente | 80.459                         | 52,6 | 4.293                                       | 3,0     | -    |       |
| Federazione dei Verdi               | Gianfranco Venturi ✔️ Presidente | 80.459                         | 52,6 | 3.434                                       | 2,4     | -    |       |
| Rinnovamento Italiano               | Gianfranco Venturi ✔️ Presidente | 80.459                         | 52,6 | 2.900                                       | 2,0     | -    |       |
|                                     | Federico Gorbi                   | 55.337                         | 36,2 | Forza Italia - Centro Cristiano Democratico | 27.619  | 19,2 | 4     |
| Alleanza Nazionale                  | Federico Gorbi                   | 55.337                         | 36,2 | 21.189                                      | 14,8    | 3    |       |
| I Liberal Sgarbi                    | Federico Gorbi                   | 55.337                         | 36,2 | 2.004                                       | 1,4     | -    |       |
| Seggio al candidato presidente      | Seggio al candidato presidente   | Seggio al candidato presidente | 36,2 | 1                                           |         |      |       |
|                                     | Francesco Berti                  | 14.792                         | 9,7  | Partito della Rifondazione Comunista        | 13.862  | 9,6  | 2     |
|                                     | Vezio Gai                        | 2.322                          | 1,5  | Lega Nord                                   | 2.025   | 1,4  | -     |
| Totale                              | Totale                           | 152.910                        |      |                                             | 143.612 |      | 24    |

Fonti: Risultati I turno

#### Provincia di Prato
| Candidati                              | Candidati                      | Voti                           | %    | Liste                                       | Voti    | %    | Seggi |
| -------------------------------------- | ------------------------------ | ------------------------------ | ---- | ------------------------------------------- | ------- | ---- | ----- |
|                                        | Daniele Mannocci ✔️ Presidente | 63.215                         | 50,8 | Democratici di Sinistra                     | 41.773  | 36,4 | 12    |
| I Democratici                          | Daniele Mannocci ✔️ Presidente | 63.215                         | 50,8 | 6.421                                       | 5,6     | 1    |       |
| Partito Popolare Italiano              | Daniele Mannocci ✔️ Presidente | 63.215                         | 50,8 | 6.116                                       | 5,3     | 1    |       |
| Partito dei Comunisti Italiani - Verdi | Daniele Mannocci ✔️ Presidente | 63.215                         | 50,8 | 3.036                                       | 2,6     | -    |       |
| Socialisti Democratici Italiani        | Daniele Mannocci ✔️ Presidente | 63.215                         | 50,8 | 1.695                                       | 1,5     | -    |       |
|                                        | Enrico Mencattini              | 45.369                         | 36,5 | Forza Italia - Centro Cristiano Democratico | 22.406  | 19,5 | 4     |
| Alleanza Nazionale                     | Enrico Mencattini              | 45.369                         | 36,5 | 18.697                                      | 16,3    | 3    |       |
| Seggio al candidato presidente         | Seggio al candidato presidente | Seggio al candidato presidente | 36,5 | 1                                           |         |      |       |
|                                        | Gino Benvenuti                 | 9.598                          | 7,7  | Partito della Rifondazione Comunista        | 9.188   | 8,0  | 2     |
|                                        | Mauro Vaiani                   | 2.282                          | 1,8  | Insieme per Prato                           | 2.006   | 1,8  | -     |
|                                        | Emilio Paradiso                | 1.590                          | 1,3  | Lega Nord                                   | 1.463   | 1,3  | -     |
|                                        | Andrea Pezzoli                 | 1.329                          | 1,1  | I Liberal Sgarbi                            | 1.190   | 1,0  | -     |
|                                        | Patrizia Bonaccorsi            | 934                            | 0,8  | Unione Democratici per l'Europa             | 840     | 0,7  | -     |
| Totale                                 | Totale                         | 124.317                        |      |                                             | 114.831 |      | 24    |

Fonti: Risultati I turno

#### Provincia di Siena
| Candidati                       | Candidati                      | Voti                           | %    | Liste                                       | Voti    | %    | Seggi |
| ------------------------------- | ------------------------------ | ------------------------------ | ---- | ------------------------------------------- | ------- | ---- | ----- |
|                                 | Fabio Ceccherini ✔️ Presidente | 99.785                         | 64,3 | Democratici di Sinistra                     | 67.083  | 44,6 | 12    |
| Partito Popolare Italiano       | Fabio Ceccherini ✔️ Presidente | 99.785                         | 64,3 | 7.721                                       | 5,1     | 1    |       |
| Partito dei Comunisti Italiani  | Fabio Ceccherini ✔️ Presidente | 99.785                         | 64,3 | 6.923                                       | 4,6     | 1    |       |
| I Democratici                   | Fabio Ceccherini ✔️ Presidente | 99.785                         | 64,3 | 6.497                                       | 4,3     | 1    |       |
| Socialisti Democratici Italiani | Fabio Ceccherini ✔️ Presidente | 99.785                         | 64,3 | 5.671                                       | 3,8     | 1    |       |
| Federazione dei Verdi           | Fabio Ceccherini ✔️ Presidente | 99.785                         | 64,3 | 3.301                                       | 2,2     | -    |       |
|                                 | Loretana Battistini            | 42.502                         | 27,4 | Forza Italia - Centro Cristiano Democratico | 22.079  | 14,7 | 3     |
| Alleanza Nazionale              | Loretana Battistini            | 42.502                         | 27,4 | 18.419                                      | 12,3    | 2    |       |
| Seggio al candidato presidente  | Seggio al candidato presidente | Seggio al candidato presidente | 27,4 | 1                                           |         |      |       |
|                                 | Mauro Lenzi                    | 12.851                         | 8,3  | Partito della Rifondazione Comunista        | 12.602  | 8,4  | 2     |
| Totale                          | Totale                         | 155.138                        |      |                                             | 150.296 |      | 24    |

Fonti: Risultati I turno

### Umbria

#### Provincia di Perugia
| Candidati                            | Candidati                      | Voti                           | %    | Liste                              | Voti    | %    | Seggi |
| ------------------------------------ | ------------------------------ | ------------------------------ | ---- | ---------------------------------- | ------- | ---- | ----- |
|                                      | Giulio Cozzari ✔️ Presidente   | 205.851                        | 57,7 | Democratici di Sinistra            | 113.027 | 32,8 | 12    |
| Partito della Rifondazione Comunista | Giulio Cozzari ✔️ Presidente   | 205.851                        | 57,7 | 24.299                             | 7,1     | 2    |       |
| Partito Popolare Italiano            | Giulio Cozzari ✔️ Presidente   | 205.851                        | 57,7 | 19.817                             | 5,7     | 2    |       |
| Socialisti Democratici Italiani      | Giulio Cozzari ✔️ Presidente   | 205.851                        | 57,7 | 17.388                             | 5,0     | 1    |       |
| Partito dei Comunisti Italiani       | Giulio Cozzari ✔️ Presidente   | 205.851                        | 57,7 | 15.004                             | 4,4     | 1    |       |
| Federazione dei Verdi                | Giulio Cozzari ✔️ Presidente   | 205.851                        | 57,7 | 5.847                              | 1,7     | -    |       |
| Rinnovamento Italiano                | Giulio Cozzari ✔️ Presidente   | 205.851                        | 57,7 | 4.337                              | 1,3     | -    |       |
|                                      | Bruno Biagiotti                | 121.921                        | 34,1 | Forza Italia                       | 54.249  | 15,7 | 5     |
| Alleanza Nazionale                   | Bruno Biagiotti                | 121.921                        | 34,1 | 50.543                             | 14,7    | 4    |       |
| Centro Cristiano Democratico         | Bruno Biagiotti                | 121.921                        | 34,1 | 11.971                             | 3,5     | 1    |       |
| Seggio al candidato presidente       | Seggio al candidato presidente | Seggio al candidato presidente | 34,1 | 1                                  |         |      |       |
|                                      | Fausto Libori                  | 18.506                         | 5,2  | I Democratici                      | 17.355  | 5,0  | 1     |
|                                      | Francesco Grilli               | 8.819                          | 2,5  | Movimento Sociale Fiamma Tricolore | 8.819   | 2,6  | -     |
|                                      | Giuseppe Dionigi               | 1.798                          | 0,5  | Lega Nord                          | 1.798   | 0,5  | -     |
| Totale                               | Totale                         | 356.895                        |      |                                    | 344.454 |      | 30    |

Fonti: Risultati I turno

#### Provincia di Terni
| Candidati                            | Candidati                        | Voti                           | %    | Liste                              | Voti    | %    | Seggi |
| ------------------------------------ | -------------------------------- | ------------------------------ | ---- | ---------------------------------- | ------- | ---- | ----- |
|                                      | Andrea Cavicchioli ✔️ Presidente | 79.386                         | 58,1 | Democratici di Sinistra            | 38.193  | 31,0 | 9     |
| Partito Popolare Italiano            | Andrea Cavicchioli ✔️ Presidente | 79.386                         | 58,1 | 8.063                              | 6,5     | 2    |       |
| Partito della Rifondazione Comunista | Andrea Cavicchioli ✔️ Presidente | 79.386                         | 58,1 | 8.002                              | 6,5     | 1    |       |
| Socialisti Democratici Italiani      | Andrea Cavicchioli ✔️ Presidente | 79.386                         | 58,1 | 6.754                              | 5,5     | 1    |       |
| Partito dei Comunisti Italiani       | Andrea Cavicchioli ✔️ Presidente | 79.386                         | 58,1 | 6.159                              | 5,0     | 1    |       |
| I Democratici                        | Andrea Cavicchioli ✔️ Presidente | 79.386                         | 58,1 | 5.748                              | 4,7     | 1    |       |
| Partito Repubblicano Italiano        | Andrea Cavicchioli ✔️ Presidente | 79.386                         | 58,1 | 1.808                              | 1,5     | -    |       |
|                                      | Gian Franco Ciaurro              | 51.877                         | 38,0 | Forza Italia                       | 25.309  | 20,5 | 5     |
| Alleanza Nazionale - Patto Segni     | Gian Franco Ciaurro              | 51.877                         | 38,0 | 15.721                             | 12,8    | 3    |       |
| Centro Cristiano Democratico         | Gian Franco Ciaurro              | 51.877                         | 38,0 | 2.436                              | 2,0     | -    |       |
| Seggio al candidato presidente       | Seggio al candidato presidente   | Seggio al candidato presidente | 38,0 | 1                                  |         |      |       |
|                                      | Sandro Fani                      | 2.953                          | 2,2  | Movimento Sociale Fiamma Tricolore | 2.808   | 2,3  | -     |
|                                      | Stefano Moretti                  | 2.289                          | 1,7  | Partito Socialista                 | 2.130   | 1,7  | -     |
| Totale                               | Totale                           | 136.505                        |      |                                    | 123.131 |      | 24    |

Fonti: Risultati I turno

### Marche

#### Provincia di Ascoli Piceno
| Candidati                       | Candidati                                | Voti                           | %    | Liste                                | Voti    | %    | Seggi |
| ------------------------------- | ---------------------------------------- | ------------------------------ | ---- | ------------------------------------ | ------- | ---- | ----- |
|                                 | Pietro Colonnella Accede al ballottaggio | 104.559                        | 49,9 | Democratici di Sinistra              | 43.781  | 22,3 | 9     |
| Partito Popolare Italiano       | Pietro Colonnella Accede al ballottaggio | 104.559                        | 49,9 | 15.026                               | 7,7     | 3    |       |
| I Democratici                   | Pietro Colonnella Accede al ballottaggio | 104.559                        | 49,9 | 13.154                               | 6,7     | 3    |       |
| Partito dei Comunisti Italiani  | Pietro Colonnella Accede al ballottaggio | 104.559                        | 49,9 | 7.334                                | 3,7     | 1    |       |
| Socialisti Democratici Italiani | Pietro Colonnella Accede al ballottaggio | 104.559                        | 49,9 | 5.769                                | 2,9     | 1    |       |
| Federazione dei Verdi           | Pietro Colonnella Accede al ballottaggio | 104.559                        | 49,9 | 5.044                                | 2,6     | 1    |       |
| Partito Repubblicano Italiano   | Pietro Colonnella Accede al ballottaggio | 104.559                        | 49,9 | 4.062                                | 2,1     | -    |       |
| Rinnovamento Italiano - UDEUR   | Pietro Colonnella Accede al ballottaggio | 104.559                        | 49,9 | 3.575                                | 1,8     | -    |       |
|                                 | Guido Castelli Accede al ballottaggio    | 84.905                         | 40,5 | Alleanza Nazionale                   | 34.866  | 17,7 | 5     |
| Forza Italia                    | Guido Castelli Accede al ballottaggio    | 84.905                         | 40,5 | 34.704                               | 17,7    | 4    |       |
| CCD - CDU                       | Guido Castelli Accede al ballottaggio    | 84.905                         | 40,5 | 9.815                                | 5,0     | 1    |       |
| Seggio al candidato presidente  | Seggio al candidato presidente           | Seggio al candidato presidente | 40,5 | 1                                    |         |      |       |
|                                 | Alessandro Volponi                       | 12.732                         | 6,1  | Partito della Rifondazione Comunista | 12.268  | 6,2  | 1     |
|                                 | Alberto Orsini                           | 4.818                          | 2,3  | Movimento Sociale Fiamma Tricolore   | 4.801   | 2,4  | -     |
|                                 | Paolo Forlì                              | 2.644                          | 1,2  | La Via Radicale                      | 2.371   | 1,2  | -     |
| Totale                          | Totale                                   | 209.658                        |      |                                      | 196.570 |      | 30    |

Ballottaggio
| Candidati | Candidati                       | Voti   | %      |
| --------- | ------------------------------- | ------ | ------ |
|           | Pietro Colonnella ✔️ Presidente | 73.950 | 52,5   |
|           | Guido Castelli                  | 66.836 | 47,5   |
| Totale    | Totale                          |        | 100,00 |

Fonti: Risultati I turno
Risultati II turno

#### Provincia di Macerata
| Candidati                                             | Candidati                      | Voti                           | %    | Liste                              | Voti    | %    | Seggi |
| ----------------------------------------------------- | ------------------------------ | ------------------------------ | ---- | ---------------------------------- | ------- | ---- | ----- |
|                                                       | Sauro Pigliapoco ✔️ Presidente | 85.444                         | 50,4 | Democratici di Sinistra            | 32.727  | 20,4 | 7     |
| Partito Popolare Italiano                             | Sauro Pigliapoco ✔️ Presidente | 85.444                         | 50,4 | 14.715                             | 9,2     | 3    |       |
| I Democratici                                         | Sauro Pigliapoco ✔️ Presidente | 85.444                         | 50,4 | 11.973                             | 7,5     | 2    |       |
| Partito della Rifondazione Comunista                  | Sauro Pigliapoco ✔️ Presidente | 85.444                         | 50,4 | 7.737                              | 4,8     | 1    |       |
| Socialisti Democratici Italiani                       | Sauro Pigliapoco ✔️ Presidente | 85.444                         | 50,4 | 6.371                              | 4,0     | 1    |       |
| Partito dei Comunisti Italiani                        | Sauro Pigliapoco ✔️ Presidente | 85.444                         | 50,4 | 4.544                              | 2,8     | -    |       |
| Rinnovamento Italiano - Partito Repubblicano Italiano | Sauro Pigliapoco ✔️ Presidente | 85.444                         | 50,4 | 2.562                              | 1,6     | -    |       |
|                                                       | Giorgio Torresetti             | 72.010                         | 42,5 | Forza Italia                       | 30.102  | 18,8 | 4     |
| Alleanza Nazionale                                    | Giorgio Torresetti             | 72.010                         | 42,5 | 22.546                             | 14,1    | 3    |       |
| CCD - CDU                                             | Giorgio Torresetti             | 72.010                         | 42,5 | 15.637                             | 9,8     | 2    |       |
| Seggio al candidato presidente                        | Seggio al candidato presidente | Seggio al candidato presidente | 42,5 | 1                                  |         |      |       |
|                                                       | Vanni Leopardi                 | 5.102                          | 3,0  | Federazione dei Verdi              | 4.474   | 2,8  | -     |
|                                                       | Pierpaolo Turchi               | 4.751                          | 2,8  | Movimento Sociale Fiamma Tricolore | 4.584   | 2,9  | -     |
|                                                       | Valerio Farabolini             | 1.242                          | 0,8  | Alternativa per l'Italia           | 1.208   | 0,8  | -     |
|                                                       | Pierino Rossetti               | 903                            | 0,5  | Lega Nord                          | 840     | 0,5  | -     |
| Totale                                                | Totale                         | 169.452                        |      |                                    | 160.020 |      | 24    |

Fonti: Risultati I turno

#### Provincia di Pesaro e Urbino
| Candidati                                                 | Candidati                       | Voti                           | %    | Liste                                | Voti    | %    | Seggi |
| --------------------------------------------------------- | ------------------------------- | ------------------------------ | ---- | ------------------------------------ | ------- | ---- | ----- |
|                                                           | Palmiro Ucchielli ✔️ Presidente | 110.243                        | 52,5 | Democratici di Sinistra              | 67.202  | 33,5 | 13    |
| Partito Popolare Italiano - Partito Repubblicano Italiano | Palmiro Ucchielli ✔️ Presidente | 110.243                        | 52,5 | 13.069                               | 6,5     | 2    |       |
| Socialisti Democratici Italiani                           | Palmiro Ucchielli ✔️ Presidente | 110.243                        | 52,5 | 9.405                                | 4,7     | 1    |       |
| Federazione dei Verdi                                     | Palmiro Ucchielli ✔️ Presidente | 110.243                        | 52,5 | 5.788                                | 2,9     | 1    |       |
| Partito dei Comunisti Italiani                            | Palmiro Ucchielli ✔️ Presidente | 110.243                        | 52,5 | 4.898                                | 2,4     | 1    |       |
| Rinnovamento Italiano                                     | Palmiro Ucchielli ✔️ Presidente | 110.243                        | 52,5 | 4.740                                | 2,4     | -    |       |
|                                                           | Claudio Cicoli                  | 42.648                         | 20,3 | Forza Italia                         | 40.877  | 20,4 | 6     |
|                                                           | Gianfranco Colucci              | 28.633                         | 13,6 | Alleanza Nazionale                   | 22.158  | 11,0 | 2     |
| Centro Cristiano Democratico                              | Gianfranco Colucci              | 28.633                         | 13,6 | 4.888                                | 2,4     | -    |       |
| Seggio al candidato presidente                            | Seggio al candidato presidente  | Seggio al candidato presidente | 13,6 | 1                                    |         |      |       |
|                                                           | Valter Adanti                   | 14.443                         | 6,9  | Partito della Rifondazione Comunista | 14.022  | 7,0  | 2     |
|                                                           | Graziano Olivieri               | 12.070                         | 5,7  | I Democratici                        | 11.555  | 5,8  | 1     |
|                                                           | Giorgio Cancellieri             | 2.163                          | 1,0  | Lega Nord                            | 2.045   | 1,0  | -     |
| Totale                                                    | Totale                          | 210.200                        |      |                                      | 200.647 |      | 30    |

Fonti: Risultati I turno

### Lazio

#### Provincia di Frosinone
| Candidati                          | Candidati                      | Voti                           | %    | Liste                                | Voti    | %    | Seggi |
| ---------------------------------- | ------------------------------ | ------------------------------ | ---- | ------------------------------------ | ------- | ---- | ----- |
|                                    | Francesco Scalia ✔️ Presidente | 159.992                        | 55,8 | Democratici di Sinistra              | 39.007  | 13,8 | 5     |
| Partito Popolare Italiano          | Francesco Scalia ✔️ Presidente | 159.992                        | 55,8 | 32.948                               | 11,7    | 4    |       |
| Socialisti Democratici Italiani    | Francesco Scalia ✔️ Presidente | 159.992                        | 55,8 | 21.865                               | 7,8     | 3    |       |
| I Democratici                      | Francesco Scalia ✔️ Presidente | 159.992                        | 55,8 | 17.730                               | 6,3     | 2    |       |
| Cristiani Democratici Uniti        | Francesco Scalia ✔️ Presidente | 159.992                        | 55,8 | 11.981                               | 4,2     | 1    |       |
| Partito dei Comunisti Italiani     | Francesco Scalia ✔️ Presidente | 159.992                        | 55,8 | 8.499                                | 3,0     | 1    |       |
| Unione Democratici per l'Europa    | Francesco Scalia ✔️ Presidente | 159.992                        | 55,8 | 7.268                                | 2,6     | 1    |       |
| Federazione dei Verdi              | Francesco Scalia ✔️ Presidente | 159.992                        | 55,8 | 7.188                                | 2,5     | 1    |       |
| Partito Repubblicano Italiano      | Francesco Scalia ✔️ Presidente | 159.992                        | 55,8 | 5.547                                | 2,0     | -    |       |
| Rinnovamento Italiano              | Francesco Scalia ✔️ Presidente | 159.992                        | 55,8 | 5.075                                | 1,8     | -    |       |
|                                    | Attilio Turchetta              | 114.751                        | 40,0 | Forza Italia                         | 42.701  | 15,2 | 5     |
| Alleanza Nazionale                 | Attilio Turchetta              | 114.751                        | 40,0 | 39.062                               | 13,9    | 4    |       |
| Centro Cristiano Democratico       | Attilio Turchetta              | 114.751                        | 40,0 | 16.286                               | 5,8     | 1    |       |
| Movimento Sociale Fiamma Tricolore | Attilio Turchetta              | 114.751                        | 40,0 | 6.868                                | 2,4     | -    |       |
| I Liberal Sgarbi                   | Attilio Turchetta              | 114.751                        | 40,0 | 4.318                                | 1,5     | -    |       |
| Lista locale                       | Attilio Turchetta              | 114.751                        | 40,0 | 3.587                                | 1,3     | -    |       |
| Seggio al candidato presidente     | Seggio al candidato presidente | Seggio al candidato presidente | 40,0 | 1                                    |         |      |       |
|                                    | Francesco Giorgi               | 11.984                         | 4,2  | Partito della Rifondazione Comunista | 11.862  | 4,2  | 1     |
| Totale                             | Totale                         | 286.727                        |      |                                      | 281.792 |      | 30    |

Fonti: Risultati I turno

#### Provincia di Latina
| Candidati                                  | Candidati                      | Voti                           | %    | Liste                                | Voti    | %    | Seggi |
| ------------------------------------------ | ------------------------------ | ------------------------------ | ---- | ------------------------------------ | ------- | ---- | ----- |
|                                            | Paride Martella ✔️ Presidente  | 144.039                        | 51,4 | Forza Italia                         | 65.222  | 23,7 | 9     |
| Alleanza Nazionale                         | Paride Martella ✔️ Presidente  | 144.039                        | 51,4 | 42.165                               | 15,3    | 6    |       |
| Centro Cristiano Democratico               | Paride Martella ✔️ Presidente  | 144.039                        | 51,4 | 21.651                               | 7,9     | 3    |       |
| Cristiani Democratici Uniti                | Paride Martella ✔️ Presidente  | 144.039                        | 51,4 | 5.650                                | 2,0     | -    |       |
| Il Polo Democratico                        | Paride Martella ✔️ Presidente  | 144.039                        | 51,4 | 4.927                                | 1,8     | -    |       |
| Patto Segni - Liberali Libertari Liberisti | Paride Martella ✔️ Presidente  | 144.039                        | 51,4 | 2.560                                | 0,9     | -    |       |
|                                            | Erasmo Fiumara                 | 108.592                        | 38,7 | Democratici di Sinistra              | 36.762  | 13,3 | 5     |
| Partito Popolare Italiano                  | Erasmo Fiumara                 | 108.592                        | 38,7 | 25.181                               | 9,1     | 3    |       |
| I Democratici                              | Erasmo Fiumara                 | 108.592                        | 38,7 | 12.859                               | 4,7     | 1    |       |
| Socialisti Democratici Italiani            | Erasmo Fiumara                 | 108.592                        | 38,7 | 11.752                               | 4,3     | 1    |       |
| Rinnovamento Italiano                      | Erasmo Fiumara                 | 108.592                        | 38,7 | 7.546                                | 2,7     | 1    |       |
| Federazione dei Verdi                      | Erasmo Fiumara                 | 108.592                        | 38,7 | 7.097                                | 2,6     | -    |       |
| Partito dei Comunisti Italiani             | Erasmo Fiumara                 | 108.592                        | 38,7 | 5.127                                | 1,9     | -    |       |
| Seggio al candidato presidente             | Seggio al candidato presidente | Seggio al candidato presidente | 38,7 | 1                                    |         |      |       |
|                                            | Pasquale D'Acunto              | 8.895                          | 3,2  | Partito della Rifondazione Comunista | 8.661   | 3,1  | -     |
|                                            | Franco Solli                   | 8.833                          | 3,2  | Unione Democratici per l'Europa      | 8.747   | 3,2  | -     |
|                                            | Gianfranco Baldi               | 6.472                          | 2,3  | Movimento Sociale Fiamma Tricolore   | 6.363   | 2,3  | -     |
|                                            | Loreto Domizi                  | 3.410                          | 1,2  | Fronte Nazionale                     | 3.313   | 1,2  | -     |
| Totale                                     | Totale                         | 280.241                        |      |                                      | 275.583 |      | 30    |

Fonti: Risultati I turno

#### Provincia di Rieti
| Candidati                       | Candidati                               | Voti                           | %    | Liste                                  | Voti   | %    | Seggi |
| ------------------------------- | --------------------------------------- | ------------------------------ | ---- | -------------------------------------- | ------ | ---- | ----- |
|                                 | Giosuè Calabrese Accede al ballottaggio | 44.960                         | 48,2 | Democratici di Sinistra                | 13.724 | 15,6 | 5     |
| Partito Popolare Italiano       | Giosuè Calabrese Accede al ballottaggio | 44.960                         | 48,2 | 8.140                                  | 9,2    | 3    |       |
| Rinnovamento Italiano           | Giosuè Calabrese Accede al ballottaggio | 44.960                         | 48,2 | 5.340                                  | 6,0    | 2    |       |
| Socialisti Democratici Italiani | Giosuè Calabrese Accede al ballottaggio | 44.960                         | 48,2 | 4.840                                  | 5,5    | 2    |       |
| Partito dei Comunisti Italiani  | Giosuè Calabrese Accede al ballottaggio | 44.960                         | 48,2 | 3.960                                  | 4,5    | 1    |       |
| Per Calabrese                   | Giosuè Calabrese Accede al ballottaggio | 44.960                         | 48,2 | 3.055                                  | 3,5    | 1    |       |
| Partito Repubblicano Italiano   | Giosuè Calabrese Accede al ballottaggio | 44.960                         | 48,2 | 2.274                                  | 2,6    | -    |       |
| Federazione dei Verdi           | Giosuè Calabrese Accede al ballottaggio | 44.960                         | 48,2 | 893                                    | 1,0    | -    |       |
|                                 | Antonio Belloni Accede al ballottaggio  | 37.044                         | 39,8 | Alleanza Nazionale                     | 12.592 | 14,3 | 3     |
| Forza Italia                    | Antonio Belloni Accede al ballottaggio  | 37.044                         | 39,8 | 10.193                                 | 11,5   | 3    |       |
| Centro Cristiano Democratico    | Antonio Belloni Accede al ballottaggio  | 37.044                         | 39,8 | 7.235                                  | 8,2    | 2    |       |
| Lista civica                    | Antonio Belloni Accede al ballottaggio  | 37.044                         | 39,8 | 2.594                                  | 2,9    | -    |       |
| Partito Socialista              | Antonio Belloni Accede al ballottaggio  | 37.044                         | 39,8 | 1.928                                  | 2,2    | -    |       |
| I Liberal Sgarbi                | Antonio Belloni Accede al ballottaggio  | 37.044                         | 39,8 | 859                                    | 1,0    | -    |       |
| Seggio al candidato presidente  | Seggio al candidato presidente          | Seggio al candidato presidente | 39,8 | 1                                      |        |      |       |
|                                 | Giovanni Pompei                         | 4.802                          | 5,1  | Partito della Rifondazione Comunista   | 4.626  | 5,2  | 1     |
|                                 | Eraldo Giuli                            | 3.334                          | 3,6  | I Democratici                          | 3.175  | 3,6  | -     |
|                                 | Alberto Pirri                           | 2.042                          | 2,2  | Movimento Sociale Fiamma Tricolore (A) | 1.873  | 2,1  | -     |
|                                 | Giuseppe Barba                          | 990                            | 1,1  | Fronte Nazionale                       | 937    | 1,1  | -     |
| Totale                          | Totale                                  | 93.172                         |      |                                        | 88.238 |      | 24    |

- La lista contrassegnata con la lettera A è apparentata al secondo turno con il candidato presidente Antonio Belloni.

Ballottaggio
| Candidati | Candidati                      | Voti   | %      |
| --------- | ------------------------------ | ------ | ------ |
|           | Giosuè Calabrese ✔️ Presidente | 40.050 | 61,4   |
|           | Antonio Belloni                | 25.169 | 38,6   |
| Totale    | Totale                         | 65.219 | 100,00 |

Fonti: Risultati I turno
Risultati II turno

### Abruzzo

#### Provincia di Chieti
| Candidati                                      | Candidati                                  | Voti                           | %    | Liste                                    | Voti    | %    | Seggi |
| ---------------------------------------------- | ------------------------------------------ | ------------------------------ | ---- | ---------------------------------------- | ------- | ---- | ----- |
|                                                | Mauro Febbo Accede al ballottaggio         | 105.917                        | 49,2 | Forza Italia                             | 34.741  | 16,6 | 7     |
| Alleanza Nazionale                             | Mauro Febbo Accede al ballottaggio         | 105.917                        | 49,2 | 27.730                                   | 13,2    | 5    |       |
| Centro Cristiano Democratico                   | Mauro Febbo Accede al ballottaggio         | 105.917                        | 49,2 | 14.652                                   | 7,0     | 2    |       |
| Democrazia Cristiana                           | Mauro Febbo Accede al ballottaggio         | 105.917                        | 49,2 | 13.553                                   | 6,5     | 2    |       |
| Movimento Sociale Fiamma Tricolore             | Mauro Febbo Accede al ballottaggio         | 105.917                        | 49,2 | 6.099                                    | 2,9     | 1    |       |
| I Liberal Sgarbi - Cristiani Democratici Uniti | Mauro Febbo Accede al ballottaggio         | 105.917                        | 49,2 | 6.025                                    | 2,9     | 1    |       |
|                                                | Manfredi Pulsinelli Accede al ballottaggio | 92.728                         | 43,1 | Democratici di Sinistra                  | 34.562  | 16,5 | 5     |
| I Democratici                                  | Manfredi Pulsinelli Accede al ballottaggio | 92.728                         | 43,1 | 19.058                                   | 9,1     | 2    |       |
| Partito Popolare Italiano                      | Manfredi Pulsinelli Accede al ballottaggio | 92.728                         | 43,1 | 18.275                                   | 8,7     | 2    |       |
| Socialisti Democratici Italiani                | Manfredi Pulsinelli Accede al ballottaggio | 92.728                         | 43,1 | 7.847                                    | 3,7     | 1    |       |
| Partito dei Comunisti Italiani                 | Manfredi Pulsinelli Accede al ballottaggio | 92.728                         | 43,1 | 5.392                                    | 2,6     | -    |       |
| Federazione dei Verdi                          | Manfredi Pulsinelli Accede al ballottaggio | 92.728                         | 43,1 | 5.235                                    | 2,5     | -    |       |
| Seggio al candidato presidente                 | Seggio al candidato presidente             | Seggio al candidato presidente | 43,1 | 1                                        |         |      |       |
|                                                | Cesare Mascioli                            | 9.997                          | 4,6  | Partito della Rifondazione Comunista (A) | 9.784   | 4,7  | 1     |
|                                                | Florindo Raffaele Marchione                | 4.991                          | 2,3  | Rinnovamento Italiano - UDEUR            | 4.918   | 2,3  | -     |
|                                                | Clementina De Virgiliis                    | 1.687                          | 0,8  | Fronte Nazionale                         | 1.656   | 0,8  | -     |
| Totale                                         | Totale                                     | 215.320                        |      |                                          | 209.527 |      | 30    |

- La lista contrassegnata con la lettera A è apparentata al secondo turno con il candidato presidente Manfredi Pulsinelli.

Ballottaggio
| Candidati | Candidati                 | Voti   | %      |
| --------- | ------------------------- | ------ | ------ |
|           | Mauro Febbo ✔️ Presidente | 84.228 | 52,2   |
|           | Manfredi Pulsinelli       | 77.000 | 47,8   |
| Totale    | Totale                    |        | 100,00 |

Fonti: Risultati I turno Risultati II turno

#### Provincia dell'Aquila
| Candidati                          | Candidati                                 | Voti                           | %    | Liste                                | Voti    | %    | Seggi |
| ---------------------------------- | ----------------------------------------- | ------------------------------ | ---- | ------------------------------------ | ------- | ---- | ----- |
|                                    | Marcello Verderosa Accede al ballottaggio | 79.115                         | 46,6 | Democratici di Sinistra              | 26.074  | 15,8 | 4     |
| Partito Popolare Italiano          | Marcello Verderosa Accede al ballottaggio | 79.115                         | 46,6 | 16.336                               | 9,9     | 2    |       |
| I Democratici                      | Marcello Verderosa Accede al ballottaggio | 79.115                         | 46,6 | 10.255                               | 6,2     | 1    |       |
| Unione Democratici per l'Europa    | Marcello Verderosa Accede al ballottaggio | 79.115                         | 46,6 | 9.156                                | 5,5     | 1    |       |
| Socialisti Democratici Italiani    | Marcello Verderosa Accede al ballottaggio | 79.115                         | 46,6 | 7.472                                | 4,5     | 1    |       |
| Partito dei Comunisti Italiani     | Marcello Verderosa Accede al ballottaggio | 79.115                         | 46,6 | 4.148                                | 2,5     | -    |       |
| Federazione dei Verdi              | Marcello Verderosa Accede al ballottaggio | 79.115                         | 46,6 | 2.151                                | 1,3     | -    |       |
| Liberali Libertari Liberisti       | Marcello Verderosa Accede al ballottaggio | 79.115                         | 46,6 | 1.295                                | 0,8     | -    |       |
| Seggio al candidato presidente     | Seggio al candidato presidente            | Seggio al candidato presidente | 46,6 | 1                                    |         |      |       |
|                                    | Palmiero Susi Accede al ballottaggio      | 77.270                         | 45,5 | Forza Italia                         | 30.980  | 18,7 | 6     |
| Alleanza Nazionale                 | Palmiero Susi Accede al ballottaggio      | 77.270                         | 45,5 | 18.897                               | 11,4    | 3    |       |
| Centro Cristiano Democratico       | Palmiero Susi Accede al ballottaggio      | 77.270                         | 45,5 | 15.669                               | 9,5     | 3    |       |
| I Liberal Sgarbi                   | Palmiero Susi Accede al ballottaggio      | 77.270                         | 45,5 | 7.255                                | 4,4     | 1    |       |
| Movimento Sociale Fiamma Tricolore | Palmiero Susi Accede al ballottaggio      | 77.270                         | 45,5 | 2.475                                | 1,5     | -    |       |
|                                    | Laura Mancini                             | 6.166                          | 3,6  | Partito della Rifondazione Comunista | 6.043   | 3,7  | -     |
|                                    | Antonio Verini                            | 5.420                          | 3,2  | Rinnovamento Italiano (A)            | 5.234   | 3,2  | 1     |
|                                    | Paolo Vecchioli                           | 1.898                          | 1,1  | Fronte Nazionale                     | 1.795   | 1,1  | -     |
| Totale                             | Totale                                    | 169.869                        |      |                                      | 165.235 |      | 24    |

- La lista contrassegnata con la lettera A è apparentata al secondo turno con il candidato presidente Palmiero Susi.

Ballottaggio
| Candidati | Candidati                   | Voti    | %      |
| --------- | --------------------------- | ------- | ------ |
|           | Palmiero Susi ✔️ Presidente | 58.243  | 51,7   |
|           | Marcello Verderosa          | 54.360  | 48,3   |
| Totale    | Totale                      | 112.603 | 100,00 |

Fonti: Risultati I turno Risultati II turno

#### Provincia di Pescara
| Candidati                            | Candidati                           | Voti                           | %    | Liste                   | Voti    | %    | Seggi |
| ------------------------------------ | ----------------------------------- | ------------------------------ | ---- | ----------------------- | ------- | ---- | ----- |
|                                      | Giuseppe De Dominicis ✔️ Presidente | 91.272                         | 54,4 | Democratici di Sinistra | 32.495  | 20,3 | 6     |
| Partito Popolare Italiano            | Giuseppe De Dominicis ✔️ Presidente | 91.272                         | 54,4 | 18.213                  | 11,4    | 3    |       |
| I Democratici                        | Giuseppe De Dominicis ✔️ Presidente | 91.272                         | 54,4 | 9.413                   | 5,9     | 2    |       |
| Socialisti Democratici Italiani      | Giuseppe De Dominicis ✔️ Presidente | 91.272                         | 54,4 | 9.349                   | 5,8     | 1    |       |
| Partito dei Comunisti Italiani       | Giuseppe De Dominicis ✔️ Presidente | 91.272                         | 54,4 | 7.374                   | 4,6     | 1    |       |
| Partito della Rifondazione Comunista | Giuseppe De Dominicis ✔️ Presidente | 91.272                         | 54,4 | 7.076                   | 4,4     | 1    |       |
| Federazione dei Verdi                | Giuseppe De Dominicis ✔️ Presidente | 91.272                         | 54,4 | 3.683                   | 2,3     | -    |       |
| Liberali Libertari Liberisti         | Giuseppe De Dominicis ✔️ Presidente | 91.272                         | 54,4 | 525                     | 0,3     | -    |       |
|                                      | Licio Di Biase                      | 75.082                         | 44,7 | Forza Italia            | 24.885  | 15,6 | 4     |
| Alleanza Nazionale                   | Licio Di Biase                      | 75.082                         | 44,7 | 19.114                  | 12,0    | 3    |       |
| Centro Cristiano Democratico         | Licio Di Biase                      | 75.082                         | 44,7 | 9.203                   | 5,8     | 1    |       |
| Democrazia Cristiana                 | Licio Di Biase                      | 75.082                         | 44,7 | 7.243                   | 4,5     | 1    |       |
| Movimento Sociale Fiamma Tricolore   | Licio Di Biase                      | 75.082                         | 44,7 | 2.616                   | 1,6     | -    |       |
| I Liberal Sgarbi                     | Licio Di Biase                      | 75.082                         | 44,7 | 1.494                   | 0,9     | -    |       |
| Pescara Futura                       | Licio Di Biase                      | 75.082                         | 44,7 | 5.999                   | 3,8     | -    |       |
| Seggio al candidato presidente       | Seggio al candidato presidente      | Seggio al candidato presidente | 44,7 | 1                       |         |      |       |
|                                      | Massimo Pichiecchio                 | 1.529                          | 0,9  | Fronte Nazionale        | 1.340   | 0,8  | -     |
| Totale                               | Totale                              | 167.883                        |      |                         | 160.022 |      | 24    |

Fonti: Risultati I turno

#### Provincia di Teramo
| Candidati                                 | Candidati                      | Voti                           | %    | Liste                   | Voti    | %    | Seggi |
| ----------------------------------------- | ------------------------------ | ------------------------------ | ---- | ----------------------- | ------- | ---- | ----- |
|                                           | Claudio Ruffini ✔️ Presidente  | 102.328                        | 60,2 | Democratici di Sinistra | 36.185  | 22,1 | 7     |
| Partito Popolare Italiano                 | Claudio Ruffini ✔️ Presidente  | 102.328                        | 60,2 | 20.644                  | 12,6    | 3    |       |
| I Democratici                             | Claudio Ruffini ✔️ Presidente  | 102.328                        | 60,2 | 14.067                  | 8,6     | 2    |       |
| Socialisti Democratici Italiani           | Claudio Ruffini ✔️ Presidente  | 102.328                        | 60,2 | 8.007                   | 4,9     | 1    |       |
| Partito della Rifondazione Comunista      | Claudio Ruffini ✔️ Presidente  | 102.328                        | 60,2 | 7.750                   | 4,7     | 1    |       |
| Partito dei Comunisti Italiani            | Claudio Ruffini ✔️ Presidente  | 102.328                        | 60,2 | 6.481                   | 4,0     | 1    |       |
| Federazione dei Verdi                     | Claudio Ruffini ✔️ Presidente  | 102.328                        | 60,2 | 4.248                   | 2,6     | -    |       |
| Partito Repubblicano Italiano             | Claudio Ruffini ✔️ Presidente  | 102.328                        | 60,2 | 1.305                   | 0,8     | -    |       |
|                                           | Paolo Albi                     | 65.739                         | 38,7 | Forza Italia            | 26.118  | 16,0 | 4     |
| Alleanza Nazionale                        | Paolo Albi                     | 65.739                         | 38,7 | 16.901                  | 10,3    | 3    |       |
| Centro Cristiano Democratico              | Paolo Albi                     | 65.739                         | 38,7 | 10.343                  | 6,3     | 1    |       |
| Partito Socialista - CDU - Liberal Sgarbi | Paolo Albi                     | 65.739                         | 38,7 | 4.110                   | 2,5     | -    |       |
| Democrazia Cristiana                      | Paolo Albi                     | 65.739                         | 38,7 | 3.736                   | 2,3     | -    |       |
| Movimento Sociale Fiamma Tricolore        | Paolo Albi                     | 65.739                         | 38,7 | 1.963                   | 1,2     | -    |       |
| Seggio al candidato presidente            | Seggio al candidato presidente | Seggio al candidato presidente | 38,7 | 1                       |         |      |       |
|                                           | Antonio Montebello             | 1.890                          | 1,1  | Fronte Nazionale        | 1.752   | 1,1  | -     |
| Totale                                    | Totale                         | 169.957                        |      |                         | 163.610 |      | 24    |

Fonti: Risultati I turno

### Molise

#### Provincia di Campobasso
| Candidati                            | Candidati                      | Voti                           | %    | Liste                              | Voti    | %    | Seggi |
| ------------------------------------ | ------------------------------ | ------------------------------ | ---- | ---------------------------------- | ------- | ---- | ----- |
|                                      | Antonio Chieffo ✔️ Presidente  | 70.651                         | 53,6 | I Democratici                      | 16.379  | 13,4 | 4     |
| Democratici di Sinistra              | Antonio Chieffo ✔️ Presidente  | 70.651                         | 53,6 | 16.057                             | 13,1    | 4    |       |
| Partito Popolare Italiano            | Antonio Chieffo ✔️ Presidente  | 70.651                         | 53,6 | 14.092                             | 11,5    | 3    |       |
| Socialisti Democratici Italiani      | Antonio Chieffo ✔️ Presidente  | 70.651                         | 53,6 | 5.258                              | 4,3     | 1    |       |
| Partito della Rifondazione Comunista | Antonio Chieffo ✔️ Presidente  | 70.651                         | 53,6 | 4.869                              | 4,0     | 1    |       |
| Partito dei Comunisti Italiani       | Antonio Chieffo ✔️ Presidente  | 70.651                         | 53,6 | 3.780                              | 3,1     | 1    |       |
| Federazione dei Verdi                | Antonio Chieffo ✔️ Presidente  | 70.651                         | 53,6 | 3.703                              | 3,0     | -    |       |
|                                      | Michele Picciano               | 57.862                         | 43,9 | Forza Italia                       | 16.470  | 13,4 | 4     |
| Alleanza Nazionale                   | Michele Picciano               | 57.862                         | 43,9 | 11.886                             | 9,7     | 2    |       |
| Cristiani Democratici Uniti          | Michele Picciano               | 57.862                         | 43,9 | 7.552                              | 6,2     | 1    |       |
| Nuovo Centro                         | Michele Picciano               | 57.862                         | 43,9 | 7.153                              | 5,8     | 1    |       |
| Centro Cristiano Democratico         | Michele Picciano               | 57.862                         | 43,9 | 6.430                              | 5,2     | 1    |       |
| Partito Popolare Progressista        | Michele Picciano               | 57.862                         | 43,9 | 2.928                              | 2,4     | -    |       |
| Partito Socialista                   | Michele Picciano               | 57.862                         | 43,9 | 1.438                              | 1,2     | -    |       |
| I Liberal Sgarbi                     | Michele Picciano               | 57.862                         | 43,9 | 1.340                              | 1,1     | -    |       |
| Seggio al candidato presidente       | Seggio al candidato presidente | Seggio al candidato presidente | 43,9 | 1                                  |         |      |       |
|                                      | Roberto D'Aloisio              | 1.789                          | 1,3  | Movimento Sociale Fiamma Tricolore | 1.662   | 1,4  | -     |
|                                      | Saturnino Carrozzelli          | 1.589                          | 1,2  | Fronte Nazionale                   | 1.486   | 1,2  | -     |
| Totale                               | Totale                         | 131.891                        |      |                                    | 122.483 |      | 24    |

Fonti: Risultati I turno

#### Provincia di Isernia
| Candidati                            | Candidati                                  | Voti                           | %    | Liste                                  | Voti   | %    | Seggi |
| ------------------------------------ | ------------------------------------------ | ------------------------------ | ---- | -------------------------------------- | ------ | ---- | ----- |
|                                      | Raffaele Mauro Accede al ballottaggio      | 22.858                         | 43,8 | Forza Italia                           | 13.111 | 26,0 | 8     |
| Alleanza Nazionale                   | Raffaele Mauro Accede al ballottaggio      | 22.858                         | 43,8 | 7.123                                  | 14,1   | 4    |       |
| Centro Cristiano Democratico         | Raffaele Mauro Accede al ballottaggio      | 22.858                         | 43,8 | 1.888                                  | 3,8    | 1    |       |
|                                      | Domenico Pellegrino Accede al ballottaggio | 16.665                         | 31,9 | Democratici di Sinistra                | 6.810  | 13,5 | 3     |
| I Democratici                        | Domenico Pellegrino Accede al ballottaggio | 16.665                         | 31,9 | 5.092                                  | 10,1   | 2    |       |
| Partito dei Comunisti Italiani       | Domenico Pellegrino Accede al ballottaggio | 16.665                         | 31,9 | 2.170                                  | 4,3    | 1    |       |
| Partito della Rifondazione Comunista | Domenico Pellegrino Accede al ballottaggio | 16.665                         | 31,9 | 1.330                                  | 2,6    | -    |       |
| Federazione dei Verdi                | Domenico Pellegrino Accede al ballottaggio | 16.665                         | 31,9 | 633                                    | 1,3    | -    |       |
| Seggio al candidato presidente       | Seggio al candidato presidente             | Seggio al candidato presidente | 31,9 | 1                                      |        |      |       |
|                                      | Domenico Barbaro                           | 6.894                          | 13,2 | Partito Popolare Italiano              | 6.647  | 13,2 | 2     |
|                                      | Ettore Di Domenico                         | 2.945                          | 5,7  | Socialisti Democratici Italiani (A)    | 2.881  | 5,7  | 1     |
|                                      | Giovancarmine Mancini                      | 2.824                          | 5,4  | Movimento Sociale Fiamma Tricolore (B) | 2.067  | 4,1  | -     |
| I Liberal Sgarbi (C)                 | Giovancarmine Mancini                      | 2.824                          | 5,4  | 659                                    | 1,3    | -    |       |
| Seggio al candidato presidente       | Seggio al candidato presidente             | Seggio al candidato presidente | 5,4  | 1                                      |        |      |       |
| Totale                               | Totale                                     | 52.186                         |      |                                        | 50.411 |      | 24    |

- La lista contrassegnata con la lettera A è apparentata al secondo turno con il candidato presidente Domenico Pellegrino.

- Le liste contrassegnate con le lettere B e C sono apparentate al secondo turno con il candidato presidente Raffaele Mauro.

Ballottaggio
| Candidati | Candidati                    | Voti   | %      |
| --------- | ---------------------------- | ------ | ------ |
|           | Raffaele Mauro ✔️ Presidente | 25.027 | 59,4   |
|           | Domenico Pellegrino          | 17.079 | 40,6   |
| Totale    | Totale                       | 42.106 | 100,00 |

Fonti: Risultati I turno
Risultati II turno

### Campania

#### Provincia di Avellino
| Candidati                            | Candidati                                   | Voti                           | %    | Liste                                  | Voti    | %    | Seggi |
| ------------------------------------ | ------------------------------------------- | ------------------------------ | ---- | -------------------------------------- | ------- | ---- | ----- |
|                                      | Francesco Maselli Accede al ballottaggio    | 64.885                         | 26,5 | Partito Popolare Italiano              | 51.710  | 21,3 | 9     |
| Partito dei Comunisti Italiani       | Francesco Maselli Accede al ballottaggio    | 64.885                         | 26,5 | 6.637                                  | 2,7     | 1    |       |
| Rinnovamento Italiano                | Francesco Maselli Accede al ballottaggio    | 64.885                         | 26,5 | 6.162                                  | 2,5     | 1    |       |
|                                      | Raffaele Aurisicchio Accede al ballottaggio | 55.789                         | 22,8 | Democratici di Sinistra                | 35.393  | 14,6 | 4     |
| I Democratici                        | Raffaele Aurisicchio Accede al ballottaggio | 55.789                         | 22,8 | 11.528                                 | 4,8     | 1    |       |
| Partito della Rifondazione Comunista | Raffaele Aurisicchio Accede al ballottaggio | 55.789                         | 22,8 | 7.977                                  | 3,3     | -    |       |
| Seggio al candidato presidente       | Seggio al candidato presidente              | Seggio al candidato presidente | 22,8 | 1                                      |         |      |       |
|                                      | Felice Fioretti                             | 51.070                         | 20,8 | Forza Italia                           | 26.279  | 10,9 | 2     |
| Alleanza Nazionale                   | Felice Fioretti                             | 51.070                         | 20,8 | 23.696                                 | 9,8     | 2    |       |
| Seggio al candidato presidente       | Seggio al candidato presidente              | Seggio al candidato presidente | 20,8 | 1                                      |         |      |       |
|                                      | Lorenzo Venezia                             | 19.529                         | 8,0  | Unione Democratici per l'Europa (A)    | 19.523  | 8,1  | 3     |
|                                      | Luigi Mainolfi                              | 17.261                         | 7,0  | Socialisti Democratici Italiani (B)    | 17.261  | 7,1  | 3     |
|                                      | Franco Di Cecilia                           | 14.834                         | 6,1  | Centro Cristiano Democratico           | 14.742  | 6,1  | 1     |
|                                      | Stefano Sorvino                             | 11.335                         | 4,6  | Cristiani Democratici Uniti (C)        | 11.165  | 4,6  | 1     |
|                                      | Massimo Pacilio                             | 4.505                          | 1,8  | Movimento Sociale Fiamma Tricolore     | 4.457   | 1,8  | -     |
|                                      | Vincenzo Napolitano                         | 3.647                          | 1,5  | Federazione dei Verdi (D)              | 3.647   | 1,5  | -     |
|                                      | Consolino Ariniello                         | 1.656                          | 0,7  | Movimento Popolare Democratico del Sud | 1.642   | 0,7  | -     |
|                                      | Aleandro Igor Russomanno                    | 552                            | 0,2  | Partito Umanista                       | 539     | 0,2  | -     |
| Totale                               | Totale                                      | 245.063                        |      |                                        | 242.358 |      | 30    |

- Le liste contrassegnate con le lettere A, B, C e D sono apparentate al secondo turno con il candidato presidente Francesco Maselli.

Ballottaggio
| Candidati | Candidati                       | Voti    | %      |
| --------- | ------------------------------- | ------- | ------ |
|           | Francesco Maselli ✔️ Presidente | 75.571  | 59,1   |
|           | Raffaele Aurisicchio            | 52.233  | 40,9   |
| Totale    | Totale                          | 127.804 | 100,00 |

Fonti: Risultati I turno
Risultati II turno

#### Provincia di Napoli
| Candidati                                         | Candidati                      | Voti                           | %    | Liste                              | Voti      | %    | Seggi |
| ------------------------------------------------- | ------------------------------ | ------------------------------ | ---- | ---------------------------------- | --------- | ---- | ----- |
|                                                   | Amato Lamberti ✔️ Presidente   | 650.078                        | 50,9 | Democratici di Sinistra            | 174.729   | 14,2 | 9     |
| Partito Popolare Italiano                         | Amato Lamberti ✔️ Presidente   | 650.078                        | 50,9 | 105.663                            | 8,6       | 5    |       |
| I Democratici                                     | Amato Lamberti ✔️ Presidente   | 650.078                        | 50,9 | 72.609                             | 5,9       | 3    |       |
| Socialisti Democratici Italiani                   | Amato Lamberti ✔️ Presidente   | 650.078                        | 50,9 | 57.031                             | 4,6       | 2    |       |
| Partito della Rifondazione Comunista              | Amato Lamberti ✔️ Presidente   | 650.078                        | 50,9 | 56.237                             | 4,6       | 2    |       |
| Rinnovamento Italiano                             | Amato Lamberti ✔️ Presidente   | 650.078                        | 50,9 | 53.812                             | 4,4       | 2    |       |
| Federazione dei Verdi                             | Amato Lamberti ✔️ Presidente   | 650.078                        | 50,9 | 47.679                             | 3,9       | 2    |       |
| Partito dei Comunisti Italiani                    | Amato Lamberti ✔️ Presidente   | 650.078                        | 50,9 | 33.765                             | 2,7       | 1    |       |
| Partito Repubblicano Italiano                     | Amato Lamberti ✔️ Presidente   | 650.078                        | 50,9 | 25.078                             | 2,0       | 1    |       |
|                                                   | Stefano Caldoro                | 494.051                        | 38,7 | Forza Italia                       | 217.048   | 17,6 | 8     |
| Alleanza Nazionale                                | Stefano Caldoro                | 494.051                        | 38,7 | 131.099                            | 10,6      | 5    |       |
| Centro Cristiano Democratico                      | Stefano Caldoro                | 494.051                        | 38,7 | 53.234                             | 4,3       | 2    |       |
| Libertas                                          | Stefano Caldoro                | 494.051                        | 38,7 | 51.628                             | 4,2       | 1    |       |
| Partito Socialista                                | Stefano Caldoro                | 494.051                        | 38,7 | 15.751                             | 1,3       | -    |       |
| Per Napoli - Cristiani Democratici per la Libertà | Stefano Caldoro                | 494.051                        | 38,7 | 11.853                             | 1,0       | -    |       |
| Seggio al candidato presidente                    | Seggio al candidato presidente | Seggio al candidato presidente | 38,7 | 1                                  |           |      |       |
|                                                   | Aniello Di Nardo               | 56.747                         | 4,5  | Unione Democratici per l'Europa    | 56.020    | 4,5  | 1     |
|                                                   | Ciro Monaco                    | 32.319                         | 2,5  | PPE                                | 12.109    | 1,0  | -     |
| Verdi Federalisti                                 | Ciro Monaco                    | 32.319                         | 2,5  | 7.365                              | 0,6       | -    |       |
| Lista Donne                                       | Ciro Monaco                    | 32.319                         | 2,5  | 3.451                              | 0,3       | -    |       |
| Lega Sud Vesuvio                                  | Ciro Monaco                    | 32.319                         | 2,5  | 2.987                              | 0,2       | -    |       |
| Libertasport                                      | Ciro Monaco                    | 32.319                         | 2,5  | 2.325                              | 0,2       | -    |       |
| Cattolici Liberali                                | Ciro Monaco                    | 32.319                         | 2,5  | 1.437                              | 0,1       | -    |       |
|                                                   | Raffaele Bruno                 | 18.298                         | 1,4  | Movimento Sociale Fiamma Tricolore | 17.793    | 1,4  | -     |
|                                                   | Giovanni Albano                | 11.946                         | 0,9  | I Liberal Sgarbi                   | 11.291    | 0,9  | -     |
|                                                   | Giuseppe Di Costanzo           | 6.587                          | 0,5  | Fronte Nazionale                   | 6.334     | 0,5  | -     |
|                                                   | Antonio Torre                  | 4.296                          | 0,4  | Forza Nuova                        | 2.563     | 0,2  | -     |
| Alleanza Meridionale                              | Antonio Torre                  | 4.296                          | 0,4  | 414                                | 0,0       | -    |       |
|                                                   | Gianfranco Vestuto             | 2.999                          | 0,2  | Lega Sud Ausonia                   | 2.763     | 0,2  | -     |
| Totale                                            | Totale                         | 1.277.321                      |      |                                    | 1.234.068 |      | 45    |

Fonti: Risultati I turno

#### Provincia di Salerno
| Candidati                       | Candidati                      | Voti                           | %    | Liste                                | Voti    | %    | Seggi |
| ------------------------------- | ------------------------------ | ------------------------------ | ---- | ------------------------------------ | ------- | ---- | ----- |
|                                 | Alfonso Andria ✔️ Presidente   | 309.939                        | 53,2 | Democratici di Sinistra              | 80.583  | 14,2 | 6     |
| Partito Popolare Italiano       | Alfonso Andria ✔️ Presidente   | 309.939                        | 53,2 | 72.437                               | 12,8    | 6    |       |
| Socialisti Democratici Italiani | Alfonso Andria ✔️ Presidente   | 309.939                        | 53,2 | 47.919                               | 8,4     | 4    |       |
| Rinnovamento Italiano           | Alfonso Andria ✔️ Presidente   | 309.939                        | 53,2 | 39.428                               | 6,9     | 3    |       |
| Federazione dei Verdi           | Alfonso Andria ✔️ Presidente   | 309.939                        | 53,2 | 23.222                               | 4,1     | 1    |       |
| Partito Repubblicano Italiano   | Alfonso Andria ✔️ Presidente   | 309.939                        | 53,2 | 20.564                               | 3,6     | 1    |       |
| Partito dei Comunisti Italiani  | Alfonso Andria ✔️ Presidente   | 309.939                        | 53,2 | 15.223                               | 2,7     | 1    |       |
|                                 | Franco Cardiello               | 177.758                        | 30,5 | Forza Italia                         | 82.082  | 14,5 | 5     |
| Alleanza Nazionale              | Franco Cardiello               | 177.758                        | 30,5 | 56.553                               | 10,0    | 3    |       |
| Centro Cristiano Democratico    | Franco Cardiello               | 177.758                        | 30,5 | 36.229                               | 6,4     | 2    |       |
| Seggio al candidato presidente  | Seggio al candidato presidente | Seggio al candidato presidente | 30,5 | 1                                    |         |      |       |
|                                 | Antonio Lubritto               | 46.272                         | 7,9  | Unione Democratici per l'Europa      | 45.559  | 8,0  | 2     |
|                                 | Lucio Avagliano                | 19.995                         | 3,4  | I Democratici                        | 19.610  | 3,4  | 1     |
|                                 | Francesco Mari                 | 14.259                         | 2,5  | Partito della Rifondazione Comunista | 14.059  | 2,5  | -     |
|                                 | Nicolina Celentano             | 9.770                          | 1,7  | Movimento Sociale Fiamma Tricolore   | 9.564   | 1,7  | -     |
|                                 | Nicola Festa                   | 4.559                          | 0,8  | Fronte Nazionale                     | 4.448   | 0,8  | -     |
| Totale                          | Totale                         | 582.552                        |      |                                      | 567.480 |      | 36    |

Fonti: Risultati I turno

### Puglia

#### Provincia di Bari
| Candidati                            | Candidati                                | Voti                           | %    | Liste                                 | Voti    | %    | Seggi |
| ------------------------------------ | ---------------------------------------- | ------------------------------ | ---- | ------------------------------------- | ------- | ---- | ----- |
|                                      | Antonio Matarrese Accede al ballottaggio | 355.623                        | 46,0 | Forza Italia                          | 151.468 | 20,2 | 8     |
| Alleanza Nazionale                   | Antonio Matarrese Accede al ballottaggio | 355.623                        | 46,0 | 90.598                                | 12,1    | 5    |       |
| Centro Cristiano Democratico         | Antonio Matarrese Accede al ballottaggio | 355.623                        | 46,0 | 43.179                                | 5,8     | 2    |       |
| Cristiani Democratici per la Libertà | Antonio Matarrese Accede al ballottaggio | 355.623                        | 46,0 | 41.183                                | 5,5     | 2    |       |
| Ambiente Club                        | Antonio Matarrese Accede al ballottaggio | 355.623                        | 46,0 | 10.382                                | 1,4     | -    |       |
| I Liberal Sgarbi                     | Antonio Matarrese Accede al ballottaggio | 355.623                        | 46,0 | 5.418                                 | 0,7     | -    |       |
| Lega d'Azione Meridionale            | Antonio Matarrese Accede al ballottaggio | 355.623                        | 46,0 | 3.018                                 | 0,4     | -    |       |
| Seggio al candidato presidente       | Seggio al candidato presidente           | Seggio al candidato presidente | 46,0 | 1                                     |         |      |       |
|                                      | Marcello Vernola Accede al ballottaggio  | 317.747                        | 41,1 | Democratici di Sinistra               | 89.167  | 11,9 | 7     |
| I Democratici                        | Marcello Vernola Accede al ballottaggio  | 317.747                        | 41,1 | 59.408                                | 7,9     | 5    |       |
| Partito Popolare Italiano            | Marcello Vernola Accede al ballottaggio  | 317.747                        | 41,1 | 56.500                                | 7,5     | 5    |       |
| Socialisti Democratici Italiani      | Marcello Vernola Accede al ballottaggio  | 317.747                        | 41,1 | 37.696                                | 5,0     | 3    |       |
| Partito della Rifondazione Comunista | Marcello Vernola Accede al ballottaggio  | 317.747                        | 41,1 | 24.176                                | 3,2     | 2    |       |
| Federazione dei Verdi                | Marcello Vernola Accede al ballottaggio  | 317.747                        | 41,1 | 20.892                                | 2,8     | 1    |       |
| Partito dei Comunisti Italiani       | Marcello Vernola Accede al ballottaggio  | 317.747                        | 41,1 | 20.029                                | 2,7     | 1    |       |
|                                      | Alfonsino Pisicchio                      | 37.140                         | 4,8  | Rinnovamento Italiano (A)             | 35.923  | 4,8  | 3     |
|                                      | Raffaele Belardi                         | 16.771                         | 2,2  | Partito Socialista (B)                | 16.137  | 2,2  | -     |
|                                      | Domenico Pantaleo                        | 13.721                         | 1,8  | UDEUR - Partito Repubblicano Italiano | 13.468  | 1,8  | -     |
|                                      | Pantaleo Magarelli                       | 13.393                         | 1,7  | Cristiani Democratici Uniti (C)       | 13.081  | 1,7  | -     |
|                                      | Giuseppe Incardona                       | 12.902                         | 1,7  | Movimento Sociale Fiamma Tricolore    | 12.711  | 1,7  | -     |
|                                      | Michele Ladisa                           | 5.166                          | 0,7  | Gruppo Indipendente Libertà (D)       | 4.921   | 0,7  | -     |
| Totale                               | Totale                                   | 772.463                        |      |                                       | 749.355 |      | 45    |

- Le liste contrassegnate con le lettere A e D sono apparentate al secondo turno con il candidato presidente Marcello Vernola.

- Le liste contrassegnate con le lettere B e C sono apparentate al secondo turno con il candidato presidente Antonio Matarrese.

Ballottaggio
| Candidati | Candidati                      | Voti    | %      |
| --------- | ------------------------------ | ------- | ------ |
|           | Marcello Vernola ✔️ Presidente | 239.026 | 51,6   |
|           | Antonio Matarrese              | 224.575 | 48,4   |
| Totale    | Totale                         | 463.601 | 100,00 |

Fonti: Risultati I turno
Risultati II turno

#### Provincia di Brindisi
| Candidati                            | Candidati                      | Voti                           | %    | Liste                              | Voti    | %    | Seggi |
| ------------------------------------ | ------------------------------ | ------------------------------ | ---- | ---------------------------------- | ------- | ---- | ----- |
|                                      | Nicola Frugis ✔️ Presidente    | 117.494                        | 55,8 | Forza Italia                       | 40.097  | 19,6 | 7     |
| Alleanza Nazionale                   | Nicola Frugis ✔️ Presidente    | 117.494                        | 55,8 | 25.713                             | 12,5    | 4    |       |
| Cristiani Democratici per la Libertà | Nicola Frugis ✔️ Presidente    | 117.494                        | 55,8 | 19.356                             | 9,4     | 3    |       |
| Centro Democratico                   | Nicola Frugis ✔️ Presidente    | 117.494                        | 55,8 | 13.798                             | 6,7     | 2    |       |
| Centro Cristiano Democratico         | Nicola Frugis ✔️ Presidente    | 117.494                        | 55,8 | 13.181                             | 6,4     | 2    |       |
| Partito Repubblicano Italiano        | Nicola Frugis ✔️ Presidente    | 117.494                        | 55,8 | 2.322                              | 1,1     | -    |       |
|                                      | Carlo Panzuti                  | 79.536                         | 37,7 | Democratici di Sinistra            | 28.065  | 13,7 | 5     |
| Partito Popolare Italiano            | Carlo Panzuti                  | 79.536                         | 37,7 | 13.739                             | 6,7     | 2    |       |
| Socialisti Democratici Italiani      | Carlo Panzuti                  | 79.536                         | 37,7 | 10.771                             | 5,3     | 2    |       |
| I Democratici                        | Carlo Panzuti                  | 79.536                         | 37,7 | 10.259                             | 5,0     | 1    |       |
| Partito della Rifondazione Comunista | Carlo Panzuti                  | 79.536                         | 37,7 | 8.621                              | 4,2     | 1    |       |
| Partito dei Comunisti Italiani       | Carlo Panzuti                  | 79.536                         | 37,7 | 3.595                              | 1,8     | -    |       |
| Federazione dei Verdi                | Carlo Panzuti                  | 79.536                         | 37,7 | 2.347                              | 1,1     | -    |       |
| Seggio al candidato presidente       | Seggio al candidato presidente | Seggio al candidato presidente | 37,7 | 1                                  |         |      |       |
|                                      | Attilio Notarpietro            | 4.332                          | 2,1  | Movimento Sociale Fiamma Tricolore | 4.236   | 2,1  | -     |
|                                      | Beniamino Mola                 | 3.942                          | 1,9  | Cristiani Democratici Uniti        | 3.399   | 1,7  | -     |
| Sud Libero                           | Beniamino Mola                 | 3.942                          | 1,9  | 387                                | 0,2     | -    |       |
|                                      | Filadelfio Pede                | 1.995                          | 0,9  | Partito Socialista                 | 1.895   | 0,9  | -     |
|                                      | Angelo Perrino                 | 1.978                          | 0,9  | I Liberal Sgarbi                   | 1.864   | 0,9  | -     |
|                                      | Carlo Aprile                   | 1.438                          | 0,7  | Lega d'Azione Meridionale          | 1.355   | 0,7  | -     |
| Totale                               | Totale                         | 210.715                        |      |                                    | 205.000 |      | 30    |

Fonti: Risultati I turno

#### Provincia di Lecce
| Candidati                            | Candidati                      | Voti                           | %    | Liste                              | Voti    | %    | Seggi |
| ------------------------------------ | ------------------------------ | ------------------------------ | ---- | ---------------------------------- | ------- | ---- | ----- |
|                                      | Lorenzo Ria ✔️ Presidente      | 221.290                        | 50,7 | Democratici di Sinistra            | 69.958  | 16,8 | 8     |
| Partito Popolare Italiano            | Lorenzo Ria ✔️ Presidente      | 221.290                        | 50,7 | 48.992                             | 11,8    | 6    |       |
| Socialisti Democratici Italiani      | Lorenzo Ria ✔️ Presidente      | 221.290                        | 50,7 | 27.204                             | 6,5     | 3    |       |
| I Democratici                        | Lorenzo Ria ✔️ Presidente      | 221.290                        | 50,7 | 23.468                             | 5,6     | 2    |       |
| Partito della Rifondazione Comunista | Lorenzo Ria ✔️ Presidente      | 221.290                        | 50,7 | 14.244                             | 3,4     | 1    |       |
| Federazione dei Verdi                | Lorenzo Ria ✔️ Presidente      | 221.290                        | 50,7 | 8.405                              | 2,0     | 1    |       |
| Rinnovamento Italiano                | Lorenzo Ria ✔️ Presidente      | 221.290                        | 50,7 | 8.907                              | 2,1     | 1    |       |
| Partito dei Comunisti Italiani       | Lorenzo Ria ✔️ Presidente      | 221.290                        | 50,7 | 7.770                              | 1,9     | -    |       |
|                                      | Carlo Madaro                   | 198.381                        | 45,4 | Alleanza Nazionale                 | 51.139  | 12,3 | 4     |
| Forza Italia                         | Carlo Madaro                   | 198.381                        | 45,4 | 50.381                             | 12,1    | 4    |       |
| Cristiani Democratici per la Libertà | Carlo Madaro                   | 198.381                        | 45,4 | 44.810                             | 10,8    | 3    |       |
| Centro Cristiano Democratico         | Carlo Madaro                   | 198.381                        | 45,4 | 22.511                             | 5,4     | 2    |       |
| Partito Socialista                   | Carlo Madaro                   | 198.381                        | 45,4 | 7.663                              | 1,8     | -    |       |
| Unità Repubblicana                   | Carlo Madaro                   | 198.381                        | 45,4 | 6.249                              | 1,5     | -    |       |
| Ambiente Club                        | Carlo Madaro                   | 198.381                        | 45,4 | 5.464                              | 1,3     | -    |       |
| I Liberal Sgarbi                     | Carlo Madaro                   | 198.381                        | 45,4 | 2.990                              | 0,7     | -    |       |
| Seggio al candidato presidente       | Seggio al candidato presidente | Seggio al candidato presidente | 45,4 | 1                                  |         |      |       |
|                                      | Nicola Quarta                  | 9.960                          | 2,3  | Unione Democratici per l'Europa    | 9.764   | 2,4  | -     |
|                                      | Benito Mongiò                  | 5.636                          | 1,3  | Movimento Sociale Fiamma Tricolore | 5.504   | 1,3  | -     |
|                                      | Mauro Chirizzi                 | 1.317                          | 0,3  | Forza Nuova                        | 1.103   | 0,3  | -     |
| Totale                               | Totale                         | 436.584                        |      |                                    | 416.526 |      | 36    |

Fonti: Risultati I turno

#### Provincia di Taranto
| Candidati                            | Candidati                      | Voti                           | %    | Liste                           | Voti    | %    | Seggi |
| ------------------------------------ | ------------------------------ | ------------------------------ | ---- | ------------------------------- | ------- | ---- | ----- |
|                                      | Domenico Rana ✔️ Presidente    | 159.276                        | 53,5 | Forza Italia                    | 58.074  | 20,4 | 7     |
| Alleanza Nazionale                   | Domenico Rana ✔️ Presidente    | 159.276                        | 53,5 | 29.632                          | 10,4    | 4    |       |
| Lega d'Azione Meridionale            | Domenico Rana ✔️ Presidente    | 159.276                        | 53,5 | 23.883                          | 8,4     | 3    |       |
| Cristiani Democratici per la Libertà | Domenico Rana ✔️ Presidente    | 159.276                        | 53,5 | 21.221                          | 7,5     | 2    |       |
| Centro Cristiano Democratico         | Domenico Rana ✔️ Presidente    | 159.276                        | 53,5 | 18.547                          | 6,5     | 2    |       |
| Partito Socialista                   | Domenico Rana ✔️ Presidente    | 159.276                        | 53,5 | 2.757                           | 1,0     | -    |       |
|                                      | Gaetano Carrozzo               | 109.003                        | 36,6 | Democratici di Sinistra         | 47.606  | 16,8 | 5     |
| I Democratici                        | Gaetano Carrozzo               | 109.003                        | 36,6 | 22.010                          | 7,7     | 2    |       |
| Partito Popolare Italiano            | Gaetano Carrozzo               | 109.003                        | 36,6 | 16.262                          | 5,7     | 2    |       |
| Partito della Rifondazione Comunista | Gaetano Carrozzo               | 109.003                        | 36,6 | 9.119                           | 3,2     | 1    |       |
| Partito dei Comunisti Italiani       | Gaetano Carrozzo               | 109.003                        | 36,6 | 5.451                           | 1,9     | -    |       |
| Federazione dei Verdi                | Gaetano Carrozzo               | 109.003                        | 36,6 | 2.696                           | 1,0     | -    |       |
| Seggio al candidato presidente       | Seggio al candidato presidente | Seggio al candidato presidente | 36,6 | 1                               |         |      |       |
|                                      | Alfengo Carducci               | 11.410                         | 3,8  | Unione Democratici per l'Europa | 5.447   | 1,9  | -     |
| Cristiani Democratici Uniti          | Alfengo Carducci               | 11.410                         | 3,8  | 4.499                           | 1,6     | -    |       |
| Seggio al candidato presidente       | Seggio al candidato presidente | Seggio al candidato presidente | 3,8  | 1                               |         |      |       |
|                                      | Salvatore Graniglia            | 9.684                          | 3,3  | Socialisti Democratici Italiani | 9.248   | 3,3  | -     |
|                                      | Nicola Infesta                 | 8.308                          | 2,8  | Prospettive                     | 7.768   | 2,7  | -     |
| Totale                               | Totale                         | 297.681                        |      |                                 | 284.220 |      | 30    |

Fonti: Risultati I turno

### Basilicata

#### Provincia di Matera
| Candidati                            | Candidati                      | Voti                           | %    | Liste                              | Voti   | %    | Seggi |
| ------------------------------------ | ------------------------------ | ------------------------------ | ---- | ---------------------------------- | ------ | ---- | ----- |
|                                      | Giovanni Carelli ✔️ Presidente | 54.731                         | 54,3 | Democratici di Sinistra            | 18.423 | 18,8 | 5     |
| Partito Popolare Italiano            | Giovanni Carelli ✔️ Presidente | 54.731                         | 54,3 | 13.190                             | 13,5   | 4    |       |
| Rinnovamento Italiano - UDEUR        | Giovanni Carelli ✔️ Presidente | 54.731                         | 54,3 | 7.573                              | 7,7    | 2    |       |
| Federazione dei Verdi                | Giovanni Carelli ✔️ Presidente | 54.731                         | 54,3 | 4.746                              | 4,8    | 1    |       |
| Partito della Rifondazione Comunista | Giovanni Carelli ✔️ Presidente | 54.731                         | 54,3 | 3.692                              | 3,8    | 1    |       |
| Socialisti Democratici Italiani      | Giovanni Carelli ✔️ Presidente | 54.731                         | 54,3 | 3.335                              | 3,4    | 1    |       |
| Partito dei Comunisti Italiani       | Giovanni Carelli ✔️ Presidente | 54.731                         | 54,3 | 2.500                              | 2,6    | -    |       |
|                                      | Cesare Carmentano              | 32.989                         | 32,7 | Forza Italia                       | 14.921 | 15,2 | 4     |
| Alleanza Nazionale                   | Cesare Carmentano              | 32.989                         | 32,7 | 10.758                             | 11,0   | 2    |       |
| Centro Cristiano Democratico         | Cesare Carmentano              | 32.989                         | 32,7 | 6.052                              | 6,2    | 1    |       |
| Seggio al candidato presidente       | Seggio al candidato presidente | Seggio al candidato presidente | 32,7 | 1                                  |        |      |       |
|                                      | Filomena Cancellaro            | 10.889                         | 10,8 | I Democratici                      | 10.443 | 10,7 | 2     |
|                                      | Nunzio Venezia                 | 2.255                          | 2,2  | Movimento Sociale Fiamma Tricolore | 2.204  | 2,3  | -     |
| Totale                               | Totale                         | 100.864                        |      |                                    | 97.837 |      | 24    |

Fonti: Risultati I turno

#### Provincia di Potenza
| Candidati                            | Candidati                      | Voti                           | %    | Liste                              | Voti    | %    | Seggi |
| ------------------------------------ | ------------------------------ | ------------------------------ | ---- | ---------------------------------- | ------- | ---- | ----- |
|                                      | Vito Santarsiero ✔️ Presidente | 142.848                        | 64,2 | Democratici di Sinistra            | 38.463  | 17,8 | 6     |
| Partito Popolare Italiano            | Vito Santarsiero ✔️ Presidente | 142.848                        | 64,2 | 35.702                             | 16,5    | 6    |       |
| I Democratici                        | Vito Santarsiero ✔️ Presidente | 142.848                        | 64,2 | 16.678                             | 7,7     | 2    |       |
| Socialisti Democratici Italiani      | Vito Santarsiero ✔️ Presidente | 142.848                        | 64,2 | 12.177                             | 5,6     | 2    |       |
| Federazione dei Verdi                | Vito Santarsiero ✔️ Presidente | 142.848                        | 64,2 | 11.645                             | 5,4     | 1    |       |
| Rinnovamento Italiano                | Vito Santarsiero ✔️ Presidente | 142.848                        | 64,2 | 9.413                              | 4,3     | 1    |       |
| Partito della Rifondazione Comunista | Vito Santarsiero ✔️ Presidente | 142.848                        | 64,2 | 8.484                              | 3,9     | 1    |       |
| Partito dei Comunisti Italiani       | Vito Santarsiero ✔️ Presidente | 142.848                        | 64,2 | 6.330                              | 2,9     | 1    |       |
|                                      | Camillo Naborre                | 57.257                         | 27,7 | Forza Italia                       | 27.375  | 2,6  | 4     |
| Alleanza Nazionale                   | Camillo Naborre                | 57.257                         | 27,7 | 15.082                             | 7,0     | 2    |       |
| Centro Cristiano Democratico         | Camillo Naborre                | 57.257                         | 27,7 | 11.077                             | 5,1     | 1    |       |
| Patto Segni                          | Camillo Naborre                | 57.257                         | 27,7 | 2.329                              | 1,1     | -    |       |
| Seggio al candidato presidente       | Seggio al candidato presidente | Seggio al candidato presidente | 27,7 | 1                                  |         |      |       |
|                                      | Pietro Bongiovanni             | 14.070                         | 6,3  | Unione Democratici per l'Europa    | 13.608  | 6,3  | 2     |
|                                      | Francesco Adamo                | 4.251                          | 1,9  | Partito Socialista                 | 4.127   | 1,9  | -     |
|                                      | Romeo Porfidio                 | 3.069                          | 1,4  | Movimento Sociale Fiamma Tricolore | 2.970   | 1,4  | -     |
|                                      | Carmela Cafaro Baldassarre     | 1.155                          | 0,5  | Nuovo Progetto                     | 1.061   | 0,5  | -     |
| Totale                               | Totale                         | 222.650                        |      |                                    | 216.521 |      | 30    |

Fonti: Risultati I turno

### Calabria

#### Provincia di Catanzaro
| Candidati                       | Candidati                               | Voti                           | %    | Liste                                | Voti    | %    | Seggi |
| ------------------------------- | --------------------------------------- | ------------------------------ | ---- | ------------------------------------ | ------- | ---- | ----- |
|                                 | Michele Traversa Accede al ballottaggio | 90.066                         | 46,3 | Forza Italia                         | 26.717  | 14,1 | 6     |
| Alleanza Nazionale              | Michele Traversa Accede al ballottaggio | 90.066                         | 46,3 | 18.192                               | 9,6     | 4    |       |
| Centro Cristiano Democratico    | Michele Traversa Accede al ballottaggio | 90.066                         | 46,3 | 12.679                               | 6,7     | 3    |       |
| Cristiani Democratici Uniti     | Michele Traversa Accede al ballottaggio | 90.066                         | 46,3 | 8.678                                | 4,6     | 2    |       |
| Per il Sud                      | Michele Traversa Accede al ballottaggio | 90.066                         | 46,3 | 7.619                                | 4,0     | 1    |       |
| Patto Segni                     | Michele Traversa Accede al ballottaggio | 90.066                         | 46,3 | 5.887                                | 3,1     | 1    |       |
| Donne Insieme                   | Michele Traversa Accede al ballottaggio | 90.066                         | 46,3 | 4.439                                | 2,4     | 1    |       |
| Lista civica                    | Michele Traversa Accede al ballottaggio | 90.066                         | 46,3 | 1.883                                | 1,0     | -    |       |
| I Liberal Sgarbi                | Michele Traversa Accede al ballottaggio | 90.066                         | 46,3 | 1.124                                | 0,6     | -    |       |
|                                 | Vincenzo Ciconte Accede al ballottaggio | 89.885                         | 46,2 | Democratici di Sinistra              | 25.245  | 13,3 | 3     |
| Partito Popolare Italiano       | Vincenzo Ciconte Accede al ballottaggio | 89.885                         | 46,2 | 13.704                               | 7,3     | 2    |       |
| Unione Democratici per l'Europa | Vincenzo Ciconte Accede al ballottaggio | 89.885                         | 46,2 | 13.666                               | 7,2     | 2    |       |
| Socialisti Democratici Italiani | Vincenzo Ciconte Accede al ballottaggio | 89.885                         | 46,2 | 10.183                               | 5,4     | 1    |       |
| I Democratici                   | Vincenzo Ciconte Accede al ballottaggio | 89.885                         | 46,2 | 8.335                                | 4,4     | 1    |       |
| Partito dei Comunisti Italiani  | Vincenzo Ciconte Accede al ballottaggio | 89.885                         | 46,2 | 6.452                                | 3,4     | 1    |       |
| Federazione dei Verdi           | Vincenzo Ciconte Accede al ballottaggio | 89.885                         | 46,2 | 5.110                                | 2,7     | -    |       |
| Rinnovamento Italiano           | Vincenzo Ciconte Accede al ballottaggio | 89.885                         | 46,2 | 4.940                                | 2,6     | -    |       |
| Seggio al candidato presidente  | Seggio al candidato presidente          | Seggio al candidato presidente | 46,2 | 1                                    |         |      |       |
|                                 | Domenico Serrao                         | 7.416                          | 3,8  | Partito della Rifondazione Comunista | 7.310   | 3,9  | 1     |
|                                 | Michelangelo Frisini                    | 3.883                          | 2,0  | Partito Socialista                   | 3.823   | 2,0  | -     |
|                                 | Massimo Siracusa                        | 2.028                          | 1,0  | Liberalitalia (A)                    | 1.923   | 1,0  | -     |
|                                 | Giovambattista Vono                     | 1.350                          | 0,7  | Fronte Nazionale                     | 1.309   | 0,7  | -     |
| Totale                          | Totale                                  | 194.628                        |      |                                      | 189.218 |      | 30    |

- La lista contrassegnata con la lettera A è apparentata al secondo turno con il candidato presidente Michele Traversa.

Ballottaggio
| Candidati | Candidati                      | Voti    | %      |
| --------- | ------------------------------ | ------- | ------ |
|           | Michele Traversa ✔️ Presidente | 66.701  | 51,2   |
|           | Vincenzo Ciconte               | 63.643  | 48,8   |
| Totale    | Totale                         | 130.344 | 100,00 |

Fonti: Risultati I turno Risultati II turno

#### Provincia di Cosenza
| Candidati                       | Candidati                      | Voti                           | %    | Liste                                | Voti    | %    | Seggi |
| ------------------------------- | ------------------------------ | ------------------------------ | ---- | ------------------------------------ | ------- | ---- | ----- |
|                                 | Antonio Acri ✔️ Presidente     | 196.767                        | 52,9 | Democratici di Sinistra              | 57.822  | 15,7 | 7     |
| Socialisti Democratici Italiani | Antonio Acri ✔️ Presidente     | 196.767                        | 52,9 | 35.590                               | 9,7     | 4    |       |
| Partito Popolare Italiano       | Antonio Acri ✔️ Presidente     | 196.767                        | 52,9 | 31.269                               | 8,5     | 4    |       |
| I Democratici                   | Antonio Acri ✔️ Presidente     | 196.767                        | 52,9 | 29.968                               | 8,1     | 3    |       |
| Unione Democratici per l'Europa | Antonio Acri ✔️ Presidente     | 196.767                        | 52,9 | 18.744                               | 5,1     | 2    |       |
| Partito dei Comunisti Italiani  | Antonio Acri ✔️ Presidente     | 196.767                        | 52,9 | 13.568                               | 3,7     | 1    |       |
| Federazione dei Verdi           | Antonio Acri ✔️ Presidente     | 196.767                        | 52,9 | 8.463                                | 2,3     | 1    |       |
|                                 | Maria Rita Acciardi            | 47.494                         | 12,8 | Forza Italia                         | 47.494  | 12,9 | 4     |
|                                 | Giuseppe Caputo                | 40.394                         | 10,9 | Alleanza Nazionale                   | 30.605  | 8,3  | 3     |
| Patto Segni                     | Giuseppe Caputo                | 40.394                         | 10,9 | 8.346                                | 2,3     | -    |       |
| Seggio al candidato presidente  | Seggio al candidato presidente | Seggio al candidato presidente | 10,9 | 1                                    |         |      |       |
|                                 | Francesco Bisogno              | 20.813                         | 5,6  | Centro Cristiano Democratico         | 20.813  | 5,6  | 2     |
|                                 | Francesco Veneziano            | 19.932                         | 5,4  | Partito della Rifondazione Comunista | 19.932  | 5,4  | 2     |
|                                 | Vitaliano Gemelli              | 17.263                         | 4,6  | Cristiani Democratici Uniti          | 17.241  | 4,7  | 1     |
|                                 | Fausto Aquino                  | 13.704                         | 3,7  | Rinnovamento Italiano                | 13.687  | 3,7  | 1     |
|                                 | Francesco Savastano            | 7.476                          | 2,0  | Partito Socialista                   | 7.456   | 2,0  | -     |
|                                 | Stanislao Serra                | 6.994                          | 1,9  | Movimento Sociale Fiamma Tricolore   | 6.599   | 1,8  | -     |
|                                 | Carmine Rosito                 | 839                            | 0,2  | Fascismo e Libertà                   | 839     | 0,2  | -     |
| Totale                          | Totale                         | 371.676                        |      |                                      | 368.436 |      | 36    |

Fonti: Risultati I turno

#### Provincia di Crotone
| Candidati                       | Candidati                      | Voti                           | %    | Liste                                | Voti   | %    | Seggi |
| ------------------------------- | ------------------------------ | ------------------------------ | ---- | ------------------------------------ | ------ | ---- | ----- |
|                                 | Carmine Talarico ✔️ Presidente | 54.092                         | 62,7 | Democratici di Sinistra              | 15.688 | 18,6 | 5     |
| Partito Popolare Italiano       | Carmine Talarico ✔️ Presidente | 54.092                         | 62,7 | 8.171                                | 9,7    | 3    |       |
| Unione Democratici per l'Europa | Carmine Talarico ✔️ Presidente | 54.092                         | 62,7 | 7.346                                | 8,7    | 2    |       |
| Federazione Laburista           | Carmine Talarico ✔️ Presidente | 54.092                         | 62,7 | 7.195                                | 8,6    | 2    |       |
| Socialisti Democratici Italiani | Carmine Talarico ✔️ Presidente | 54.092                         | 62,7 | 4.189                                | 5,0    | 1    |       |
| Partito dei Comunisti Italiani  | Carmine Talarico ✔️ Presidente | 54.092                         | 62,7 | 3.115                                | 3,7    | 1    |       |
| I Democratici                   | Carmine Talarico ✔️ Presidente | 54.092                         | 62,7 | 2.871                                | 3,4    | 1    |       |
| Federazione dei Verdi           | Carmine Talarico ✔️ Presidente | 54.092                         | 62,7 | 2.799                                | 3,3    | 1    |       |
| Rinnovamento Italiano           | Carmine Talarico ✔️ Presidente | 54.092                         | 62,7 | 1.967                                | 2,3    | -    |       |
|                                 | Ottavio Rizzuto                | 26.769                         | 31,0 | Alleanza Nazionale                   | 9.598  | 11,4 | 2     |
| Forza Italia                    | Ottavio Rizzuto                | 26.769                         | 31,0 | 7.604                                | 9,0    | 2    |       |
| Cristiani Democratici Uniti     | Ottavio Rizzuto                | 26.769                         | 31,0 | 4.942                                | 5,9    | 1    |       |
| Centro Cristiano Democratico    | Ottavio Rizzuto                | 26.769                         | 31,0 | 3.371                                | 4,0    | 1    |       |
| Seggio al candidato presidente  | Seggio al candidato presidente | Seggio al candidato presidente | 31,0 | 1                                    |        |      |       |
|                                 | Rosario Falbo                  | 3.555                          | 4,1  | Partito della Rifondazione Comunista | 3.511  | 4,2  | 1     |
|                                 | Antonio Elia                   | 1.848                          | 2,2  | Patto Segni                          | 1.821  | 2,2  | -     |
| Totale                          | Totale                         | 86.264                         |      |                                      | 84.188 |      | 24    |

Fonti: Risultati I turno

#### Provincia di Vibo Valentia
| Candidati                              | Candidati                      | Voti                           | %    | Liste                                | Voti   | %    | Seggi |
| -------------------------------------- | ------------------------------ | ------------------------------ | ---- | ------------------------------------ | ------ | ---- | ----- |
|                                        | Ottavio Bruni ✔️ Presidente    | 58.669                         | 62,0 | Democratici di Sinistra              | 14.749 | 15,9 | 4     |
| Partito Popolare Italiano              | Ottavio Bruni ✔️ Presidente    | 58.669                         | 62,0 | 13.492                               | 14,5   | 4    |       |
| Cristiani Democratici Uniti            | Ottavio Bruni ✔️ Presidente    | 58.669                         | 62,0 | 10.931                               | 11,8   | 3    |       |
| Socialisti Democratici Italiani        | Ottavio Bruni ✔️ Presidente    | 58.669                         | 62,0 | 5.970                                | 6,4    | 2    |       |
| Rinnovamento Italiano                  | Ottavio Bruni ✔️ Presidente    | 58.669                         | 62,0 | 5.512                                | 5,9    | 1    |       |
| Unione Democratici per l'Europa        | Ottavio Bruni ✔️ Presidente    | 58.669                         | 62,0 | 4.430                                | 4,8    | 1    |       |
| Partito dei Comunisti Italiani - Verdi | Ottavio Bruni ✔️ Presidente    | 58.669                         | 62,0 | 3.038                                | 3,3    | 1    |       |
|                                        | Gaetano Vallone                | 19.467                         | 20,6 | Alleanza Nazionale                   | 9.867  | 10,6 | 2     |
| Forza Italia                           | Gaetano Vallone                | 19.467                         | 20,6 | 7.907                                | 8,5    | 2    |       |
| Partito Socialista                     | Gaetano Vallone                | 19.467                         | 20,6 | 893                                  | 1,0    | -    |       |
| Seggio al candidato presidente         | Seggio al candidato presidente | Seggio al candidato presidente | 20,6 | 1                                    |        |      |       |
|                                        | Nazzareno Salerno              | 7.276                          | 7,7  | Centro Cristiano Democratico         | 7.002  | 7,6  | 2     |
|                                        | Filippo Sirgiovanni            | 4.139                          | 4,4  | I Democratici                        | 3.976  | 4,3  | 1     |
|                                        | Matteo Malerba                 | 2.892                          | 3,0  | Partito della Rifondazione Comunista | 2.854  | 3,1  | -     |
|                                        | Francesco Tassone              | 1.256                          | 1,3  | Movimento Meridionale                | 1.205  | 1,3  | -     |
|                                        | Michelangelo La Torre          | 983                            | 1,0  | Movimento Sociale Fiamma Tricolore   | 960    | 1,0  | -     |
| Totale                                 | Totale                         | 94.682                         |      |                                      | 92.786 |      | 24    |

Fonti: Risultati I turno